# 仮面ライダーセイバー
『仮面ライダーセイバー』（かめんライダーセイバー、欧文表記:KAMEN RIDER SABER）は、2020年9月6日から2021年8月29日まで、テレビ朝日系列で毎週日曜9時から9時30分（JST）に全47話が放送された、東映制作の特撮テレビドラマ作品、および作中で主人公が変身するヒーローの名称。タイトルロゴ上では「聖刃」という表記も併せて使用されている。
キャッチコピーは「文豪にして剣豪!!」。

## 概要
令和仮面ライダー第2弾となる本作品では、平行世界を舞台に多人数ライダーの活躍を描く。

## あらすじ
「現実世界にあった街の一部が消失し、それが異世界に出現する」という謎の現象が次々と発生し、戸惑う人々。異世界に飛ばされた人々を元の世界に戻すため、仮面ライダーたちは聖なる刃を手にして「本の中の世界」へ飛び込み、人々を救う「救世主」として聖剣を振るう。
昔から、人類の歴史とその根源が詰まった本を守る組織ソードオブロゴスと自分たちの世界へと本を書き換えようとするメギドの戦いが続いていた。
小説家の神山飛羽真は、繰り返し異世界に少女が吸い込まれる夢を見ていた。飛羽真はその夢の中で手にしていた本を実際に持っており、自身を担当する編集者の須藤芽依とともに外出するが、そこで異世界に街の一部が飛ばされてしまう事態が起こり、その中にいたメギドと対峙した飛羽真は突如として現れた火炎剣烈火と手にしていた本とともに仮面ライダーセイバーへと変身してメギドを倒し、街を元に戻す。
飛羽真はソードオブロゴスの剣士である新堂倫太郎 / 仮面ライダーブレイズに組織の拠点へと導かれ、彼らとともに世界を守ることを決意する。
一方、組織を裏切り、メギドと結託して本を狙う闇の剣士仮面ライダーカリバー。その正体は飛羽真を15年前に救った先代セイバーの上條大地であった。ソードオブロゴスの剣士富加宮賢人 / 仮面ライダーエスパーダは自らの父であると思われていたカリバーが上條であったことを知り、激昂するも強化したカリバーに倒され、消滅する。
飛羽真は、現実世界と異世界ワンダーワールドを繋げて大いなる力を手に入れようとするカリバーの計画を阻止するが、上條は謎の言葉を残して息絶える。
上條の言葉から組織を疑った飛羽真は組織から孤立するが、新たな仲間であるユーリ / 仮面ライダー最光が加わり、飛羽真と同じく組織に疑問を抱いた尾上亮 / 仮面ライダーバスターと大秦寺哲雄 / 仮面ライダースラッシュも合流する。
そんな中、消滅したはずの賢人が新たなカリバーとなって甦るが、彼は全ての聖剣を封じようとする。賢人を慕っていた緋道蓮 / 仮面ライダー剣斬は組織を離脱し、倫太郎も飛羽真とともに組織と戦おうとする。

## 登場人物

### 主人公と関係者
神山 飛羽真（） / 仮面ライダーセイバー
本作品の主人公。24歳。ファンタジージャンル専門の小説家であり、「ファンタジック本屋かみやま」の店主も務めている。夢が力になることを信じる明るい性格で、何よりも約束を大事にする。また、人のことを否定せず、すべて肯定する。15年前の世界がほどける現場に居合わせていたが、その当時の記憶を失っており、当の本人はその際の謎の少女との別れを繰り返し夢として見ており、その時の記憶が無意識に反映されて執筆したファンタジー小説『ロストメモリー』を出版している。定期的に近隣の児童施設や小学校に本を卸しており、祖父や父の遺産を手にしていることから裕福な生活を送っている。
懇意にしている一家の息子である亮太に誕生日プレゼントの『家なき子』の絵本を渡しに行った際、突如として訪れていた広場にワンダーワールドが侵入を始める。そこで物語開始時点で既に手元にあったブレイブドラゴンワンダーライドブックから飛び出したドラゴンが与えた聖剣・火炎剣烈火を引き抜いたことで、炎の剣士である仮面ライダーセイバーへの変身能力を得る。以降はソードオブロゴスの仮面ライダーたちとメギドの野望に立ち向かう。
戦いが続いていく中で、ワンダーライドブックを手に入れていき、親友の賢人と再会したことで、過去の記憶を次第に取り戻し、第12章で幼いころに賢人やルナと交わした約束を思い出した。
玲花の嘘に惑わされた倫太郎たちに対して、上條の最後の言葉に揺れ動いたことで、裏切り者とみなされて彼らと対立することとなるが、剣を交えることで和解して再び仲間となった。
マスターロゴスやストリウスに勝利するも、ルナの力を内包したワンダーオールマイティワンダーライドブックを使った代償として崩壊したワンダーワールドに1人取り残されるが、新たな全知全能の書で新たなる物語を紡ぎ、ワンダーワールドを再構築した。消えた人々を現実世界に帰した後、始まりの5人とバハトに任せて現実世界に帰還した。
現実世界に帰還した後もセイバーとして人々を守る戦いを続けていたが、ソードオブロゴスがマスター制から評議員制に方針転換する際に、小説家としての活動に復帰することを倫太郎たちに告げ、ソフィアに火炎剣烈火を返還した。
- 当初のイメージは、子供時代の友達であった少女のルナが異世界に消え、周囲の大人たちは夢だと言って信じてくれないが、自分にだけはそれが現実であるという確信があることから、ルナを助けるために、長年、強くなるために剣術の稽古に励んだり、秘密を探るために本から知識を身につけたり、といった全てを準備していたという設定であった。そのため、本からいろんなことを学んでおり、それを力に変えられる人間であり、ルナの行方を探して色々と調べていくうちに、剣士を率いる謎の組織の存在に気付き、その基地にも古い書籍を読み解くことで自力でたどり着くことができ、火炎剣烈火の使い方にも通じており、剣術にも詳しいことから強く、本作品を見た子供たちが「勉強することで自分も強くなれるかも」と思ってくれたらいい、という想いもあったという。小説家という職業になったのは、本がアイテムであることのほかに、化け物が15年前に現れ、異世界にルナが消えた事件のことを誰も覚えていないため、小説にそのことを書くことで、読者の中に自分と同様のことを覚えている人から手がかりを聞き出せるのではという思惑があったためであったが、コロナ禍の影響で設定や内容を修正し、その流れを説明する時間が足りなくなったため、前述のような流れを封印し、事件の記憶を失くし、後からルナ探しの本題に手をつけることとなった。だが、当初はワンダーワールドの設定を紹介する必要があったことから、消えてしまったルナを助けるくだりや、飛羽真の背景は後回しになってしまったため、前半は自発的に動くキャラではなく、巻き込まれ型のキャラクターになってしまったという。
- 前作『ゼロワン』の主人公が少年と青年の中間にいる男の子の成長の物語で、同時期に放送されている『魔進戦隊キラメイジャー』も『ゼロワン』と同年代の主人公のため、主人公の年齢層を少し上げて余裕のある感じにすることで、成長するよりも「頼もしく見えるヒーロー」を目指すことで安心感を与えるような存在にしている。決め台詞も、物理的な強さではなく、精神力の強さの表れとなっている。「小説家の主人公」という設定は、連動アイテムが本のためその逆算として設定されたが、小説家のイメージが何となくインテリで、少し気難しい人というイメージを持たれているため、上から目線でスカしたインテリではないキャラクターになるようにしている。キャッチコピーの「文豪にして剣豪」というのが文芸界でも話題となり、小説家の朝井リョウはラジオ番組で丸々一番組のなかで本作品のプロットを考えるなど、思わぬ方向からの反応が多かったという。
- 劇中で飛羽真が書いている文字は実際に内藤が書いている。モデルにした作家がいると真似っぽくなってしまうため、自分が思う神山飛羽真を作るためにモデルは特にいないという。妄想シーンの中の飛羽真は、別のキャラクターになるため、飛羽真を意識せずに演じている。
- 全体のスタイリングは、芥川龍之介や太宰治のような和装ではなく、アーネスト・ヘミングウェイやフランツ・カフカのようなファッション的にも印象深い人物像を意識し、現代に合ったアイテムを取り入れながら組み立てている。常時ペンケースを首から下げ、手のひらサイズの手帳をベルトループに引っ掛けている。

須藤 芽依（）
本作品のヒロイン。23歳。「ビブリオユートピア出版」に勤めるファンタジー小説の専門小説誌『月刊グリム』編集部に所属する新人編集者で、連載小説を寄稿する飛羽真を担当する。ギャルが社会人にそのままなったような言動で、好奇心旺盛で、初対面であっても遠慮がなく、誰に対しても思ったことをストレートに口にして分け隔てなくタメ口で接したり、仕事よりプライベートや自分の楽しみを優先する自由奔放で我がままな表裏がない気さくな性格。一人称は「ウチ」。
ゴーレムメギドによって飛羽真と共にソードオブロゴスとメギドの戦いに巻き込まれたことから、それ以降はノーザンベースにセイバーの関係者としての出入りが許される。それ以降はソフィアや剣士たちからの信頼を得て、メギドの出現を察知する本を授かったことで、オペレーターのような役割を担うようになる。その性格から素直に思いを口に出せない剣士たちの気持ちを代弁することもあり、ムードメーカーとしても活躍する。
第28章の終盤でワンダーワールドが見えるようになっており、ズオスによって猫メギドにされるが、飛羽真と倫太郎によって元に戻される。
ストリウスとの最終決戦に向かう飛羽真たちを見送った後、ネットを通じて多くの人々に「あなたには、忘れられない物語はありますか？」と呼びかけ、ワンダーワールドが再構築される切っ掛けを作った。
- 川津はフワちゃんのイメージで演じているが、芽依がそのままの特徴で演じるとテンションが低く見えてしまうため、身振り手振りや顔芸を取り入れることでテンションが高く見えるように意識している。監督からは、食い気味の会話や良くも悪くも飛羽真の言うことを聞いていないと言われたため、攻めの間を意識してセリフを言っているという。
- プロデューサーの高橋一浩やメインライターの福田は、主人公が年上で落ち着いた雰囲気になったため、芽依の役回りをムードメーカーでコメディリリーフ的なものとしており、『仮面ライダージオウ』のツクヨミや『ゼロワン』のイズなどが重要なポジションになることが多かったため、変身せずとも子供が好きになるようなキャラクターを目指している。

### ソードオブロゴス
太古の昔に存在した世界を創り上げた大いなる力を持つ本を守り、長年に渡って人知れず世界の均衡を保ってきた剣士の任務をバックアップする秘密組織。聖剣に選ばれた剣士によって構成されている。
ノーザンベースとサウザンベースで聖剣と、世界に散らばって回収したワンダーライドブックを分散して保管することで、ワンダーワールドと現実世界の均衡を保ち、全てのワンダーライドブックが揃うことで全知全能の書が復活することを防いでいる。
本を集めようとしているメギドやカリバーたちに対して、本を集めることは禁止されているため、飛羽真は組織との距離を置いている。だが、飛羽真の失われた記憶を取り戻すため、組織は彼のために本を集めようとしている。
倫太郎・尾上・大秦寺はノーザンベースに所属していたが、第16章から第29章までの間にソフィアが行方不明となったため、一時期サウザンベースの指揮下に入った。サウザンベースも現在のマスターロゴスであるイザクが最高責任者の職を放棄したことにより神代兄妹が離反し、悪の根拠地ともいうべき存在となった。
最終決戦が終わった後は、所在不明のワンダーライドブックを捜索するために組織を存続させ、倫太郎と凌牙の話し合いを元に組織の体制をマスター制から評議員制に変更し、倫太郎、ソフィア、ユーリ、凌牙が新たな評議員となった。
- 剣士と怪人たちが大昔から大変な力を持つ本を巡って戦う中で、本を奪いたい悪から本を守る剣士が組織化され、主人公に協力しやすくするため[10]、剣士たちの組織があると考え、当初は剣士たちのギルドのようなものから始まり、時代を経ることで秘密組織に発展していくものとなると考え、設定されたが、主人公がそこに所属するとスーパー戦隊シリーズのようになるため、異端な存在となった[24]。また、当初は一匹狼の主人公が、いろんな街に行って、そこにいる組織に所属するガチガチに頭の硬い剣士たちと戦い、出会うことで「本は面白い」ということに気付いて絆を次第に深めていって仲間となり、共に巨悪と戦うようになるという大筋であった[18]。だが、コロナの影響でそういった案が変更となり、「組織には入らない」という飛羽真のセリフはその設定の名残りではあるものの、組織の剣士にとって飛羽真の作家ならではの古い文献を解読する想像力や膨大な知識量は超能力であり、そういった描写を積み重ねることで飛羽真への信頼が構築されていくといった展開が物語に入れにくい状況になったという[18]。また、当初は聖剣ソードライバーで戦う3人は3冊同時に扱うことが可能な特別な存在である聖騎士で、それ以外の剣士は暗殺者やスパイなど独自の力で戦う剣士という設定があった[35]。

新堂 倫太郎（） / 仮面ライダーブレイズ
聖剣・水勢剣流水を扱う水の剣士。23歳。誰に対しても丁寧語で喋り、剣士としての使命や組織のルールと考えを優先する生真面目な性格である一方、大のスイーツ好きという一面ももつ。また現実世界のことは本で得た知識しか知らないため、生き物や物の名前を正式名称や学名で表現するなど、ややズレたところや意外とスキがあり、お人好しな好奇心旺盛な性格。身寄りのない孤児で組織に引き取られて育ったため、ソフィアや剣士たちを家族として大切に思っている。
飛羽真からブレイブドラゴンワンダーライドブックと聖剣・火炎剣烈火を回収しようとするが、アリメギドおよびキリギリスメギドとの戦いを経て飛羽真のポテンシャルを認め、協力し合うようになり、戦いの事情を教えるようになっていく。
飛羽真と上條の戦いが終わった後、玲花の嘘に惑わされた上に、飛羽真がソードオブロゴスを疑う発言をしたことで彼と対立し、サウザンベースの指揮下となった後も、飛羽真を裏切り者と決めつける玲花の言葉を否定する一方で、組織を疑う飛羽真に複雑な思いを抱いている。
親代わりである組織への恩義を優先してソードオブロゴスに留まるも、組織の真の敵がマスターロゴスだと知り、ノーザンベースに帰還して飛羽真たちにマスターロゴスと神代兄妹の目的を伝え、飛羽真とも剣を交えたことで和解する。
芽依には密かに想いを寄せていて、なかなか好意を伝えられずにいたが、現実世界に飛羽真が帰還した後にはペアルックをする仲となっている。
- キャラクターイメージはキャプテン・アメリカのように真面目で、リーダーのような感じで皆を誘導する存在だが、隙がある感じであったという。また、「めちゃめちゃ敬語のアンパンマン」とも言われたという。
- 本作品の仮面ライダーはソードオブロゴスに所属しているが、飛羽真は組織のためではなく、自分の思いのために戦い、組織に協力はするが、完全にそこの一員というわけではないため、倫太郎を組織の代表として設定された。そのため、冷たい感じにならないように少しコミカルなところを付け加えて、明るいポジションとなった。
- 倫太郎役の山口は、真面目なキャラクターであったことから、子供にもわかりやすいキャラ付けとして、喋る際に顔の横に人差し指を上げる仕草を作ったという。

富加宮 賢人（） / 仮面ライダーエスパーダ / 仮面ライダーカリバー
聖剣・雷鳴剣黄雷を扱う雷の剣士で、飛羽真の幼少期の親友。24歳。仕切り屋で明るい温厚な落ち着いた性格。ファンタジック本屋かみやまを訪れ、飛羽真との再会を喜ぶが、15年前の出来事や幼いころに一緒に遊んでいたもう一人の少女についての記憶を失っていることを知る。
15年前に父である隼人が組織を裏切ったことなどに負い目を感じていたが、隼人と思われていたカリバーが上條であることを知って激しく思い悩み、上條が変身したカリバーに敗北したことで、闇に飲まれて消滅した。その後、飛羽真がプリミティブドラゴンの力に飲まれた直後に、闇の世界から闇の剣士として復活する。
闇の中で闇黒剣月闇の力によって幾多もの世界が破滅する未来を目の当たりにしたことで、世界を救うために全ての聖剣を封印することを優先するようになる。飛羽真や仲間たちを救いたいという思いが非常に強いことから、彼らを傷つけずに自分ひとりで解決しようと全てを抱え込んでおり、飛羽真や隼人のことに関しては特に常に思い悩んでいた。
本来の未来では飛羽真が聖剣とルナの力によって全知全能の書を手にし、タッセルと同様にワンダーワールドの守り人となってこの世界から消えて世界を救ったが、飛羽真の犠牲によって世界が救われる未来を避けるために、自らを犠牲にしてソロモンを闇の力で封じようとするが、ユーリから未来の真実を聞かされた飛羽真の妨害によって失敗に終わる。
だが、心の中でタッセルによって魂を救われていた隼人と再会し、過去への責任ではなく、自分自身の思いで生きるように諭され、再び雷鳴剣黄雷を手にし、飛羽真と再び共にエスパーダとして戦うことを決意する。
飛羽真が消えた後は、ファンタジック本屋かみやまを引き継いでおり、飛羽真が戻ってきた後はファンタジック本屋かみやまを手伝うようになる。
- 子供時代にルナと出会ったのは、隼人がルナの警護にあたっていたから、という構想で、隼人もしくはそれを指示したマスターロゴスの作戦であったという流れも考えられていたが、語っておく設定が山積みになったため、こういった部分まで手が回らずに深掘りすることができなかったという。再登場した後は、当初はルナを取り戻すためだけに戦うというものだったが、それでは飛羽真と目的が一緒でいい人の部分が中途半端にあると人が変わった感じがしないことから、すべてを抱えて1人で戦うといういわゆるライダーっぽいものを極端にしている。
- ソードオブロゴスへ戻ってきた後の賢人の衣装は、賢人が苦悩してきた道程を消さないためにすべて元の隊服に戻すのではなく、闇黒剣月闇を使用していた時の白いインナーも引き続き使用している。

尾上 亮（） / 仮面ライダーバスター
聖剣・土豪剣激土を扱う土の剣士。36歳。すでに新人剣士として17年前から活躍しており、15年前の戦いを生き残った最強の剣士であり、現在は若き戦士たちを育て上げてきた一方で、彼らに混じってベテラン剣士として奮戦している。一人息子のそらを育てる「最強の剣士」にして「最強の子育て王」を自称する明朗かつ豪放磊落な性格の好人物で、飛羽真たちの人間関係の潤滑油としても機能する。
飛羽真を「小説家」と呼んでおり、当初は彼が聖剣に選ばれたことなどを信じていなかったが、飛羽真がサンショウウオメギドに捕らわれた息子のそらを助けたことで、その能力を認める。
ソフィアが失踪したことでサウザンベースの指揮下になったが、サウザンベースの横暴に怒りを覚え、飛羽真側についた。それ以降は飛羽真のことも「飛羽真」と呼んでいる。
第32章でノーザンベースに侵入したズオス・プレデターと交戦するも、圧倒的な力の前に敗北し、重傷を負って入院するがユーリの力によって回復し、第34章で退院する。
最終決戦ではロード・オブ・ワイズ ハイランダーと対戦し、ハイランダーを羽交い絞めにしてスラッシュに倒させる。
最終決戦が終わった後は、教員試験に向けての勉強を始めている。
- キャラクターのイメージは、『子連れ狼』。「カリバーを追っていた」というのは前述の設定の名残りである。

緋道 蓮（） / 仮面ライダー剣斬
聖剣・風双剣翠風を扱う風の剣士。ノーザンベースでは最年少の18歳。自分の強さに絶対の自信を持ち、「正義は強さ」を信条とする。口が悪くやんちゃな雰囲気だが、強さの目標としていた尊敬する賢人の幼馴染である飛羽真をライバル視して対抗心を燃やしている意地っ張りな性格でもあるが、実は人が良く、一本気である。
敵味方を安易に決めてしまうところがあり、飛羽真と上條の戦いが終結した後も、賢人を倒した上條の言葉を信じる飛羽真を一時的に敵とみなして憎悪していた。
しかし、復活した賢人と再会するも、彼によって風双剣翠風を封印され、デザストと出会ったことで、組織を離れて単独行動を取るようになる。
その後は、迷いを払拭するために飛羽真と剣を交えるもその強さの前に大敗を喫し、人を守るために戦う彼の強さが理解できずに自分が弱いと思うようになっていた。その後、カリュブディスに襲われて死期が近づいていたデザストと戦う中で、「強さの果てを見たい」という気持ちを取り戻し、デザストを倒す。そして、マスターロゴスを倒すという目標を示し、飛羽真側の面々や神代兄妹と共闘する。
最終決戦ではロード・オブ・ワイズ スパルタンと対戦し、デザストアルターライドブックと無銘剣虚無を用いて自己流のカラミティ・ストライクでスパルタンを倒した後、クオンと戦っている賢人の元へ向かい、彼と共闘してこれを倒す。
最終決戦後は、武者修行の旅に出た。
本来は風の剣士はサウザンベース所属であったが、現代ではノーザンベースの所属となっていることが第33章で判明する。
- 飛羽真に突っかかっていったのは、前述の聖騎士の設定の名残りで、修行を重ねた自分にただ本を読んでいるだけの奴が勝てるはずがない、という言い分があったからだという。
- 蓮役の富樫は序盤はフワちゃんのようなテンションの高さを意識していたり、他人の演技を参考にしていたが、現在では台本を何十回も読んだり、監督の側にいて言っていることを理解するようにしている。

大秦寺 哲雄（） / 仮面ライダースラッシュ
ワンダーライドブックと聖剣、ノーザンベースの設備や蔵書に詳しく、ワンダーライドブックと聖剣、ベルトの調整を担当するソードオブロゴスの優れたメカニック。年齢不詳。職人気質な性格で、音の剣士であることから鋭い聴覚に優れており、剣の声を聴くことに長けているなど、剣に対する愛情が深いが、繊細な面があり、寡黙でやや人見知りな性格。代々2,000年続く刀鍛冶の家柄で、先祖はガトライクフォンやブックゲートを開発している。
ソフィアからは「スラッシュ」と呼ばれており、その実はマスターロゴスから17年前に剣士として認められており、尾上と同様にベテラン剣士であった音の剣士＝仮面ライダースラッシュであったが、自らの聖剣である音銃剣錫音が15年前の戦いで異常をきたして悲鳴を上げ、長らく調整中だったため、暫くは飛羽真たちの聖剣のメンテナンスなどサポート役に回っていた。聖剣の修復が完了してからは積極的に戦線に出ており、変身後は普段同様静的な戦いを見せるが、ブレーメンのロックバンドワンダーライドブックを使用するとブレーメンのロックバンドワンダーライドブックの効用によって「私」から「俺」に一人称が変化し、奇声を上げたり、高い声のトーンになるなど異常にテンションが高くなる変人としての側面も持つが、本人は「何も変わっていない」と否定している。
サウザンベースの指揮下になった後は、ストリウスと戦った際にソフィアがメギドによってさらわれたことが嘘であると知り、困惑する。飛羽真とは2度の一騎討ちを経て彼に一族に伝わる伝説の剣士の可能性を認め、火炎剣烈火を覚醒させつつある彼の聖剣の力を引き出す才能を信じるに至り、組織を離れて飛羽真の元へついた。
最終決戦ではロード・オブ・ワイズ スパルタンと対戦して蓮に倒させた後、ハイランダーと戦っている尾上のもとへ向かい、尾上の犠牲を顧みずハイランダーを倒す。
- 変身直前にピクピクと耳を動かすのは、岡が実際に動かしている。

神代 玲花（） / 仮面ライダーサーベラ
サウザンベースに所属している女性。23歳。飛羽真たちを視察するため、マスターロゴスの代理としてノーザンベースを訪れた。
マスターロゴスの密偵として彼の命令で、賢人にカリバー（上條）を倒すためにトライケルベロスワンダーライドブックを与えたり、ソフィアを拉致してサウザンベースに幽閉し、メギドの手にソフィアが落ちた、という嘘で、飛羽真と倫太郎たちとの不和を煽るなどのスパイ活動を行い、仲間をも欺く冷徹な性格である。
倫太郎たちがサウザンベースの指揮下となった後も、飛羽真と組織を信じる倫太郎との溝を深めたり、ノーザンベースの聖剣やワンダーライドブックを回収する。そして、組織を離脱して飛羽真の味方となった尾上と大秦寺を粛清すべく煙の剣士＝仮面ライダーサーベラに変身する。
その全ての行動の真意が、全知全能の書を手に入れるための儀式に必要な全ての聖剣とワンダーライドブックを揃えるための鍵である飛羽真が新しい力を手に入れ、倫太郎たちと孤立させ、火炎剣烈火のさらなる進化を見極めようとしていたマスターロゴスの意思によって行ったものであることが判明した。
普段は冷徹な性格で他者に対しても冷徹な態度を取っているが、離反を決意して以降はクールながらも明るい性格に変わる。一方で、大好きな兄の凌牙に対しては「お兄様」と呼び、彼の一挙手一投足にときめいたり、デレデレで笑顔も見せているなど異様なまでの愛慕を示している。
兄に従ってマスターロゴスに忠誠を誓っていたが、マスターロゴスが世界を滅亡する神と名乗ったことで真の敵が彼であると知り、凌牙とともに飛羽真たちに力を貸す。
最終決戦ではロード・オブ・ワイズ ディアゴと対戦し、凌牙とともに倒す。
最終決戦が終わった後も組織のメンバーとして活動しているが、凌牙が芽依を気にしていることに激しい憤りを募らせている。
- 剣士が10人もいることから、テレビ局の意向で女性のライダーを入れることとなった。

神代 凌牙（） / 仮面ライダーデュランダル
聖剣・時国剣界時を扱う時の剣士にして玲花の兄。33歳。剣士たちのことは称号で呼ぶ。マスターロゴスに仕える家柄の神代家の剣士であるため、たとえ彼の命令が組織の理念に反するものであっても絶対的な忠誠を誓い、マスターロゴスに意見する者を粛清するなど冷酷非情な手段も厭わない。相手を見下すような態度を取る自尊心が高い厳しい性格だが、予期せぬ反撃に遭うと激高しやすい。マスターの命で、火炎剣烈火と交わったことで自然に覚醒した剣士たちの聖剣を回収しようと動き始める。
その後、マスターロゴスの命でバハトが倒した剣士たちの聖剣を回収しようとするが、バハトに襲われて自らの聖剣とワンダーライドブックをマスターロゴスに奪われてしまう。第36章でマスターロゴスが世界を滅亡する神と名乗るようになったことですでに彼がマスターロゴスとはみなさず、世界を滅ぼそうとする彼を粛清する立場をとることを決意する。だが、基本的に組織の者ではない飛羽真や組織を離れた倫太郎たちには恩義を返すために共闘するものの、表面上は力を貸さない意思を示していたが、玲花とともにワンダーライドブックをサウザンベースから奪還し、自らのブックゲートとともに飛羽真たちに返した。
マスターロゴスから離反してからは、怪我の手当てをしてくれた芽依たちへの感謝を示すのに口ごもったりするなど、感情を素直に表せないツンデレな一面を見せている。
最終決戦ではロード・オブ・ワイズ ディアゴと対戦し、玲花とともにこれを倒す。
最終決戦が終わった後も玲花と共に組織の一員として活動しており、芽依にも密かに好意を寄せているが、それが玲花の琴線に触れてしまっている。倫太郎との一騎討ちでは敗北するも彼の強さを素直に認め、元マスターロゴスのイザクからの命令で行っていた飛羽真たちへの横暴な振る舞いを謝罪した上で、次期マスターロゴスとして倫太郎を推薦するが、組織の体制そのものを変えるべきだという彼の言葉を真摯に受け止める。

ソフィア
ソードオブロゴスに仕える本の守護者で、ノーザンベースの剣士たちを束ねる司令官のような役割を担う。年齢は100歳を超えており、過去に行われた"本"を巡る戦いをノーザンベースから見守ってきた。飛羽真や倫太郎たちのことは変身後の名称で呼ぶ。
敵の動きや剣士の働きを注視しており、適切な助言を状況に応して行っている。女神のような穏やかな物腰で、芽依にノーザンベースへの出入りを許すなど、寛大な性格。お茶目な言動を見せたり、料理などは全くできないため、周囲を驚かせることもある。ノーザンベースを守る結界を張ったり、波動を腕から放ったり、メギドの出現を察知する力など、人間を超えた能力を持つ。
第11章で万が一のことを考えて謎の鍵を芽依に預けてノーザンベースを離れ、上條の元を訪ねるが、エスパーダとカリバーの戦闘中に白い煙に包まれ行方を眩ます。その後、玲花によってマスターロゴスの命を受けて人造人間を創造する秘術が記された本の在り処を聞きだすために囚われてサウザンベースのブックゲートで作った隠し部屋に幽閉されていることが判明するが、カリバーとなった賢人に開放され、ノーザンベースに帰還。
第44章で後述の経緯から崩壊するワンダーワールドの影響で存在自体が危うくなっていた際にユーリから闇黒剣月闇を託されてその結界の力でその姿を辛くも維持し、第45章で仮面ライダーカリバーに変身した。
その正体は世界をつなぐ存在の代用品としてマスターロゴスが2,000年前に本の力によって世界をつなぐ存在を模倣して作られた人造人間で、全知全能の書の復活のために重要な存在であることが判明した。そのため、ストリウスはグリモワールワンダーライドブックを作るために、人造人間の書によってソフィアの偽物を作り出していた。

長嶺 謙信（） / 仮面ライダーブレイズ
先代の水の剣士で、倫太郎の師匠。真っ直ぐで気骨のある性格で、剣の修行を怠らないよう倫太郎の親代わりとして厳しく諭していた。
15年前にズオスと戦い敗れて亡くなる。
ブレイズタテガミ氷獣戦記となった倫太郎がズオスを倒した後にその魂が彼の前に現れ、倫太郎を褒め称えた。

富加宮 隼人（） / 仮面ライダーカリバー
賢人の父である闇の剣士。かつては尾上や上條とともにソードオブロゴスに所属し、戦っていたが、とある事件をきっかけに組織を裏切り、姿を消す。
15年前、世界の滅亡を闇黒剣月闇によって見せられたことで思い悩むが、とある人物から滅んだ世界が全知全能の書があれば復活できると吹聴され、ルナを使って全知全能の書に迫り、現実世界とワンダーワールドを繋ぎ大いなる力を手に入れようとするが、親友の上條によって組織に対する裏切りとみなして葬られる。第33章で唆した人物がマスターロゴスと判明する。
第37章ではソフィアの口から、隼人が世界と賢人を守るために戦っていたことが語られた。
ストリウスとの最終決戦に臨むソフィアの前に上條と共に魂として現れ、彼女を支えた。
光の鳥
タッセルの左肩に停まっていた小鳥。タッセルのことは本名であるビクトールと呼び、人語を話す。
タッセルの部屋を訪れたユーリにタッセルが消えたわけではなく、力を失っていることを告げる。
ソロモンを闇の中に封印することに失敗した賢人の前に現れ、「未来は変わるさ…」という言葉を残す。
その正体は、タッセルによって救われた隼人の魂が化身した姿で、賢人の心の中で隼人の姿に戻って邂逅し、彼を諭す。

マスターロゴス
ソードオブロゴスの最高権力者。初代マスターロゴスと現在のマスターロゴスであるイザクが該当する。
初代マスターロゴス
現実世界を守るために正義の剣士を集めてソードオブロゴスを作り上げた人物で現在のマスターロゴスであるイザクの先祖で、彼と同じ顔立ちをしている。かつてビクトールと共に知識の源を探した始まりの5人のうちの1人でもあり、ストリウスたちがメギドと化して裏切った後は、タッセル（ビクトール）と全知全能の書の一部を分割して現実世界とワンダーワールドの均衡を守り維持するという約束を交わし、地球の地軸に従って南極と北極に拠点を築き、全知全能の書の一部をさらに二つに分けて、それぞれに配した。
イザク / 仮面ライダーソロモン
現在のマスターロゴスで赤いローブを纏っている。全知全能の書の分冊を常に携えていたため、普通の人間以上の長命を授かっており、ソードオブロゴスを長きに渡って率いてきた。
だが、初代マスターロゴスとタッセル（ビクトール）の約束を偽善者の自己満足と揶揄しており、その長命から組織の理念と任務に飽きて、剣士たちや倒すべき敵である筈のメギドをも含めた全てを利用して19冊のワンダーライドブックと11本の聖剣を揃えて全知全能の書の力を復活させる野望に取り憑かれ、世界をつなぐ存在を手に入れ二つの世界を意のままに改変し支配して、退屈を紛らわせるために世界を崩壊し、自らが新世界の神となって争いの絶えない世界に創り変える野望を抱くようになるなど、初代マスターロゴスの意に反する行動をとっていたが、実は自分自身が全知全能の書を復活させて世界を崩壊させる未来を見た隼人に入れ知恵をして全知全能の書に至る儀式の実験を行わせた、上條が探していたソードオブロゴスに潜む15年前から続く事件の黒幕であることが第29章で判明する。
自ら戦地に赴き、飛羽真と賢人の聖剣を回収しようとするも、世界を繋ぐ存在であるルナが現れたことで、無銘剣虚無を手に入れるために破滅の書をからバハトを解放する。
そして、剣士たちから集めた11本の聖剣と19冊の本、そしてルナの力で、全知全能の書の復活を目論むが、飛羽真の妨害によって儀式が中断する。だが、不完全な形で顕現した未完成な全知全能の書ともいうべき存在のオムニフォースワンダーライドブックと大いなる剣カラドボルグを手にする。
そして、仮面ライダーソロモンへと変身し、飛羽真たちを圧倒すると世界各地の上空に巨大なる終末の書を顕現させ、世界を滅ぼす神として君臨し、生き残るために戦争を起こせと発破をかける。
だが、戦争が起こらないことに業を煮やし、ソロモンの必殺技で街一つを消滅するが、自らが欲していた伝説の聖剣、刃王剣十聖刃を手にしたクロスセイバーとなった飛羽真に巨大なる終末の書を消された後はワンダーワールドに復活したルナを狙い、オムニフォースワンダーライドブックの力で凌牙、倫太郎、賢人を操るも、フィーチャリングセイバーとなった飛羽真に倒され、オムニフォースワンダーライドブックをストリウスに奪われ、消滅させられる。
- 当初からマスターロゴスの存在は考えられていたが、初期段階ではカリバーのキャラが立たなくなることから伏せられていた。当初は『Wonder story』にも記されているワンダーワールドに刺さっていた巨大な剣に封印されていた魔王が復活してラスボスになるというような流れを想定していたが、それではありきたりなことから、マスターロゴスをラスボスとすることとなった。最終的なラスボスとなったストリウスを含めて、本作品では本当に悪い人がいない、という話となったが、マスターロゴスはいわゆる絶対悪であることから、背景を全く描かないものとなった。

四賢神（）
組織の最高位で、マスターロゴスを上回る権力を持ち、合議制によって組織の方針などを決める権利を有する4人の賢神。ソードオブロゴスに伝わる全ての剣術を編み出した剣士で、いずれも桁違いの戦闘力を秘める。
大秦寺は15年前の隼人の裏切りなどに賢神たちが関与しているのではないかと疑っていたが、すでに現在のマスターロゴスによって暗殺されていたことが第29章にて判明する。
第44章にて、ストリウスの死者を蘇らせる能力によって墓所に安置されていた4つの棺から全盛期を凌ぐ力を得た状態で意志を持たない彼の傀儡として復活させられる。
ロード・オブ・ワイズ
四賢神が変身した姿。斧や剣など、各々が得意の武器を身に着けている。
- デザインモチーフはガルーダで、おでこは開いた本の背、顎はがっしりさせることで鳥顔ではあるが屈強な印象にしている。仮面ライダーストリウスとの関連性を出すために、全身は黒と金のカラーリングと曲線的なパターンとなっている。4体のバージョン違いは現場で相談して作られたため、クオンのみデザイン画が描かれた。
- 撮影用スーツは、ボディは『スーパーヒーロー戦記』のアガスティアベースの衛兵などの流用、背中の羽根とマスクは新規造形となっている。

ロード・オブ・ワイズ ディアゴ
伝説となった剣技の速さがディアゴスピーディーの名の由来となった。デュランダルやサーベラと、属性攻撃を模倣するツインレイピアビスビエントで戦った。

ロード・オブ・ワイズ クオン
エスパーダや剣斬と戦った、ソードオブロゴスの剣技の祖となった歴史上最強と謳われるソードマスターで、陰と陽と呼ばれる双剣を用いたカウンター攻撃を得意とする。

ロード・オブ・ワイズ ハイランダー
スラッシュやバスターと、相手の攻撃を属性変化させて跳ね返す変幻自在の戦闘スタイルと能力多彩の大鎌プロビデンスサイズで戦った。

ロード・オブ・ワイズ スパルタン
防御力と怪力に優れる剛健なボディを有し、剣斬やスラッシュと、戦斧ズィナミアックスと大型の蛮刀メガスマチェーテで戦った。

### その他の人物
上條 大地（） / 仮面ライダーカリバー
飛羽真より前にセイバーとして火炎剣烈火を使っていた先代の炎の剣士。飛羽真の夢に出てくる人物であり、メギドの脅威から飛羽真を救い消息を絶ったとされていたが、第10章にて闇の剣士カリバーとして暗躍していたことが判明。その後は、目的のためなら人々を犠牲にしたりすることも厭わない冷酷非情な性格に豹変している。
現在は結託したメギトたちとともに"本"を狙っており、失われた場所であるアヴァロンに眠るキングオブアーサーワンダーライドブックを手に入れようと目論むが、飛羽真に先を越される形で失敗。その後、キングオブアーサーを越える力を得るために、3冊のアルターライドブックとワンダーライドブックの力を掛け合わせてジャオウドラゴンワンダーライドブックを作り出す。
そして6つの聖剣とワンダーライドブックを使って全知全能の書に至る6本の光の柱を発生させ、その中心に現れる巨大な本で現実世界とワンダーワールドを繋げてさらなる力を得ようと目論むが、飛羽真が変身したドラゴニックナイトに倒されるものの、闇黒剣月闇から復活する。
15年前、ソードオブロゴスを裏切った隼人がルナを利用して行った儀式を阻止するべく交戦するが、儀式は失敗し、ルナは次元の狭間に吸い込まれてしまう。そして、戦いに巻き込まれた飛羽真を庇うためにブレイブドラゴンを呼び出して救うも、隼人に放った技の衝撃で飛羽真は記憶を失い、ブレイブドラゴンワンダーライドブックは彼の手中に収まる。そして隼人を裏切り者として討伐するが、彼が離反したのはソードオブロゴス自体に原因があると推測し、自らも組織を離れて隼人から受け継いだ闇黒剣月闇でカリバーとなり、メギドと結託してでも真理にたどり着こうとしていた。
目次録を手に入れようとするが、飛羽真との戦いを経て、自分に代わって組織の真実を暴くよう想いを託すが、そこに現れたデザストに不意を突かれて背後から剣で刺され、デザストアルターライドブックを奪われてしまう。今際の際に飛羽真に闇黒剣月闇を託し、息絶えた。
その後、ストリウスとの最終決戦に臨むソフィアの前に隼人と共に魂として現れ、彼女を支えた。

尾上 そら（）
尾上亮の息子。本に興味がなかったが、サンショウウオメギド（ハンザキメギド）によってワンダーワールドに飛ばされた際に、セイバーたちの戦いを目の当たりにしたことで本に興味を持ち始める。
飛羽真がプリミティブドラゴンの力に悩んでいた際には、プリミティブドラゴンの物語を読んで、彼がプリミティブドラゴンに向き合うきっかけを作った。

タッセル
本作品のストーリーテラー。ワンダーワールドのどこかに居を構えて飛羽真たちの活躍を語る謎の人物。
その正体は、2,000年前に知識の源を探す旅に出た始まりの5人の人間のうちの1人であるビクトールで、全知全能の書を2,000年前に手にし、ワンダーワールドを作り出した後はワンダーワールドの守り人として留まり、全知全能の書の一部を分け、ソードオブロゴスを創立した初代マスターロゴスと互いの世界の均衡を護る約束を交わしていた。
飛羽真が初めてセイバーに変身する2,000年前、ビクトールは突然知識や考えが頭の中に浮かぶ閃きや天の啓示が、世界のどこかにある全ての知識が記録された知識の源が人間と繋がることで起きると考え、人々が天災や疫病や飢えに怯えずに済む豊かな世界を創るため、初代マスターロゴスとストリウス、レジエル、ズオスと共に知識の源を探す旅に出ていた。やがて、世界をつなぐ存在の光に触れたことで、本の姿となった全知全能の書を開いたことで、自身の理想の世界であったワンダーワールドが誕生する。しかし、ワンダーワールドと全知全能の書の強大な力に魅入られたストリウス、レジエル、ズオスに裏切られて全知全能の書のページの一部を破られ、そのページが変化したアルターライドブックを体内に取り込みメギドに変貌してしまう。これを境に全知全能の書の力を巡る争いが勃発し、世界をつなぐ存在が自らの命と引き換えに全知全能の書をバラバラにしてワンダーライドブックに変化させても、全知全能の書の一部を初代マスターロゴスとビクトールを分割して現実世界とワンダーワールドの均衡を保つ約束を交わしても争いは収まらなかった。ビクトールは争いを止めたいと願いつつも、ワンダーワールドの力を手に入れた代償として直接現実世界に干渉できなくなってしまった自分の不憫さを嘆いていた。そんな中、世界をつなぐ存在であるルナに飛羽真が選ばれたことで新たな全知全能の書を飛羽真が手にし、破滅の運命に向かう現実世界を救うかもしれないと希望を抱いたが、イザクが隼人を騙してルナを利用した儀式を行ったことで、次元の狭間に吸い込まれてしまう。
飛羽真と上條の最終決戦以降、メギド討伐よりも聖剣とワンダーライドブックの回収を優先するようになったソードオブロゴスの動向に危機感を抱き、単身サウザンベースに赴いて現在のマスターロゴスに初代との約束を伝えるが、現在のマスターロゴスにその約束を反故にされた挙句、彼によって消滅される。
しかし完全には消滅させられていない模様で、プリミティブドラゴンを救った飛羽真と彼のプリミティブドラゴンに変身中の意識世界で邂逅し、現実世界とワンダーワールドが破滅へと向かいつつあること、それを避けるには一刻も早く飛羽真がルナを見つけ出すしかないと警告して消滅する。
だが、実際には一時的に力を失ったことで、肉体のみが消滅していたことが第33章で判明する。
その後、第39章で復活し、ワンダーワールドで復活したルナと出会った後、ノーザンベースに現れてワンダーワールドの真実を飛羽真に話した。その後、ルナを迎えにワンダーワールドに戻った矢先、待ち構えていたストリウスの襲撃に遭い、剣で貫かれ致命傷を負い、自身が所持していた全知全能の書の分冊も奪われる。最期は2,000年前に自分がストリウスたちを巻き込んだことを詫びながら消滅した。
ファイナルステージでは偽のタッセルが登場し、仮面ライダータッセルに変身した。
- 毎週休止することなく放送できる体制を整える、という課題で、感染者がキャストから出たり感染が拡大した際、最悪の場合合成空間とセットで戦うことを想定していたが、そうすると途中の話が描けず、セットでの主人公たちの芝居があり、異世界に飛羽真や剣士たちが直行して戦う、という流れを補完する状況説明をし、撮影ができない場面が出てきたとしてもある程度話が分かりやすくするためのガイド役のキャラクターを必要としたため、物語として繋がったような見心地にする役目としてタッセルを登場させることとなった。子供が観ていてもわかりやすく番組を振り返り、かつ見ていても飽きないキャラクターとなった。また、登場パートはグリーンバック撮影のライブ合成のセットで撮影されているため、ロケに行く分量を減らすことができ、仮にロケに行けなかった場合に総集編のようなものを組める役目となっている。当初は、ドラマとは無関係の物語の語り部なのか、物語の登場人物なのか、については決まっておらず、柴﨑も本編には絡めない方向で考えていたが、家がワンダーワールドにあることと、すべての事情を知っているようなものであったため、役割が最終的に必要であろうと思っていたことから、当初からあった最初に全知全能の書を手にした人間、という設定をマスターロゴスとメギドの幹部3人の中にタッセルを加えたものとなった。正体については、「40年後の飛羽真」というものもあったが、整合性が台詞の一つ一つに必要となったため、途中からそういった展開は難しいことと、当初の設定とコロナ対応の変更とをすり合わせた結果、「2,000年前の主人公」ということとなった。
- 監督の柴﨑の息子が見ていたテレビ番組に出演していたレ・ロマネスクTOBIが選ばれた。
- タッセル役のTOBIは、ロン毛とシルクハット、丸眼鏡であることから、衣装はオジー・オズボーンやジャニス・ジョプリン、マーク・ボランなどのロックミュージシャンをイメージしたという。本や物語がモチーフであることから、「青い鳥」を肩に乗せることを提案したが、ブルーバックで撮影することから、「赤い鳥」となった。

ルナ
飛羽真の夢に出てくる少女。幼いころの飛羽真と賢人と遊んでいた親友とされており、飛羽真はその記憶を失っていたが、第12章でその少女の名前が「ルナ」であることや、3人で交わした約束を思い出した。
「世界をつなぐ存在」とも呼ばれ、全知全能の書を得るために必要な存在であり、15年前の事件で、マスターロゴスに騙され組織を裏切った隼人の暴走に巻き込まれ次元の狭間に飲み込まれて行方不明となっていた。
飛羽真と賢人がマスターロゴスと剣を交えていた際に飛羽真が持っていた飛び出す絵本『ワンダーストーリー』が反応し、出現した空間の歪みの中に15年前の姿のままで現れ、飛羽真と賢人がバハトと剣を交えたことで現世に降り立ち、飛羽真と再会する。だが、玲花によって攫われ、マスターロゴスによって目次録復活の儀式の犠牲にされかけるが、飛羽真によって救出される。だが、再び飛羽真の前から姿を消す。
その後、ワンダーワールドで復活し、そこで出会ったタッセルから自らが全知全能の書の一部の化身であり、15年前に自らが選んだ飛羽真が知識の源に触れ、全知全能の書を手にして世界の終わりに活躍する英雄となるように導く役目を担っていた。
第42章でタッセルがストリウスに殺害され全知全能の書の分冊を奪われたことでワンダーワールドの崩壊が始まり、約束の場所で飛羽真と賢人に会うが、自分の力を受け継ぐ飛羽真が現実世界から消えてしまうのを恐れて離れようとするも、2人が即興で始めた芝居に興味を持つと同時に大人の姿となる。そしてルナは自分の悩みを2人に打ち明けた上で、これからも自分たち3人はいつも一緒だと約束を交わす。
その後もワンダーワールドの崩壊が進行し続ける影響で、徐々に自分の存在を保てなくなるが、芽依に叱咤激励され、飛羽真の元に向かい、ストリウスと戦う飛羽真、倫太郎、賢人と合流し、飛羽真たちの聖剣と自分自身を媒体にワンダーオールマイティワンダーライドブックを創造し、飛羽真たちの勝利に貢献する。
飛羽真たちとストリウスの決戦から1年後、新しく創られたワンダーワールドの住人となり『ワンダーストーリー』の原稿を完成させた飛羽真の前に、ビクトールや改心したストリウスたちと共に幻影として現れ、彼が現実世界に帰還する手助けをした。
ユーリ / 仮面ライダー最光
アヴァロンに辿り着いた飛羽真の前に現れた謎の男。1,129歳。キエフ大公国出身。「最高だな」が口癖。飛羽真がアヴァロンでキングオブアーサーワンダーライドブックを手に入れた後も遠くから見守っており、裏切り者として攻撃される飛羽真の前に現れ、仮面ライダー最光に変身して、彼の味方となった。
自らを「世界を救う剣」と称し、飛羽真たちと同じく聖剣とワンダーライドブックを所持しているが、実は1,000年前にキエフ大公国で騎士団の一員として魔物と戦った光の剣士であり、ビクトールから託された光剛剣最光と闇黒剣月闇で戦っていたが、光剛剣最光が悪用されるのを恐れ、人間として生きる道を捨てて光剛剣最光と一体化した。1,000年もの間アヴァロンに籠もっていたこともあり、聖剣や全知全能の書の秘密やメギド誕生の経緯などに詳しい一方で、現代社会の飛羽真たちの世界に関する事情には疎く、突飛な行動を取ることが多い。
また魔法で自身の服装を変えたり、負傷した相手を治癒させたりすることができる。メギド化した者たちに対しては助けられた後に頭を鷲掴みにして脳天を揺らすことで忌まわしい記憶を消し去る。
最終決戦では、ワンダーワールドの危機を受けて自らの存在も危うくなり、力尽きていた剣士たちを治し、蓮と賢人を治した後に消滅するが、1年後に飛羽真が新たなワンダーストーリーを書いたことで復活する。
- 名前は監督の坂本浩一の息子の名前が基となっており、初変身の回となる第16話も坂本が担当している。、
- 1,000年前の過去から現代に久々にやってきた設定のため、現代の文化を興味深く観察するキャラクターとなり、2,000年前に誕生したことからバハトやタッセルにまつわる過去の秘密を照らし出す役割となった。当初は登場予定がなかったが、早期に光の剣がライダーそのもの、というものに変更されたため、アヴァロンで先出しすることとなった。初登場時には名前は設定されていなかった。回復能力は監督の石田が急遽作った設定である。

バハト / 仮面ライダーファルシオン

第34章から登場。破滅の書に封印されていた無の剣士。劇場短編では封印の影響で瞳の色が変化し、不死鳥の羽が硬化した傷跡が右目の下に残っていたが、完全に復活したことで1,000年前と同様の容姿となった。完全に復活したことでマスターロゴスによって破滅の書から解放され、剣士たちを倒す猟犬として彼らを狙う。
だが、セイバー エモーショナルドラゴンに敗れた後、無銘剣虚無をマスターロゴスに奪われたことで消滅するが、飛羽真が全ての聖剣を解放したため復活を果たしている。
ソロモンと対峙する飛羽真たちの前に現れるが、覚醒した火炎剣烈火に斬られて不死身の能力が破られると、彼らの未来を見届ける言葉と無銘剣虚無を残して消滅する。
1,000年前はユーリたちとともに騎士団を組んで正義の剣士として魔物と戦っていたが、仲間の剣士が力に魅入られて自らの妻子を殺害したことがきっかけで、必ず人間は裏切るものだと悟って人間に絶望し、その友を斬って騎士団を離れ、争いをなくすために無銘剣虚無に魅入られてユーリたちの敵となり、破滅の書と無銘剣虚無の力で世界と剣士たちを無に帰そうとするが、ユーリによって光剛剣最光と闇黒剣月闇の力によって封印されていた。

## 仮面ライダー
聖剣とワンダーライドブックによって変身する「剣士」とも呼ばれる者たち。
- 変身シーンは、近年の仮面ライダーは変身を撮影現場で動きながらしたり、フォームチェンジを多くしていたことから合成チームの負担となっていたため、その負担を減らし、ドラゴンや稲妻を飛ばしながら変身するため、CG空間の背景を使いまわした変身シーンとなったことから[81][20]、抜刀するまではロケで、剣を振ってからはグリーンバックに切り替わる[25]。

### コンセプト
基本フォーマットは、各ライダーの属性で複眼の周囲をデコレートするものとなっており、マスクに各聖剣の意匠の装飾と複眼に斬撃エフェクトの軌道を重ねている。当初は、ヒーローが剣を持っていれば剣士と伝わるため、本を強調するコンセプトで描かれていたが、プロデューサーの高橋から剣のライダーに、という要望があったため、剣の要素を強調することとなった。だが、装飾やディテールとして剣そのものを入れると手に持つ剣と重複することから、剣の意匠を入れずに剣士を表現するため、複眼を斬撃の軌道にすることで炎や水のエレメントも表現できるものとなった。しかし、それだけでは子供に伝わりきらないことから、剣の意匠も入れることとなり、頭頂部から胴体にかけて大きく入れ、その上から斬撃エフェクトを付けている。デザインテーマは「仮面ライダーらしくない仮面ライダー」を目指すため「コンプレックス（複合）」となっている。そのため、レイヤー的に同様のディテールを羅列し、曲線を組み合わせることで複雑なディテールを生み出している。ゴーグル部も末端から中央に向けてグラデーション処理が施されている。足裏パーツは、各ライダー共通のディテールとなっているが、プロップは個別に制作された。
セイバー、ブレイズ、エスパーダのマスクは、ソードクラウンとベースを共通のものとして、顔面全面のディテールを変更する方式となっている。また、マスクの斬撃の軌道が各剣士のアイデンティティのため、フォームチェンジをしても複眼の斬撃の軌道や太ももから素体の脚部にかけての下半身は変えずに残すというルールとなった。ただし、3人がフォームチェンジをしまくると、複数人の三色のライダーがいて誰が誰かわからなくなるため、それぞれ異なる素体のコンセプトとしており、フォームチェンジを積極的にするのはセイバーのみで、ブレイズとエスパーダはあまりフォームチェンジをしない方向性となった。『ゼロワン』ではモチーフを抽象化する方向でデザインされていたが、本作品では身体が三分割されており、身体が一つのモチーフで3分の1しか変わらないことから、あまり抽象化すると何になったかわかりにくいため、かなり具体的にモチーフを入れることとなったが、それでは怪人チックになってしまうため、ヒーローにちゃんと見えるようにモチーフを簡略化している。3冊で変身するライダーが複数いることから、本とは別に個々のライダーを表現する要素としてエレメントを取り入れている。派生形態でデザイン画が描かれていないものは、ワンダーコンボからの逆算で成立するものもあり、ピーターファンタジスタやニードルヘッジホッグは各ライダーでパーツを共用している。ワンダーコンボのスーツはアンダースーツの袖部分を着替え、各パーツを換装することで表現されるが、セッティングに時間を要するため、香盤を共有・把握してスムーズに段取りを行っている。
バスター、剣斬、スラッシュは聖剣に1つしかスロットがないため、セイバー、ブレイズ、エスパーダとは違い、変化する部位は小さく、左腕部分の武装のみが変わるものとなっている。
本作品のアイテム全般のデザインコンセプトは、古来の剣を使って変身することから独自の世界観を表現するために作成した『特殊文字』と、本のページのように細いラインが段々に重なった形状の『積層ディテール』の2つとなっている。
「剣を使うライダー」という設定は、「変身」という行為を魅力的に描くため、武士にとって刀は自分の魂でもあり、分身でもあることから、ベルトではなく、それほど大切なものである剣を変身アイテムにすることとなった。また、前作『仮面ライダーゼロワン』で劇場版も合わせて変身ベルトが13本も登場し、その中の一つである「エイムズショットライザー」が、銃が合体した武器としても使える変身ベルトだったため、子供たちにも人気があり、かっこいいし面白かったことから、近年では武器で変身するライダーがいたため、ベルトと武器が一体になったものに、聖剣という価値を加えたものとなり、聖剣に選ばれた剣士が、背景を持っている剣で変身するものとなり、大剣や二刀流、中華風の剣など幾多の戦士を登場させることができ、剣士のライダーとして従来とは異なる剣のアクションを表現できるため、1号から3号ライダーまでは同様のベルトで、鞘代わりにしたベルトのバックルから剣を抜刀して変身するものとなった。ただし、主人公以外のライダーは組織に属する剣士であることから、それぞれの個性のある剣技でちゃんとした剣が触れ合う殺陣を見せるため、必殺技以外ではビームや衝撃波などの斬撃を飛ばして遠隔攻撃をするなどを避けている。従来のシリーズに登場した剣は、変身アイテムに加えて出てきた多くの武器の中の一つという扱いであったため、本作品では斧や弓、槍や銃などのほかの武器はなく、様々な変身アイテムの剣が登場する中で多種多様な剣術のアクションを追求することで、過去のシリーズとの差別化を狙っている。
ただ、毎年のように使っていた剣だけではストーリーが広がらずに変身が完結しないことから、ファンタジーの王道である剣との連動アイテムとしての「魔法」をなぞらえた本を使うこととなったが、中に書かれた文字を読まないと本は成立しないため、アイテムとして使用したとしてもビジュアル的に伝わり難いことから、物語のキーとして子供にも身近な「飛び出す絵本」を考え、本の良さを作品を通じて伝えようとしている。
オーズでは3枚のメダルで変身していたが、1枚のみでも変身した場合、キャラクターとしてもっと魅力的になるのではという考えから、枚数が増えていくことで強くなるように、本作品の連動アイテムが本をモチーフとしたため、知恵を習得していくことでどんどん強くなっていくヒーロー、というイメージとなった。ベルトに横に並べて本を装填することから、縦方向に三分割するというフォームチェンジのコンセプトとなった。1つの本のアイテムで変身した場合、変化していない部分がシンプルすぎて不完全に見えることから、アイテムに対応する部分は色を付け、それ以外の部位はモノトーンにする方向性となった。同色の3冊で変身するワンダーコンボは、当初のコンセプトであった「色」の名残りであり、要素が多くてごちゃごちゃするのを、色を揃えることで統一感を保っている。

### 共通ツール
聖剣ソードライバー
選ばれし者が手にできる聖剣を収める聖なる武具で、セイバー、ブレイズ、エスパーダが使用する変身ベルト。
バックルの状態で携行され、腹部に当てると自動で収納されているベルト帯が展開して装着される。正面の鞘にあたる部分にはワンダーライドブックを装填するシェルフが3つ存在し、基本スペックは同じだが、各ライダーごとに属性と柄部分のエンブレム、刀身のカラーリングや変身音、必殺技時の待機音が異なる聖剣が収められている。
ワンダーライドブックをセットして「○○（聖剣名）抜刀！」の音声と共に聖剣を抜刀することでワンダーライドブックのページが展開し、ボディにワンダーライドブックに内包されている森羅万象のエネルギーが開放されて剣士たちの甲冑ソードローブに力が与えられ変身する。聖剣をドライバーに納刀した後に「必殺読破！」の音声と共にトリガーを引くことで必殺技を発動することができる。
- デザインモチーフは、鞘に納まった剣。剣を引き抜くことで本が開く動きは、袋とじのページをナイフで開くのをイメージしている。当初は本を剣にセットして変身するというものであったが、仮面ライダーであることから、ベルトに3冊の本が入る形となった。『オーズ』や『フォーゼ』のように複数の連動アイテムをひとつのベルトにセットする例と、『鎧武』のようにそれぞれの連動アイテムを持った複数のライダーが同じベルトを使用する例があったが、本作品では複数の連動アイテムをひとつのベルトにセットするライダーが3人登場するという、合わせ技となった。
- 撮影用プロップは、役者用とライダー用が制作された。実際に抜刀することで本が展開するギミックが仕込まれている。本と剣の2つの要素がベルトにあることから、その両方を立たせるには必殺技を2回繰り出す必要があるため、簡易に必殺技が出せるようにワンダーライドブックにタップ機能が付くこととなった。キック必殺技時は、クリア部分が塗装処理になっているアクション用の薄いものに変えている。
- 3か所ワンダーライドブックを読み込む部分は、オーズドライバーとは異なる仕組みで、初めて無線通信技術を使用しており、素早く読み込ませるために最新版のRFIDを搭載している。腕の小さな子供では剣の出し入れができないため、剣の裏のレールの形状やバックルの挿入口の形を調整している。

ワンダーライドブックをセットした冊数によって以下のように変身音声が異なる。
ワンダーライドブックを2冊セットした場合
ワンダーライドブックを2冊セットし「二冊の本を重ねし時、聖なる剣に力が宿る！ワンダーライダー！○○！○○！（○○はセットされたブックの属性にあたる固有音声）二つの属性を備えし刃が研ぎ澄まされる！」の音声と共に抜刀する。
ワンダーライドブックを3冊セットした場合
ワンダーライドブックを3冊セットし「三冊の本を重なりし時、聖なる剣に力がみなぎる！ワンダーライダー！○○！○○！○○！三属性の力を宿した、強靭な剣が今ここに！」の音声と共に抜刀する。
3冊のワンダーライドブックが全て同色（ワンダーコンボ）の場合、「○○（形態名を示す用語）！○○（聖剣名）三冊！○○（形態の説明文）！」に音声が変化する。

ドゥームズドライバーバックル
ソロモンやストリウスなど目次録を持つものが使用する武具。膨大な情報量を有するオムニフォースとグリモワールワンダーライドブックを完全に読み込むことが可能。

聖剣
仮面ライダーたちが使用する剣型の武器で、使用者と認めた者を仮面ライダーに変身させる。
ワンダーワールドで作られた光剛剣最光と闇黒剣月闇を参考に9本の聖剣をソードオブロゴスの刀鍛冶によって打たれた。
バスター・剣斬・スラッシュのもののように聖剣ソードライバーから派生し、本を聖剣本体に読み込んで変身する機能を有する戦闘用に最適化された聖剣や、カリバー・最光のように変身機能は有してはいないが付属するドライバーを併用して変身する聖剣、サーベラ・デュランダルのように変身機能を有し主武装としながらもワンダーライドブック1つだけで強大な力を持つ聖剣がある。
セイバーの火炎剣烈火・ブレイズの水勢剣流水・エスパーダの雷鳴剣黄雷の3本はワンダーライドブックの裏側にあるスピリーダーを先端のシンガンリーダーに接触させて読み込ませることで一時的にワンダーライドブックの力を宿らせ「習得○閃（○は読み込んだ回数）！」の音声と共に習得必殺技を発動することができる。
元々搭載されている光剛剣最光を除き、所有者の覚悟があれば、刀身が輝くことで後天的に人間とメギドを分離する能力を発現するようになっており、火炎剣烈火や水勢剣流水がその能力を発現することに成功している。
- 名前やエレメント、色などはセフィロトの樹に起因している。剣というモチーフに縛られすぎると、武器として広がりが出ないことから『ゼロワン』のアタッシュケースから剣や弓に変形するというものを、本作品では剣にすることで、全員が剣を持ち、戦法にもバリエーションが出せるものとなった。
- 撮影用プロップはアップ用とアクション用のものがそれぞれ制作された。
- 剣先でワンダーライドブックを読み込んで必殺技を発動させるため、『鎧武』以降採用されていなかった非接触での認識となった。

ガトライクフォン
ソードオブロゴスの剣士たちが使用するスマートフォン。ワンダーライドブックのノウハウを活かして小型化したライドガトライカーで、スマートフォン形態から変形する。
- 物語上では通信機器は毎年必要になるため、スマホとトライクを組み合わせたデザインとなっている。タイヤは巨大な三連カメラを模している。

ライドガトライカー
ガトライクフォンが変形・巨大化した、ソードオブロゴスの剣士（ブレイズやエスパーダ）が使用するトライク（三輪バイク）型ビークル。車体のフロント部分に聖なる弾丸を連射するガトリング砲ガトライクシューター、聖なる光を放つガトライクラディエーターで武装している。
- ディアゴスピーディーがワンダーライドブックから変形するため、携帯電話から変形するものとなり、本を開いて変形するディアゴスピーディーに対して、本を閉じて変形する対のギミックとなっている。

ソードオブロゴスバックル
バスター・剣斬・スラッシュの腰に巻かれたバックルで、鎧のシステムを安定を図る機能がある。
ロイヤルソードオブロゴスバックル
サーベラとデュランダルの腰に巻かれた金色のソードオブロゴスバックル。
- デザインは新規造形。サーベラとデュランダル、共通のデザインであることから互いの要素は入れていない。

必冊ホルダー
左腰に1冊、右腰に2冊のワンダーライドブックを収納して携行するホルダー。ドライバーによって色が異なる。また、聖剣をセットすることでエネルギーを与え、居合斬りの必殺技を発動させる。
- カリバーのものは幅が広く、ディテールが無い内側の剣の厚みに合わせた特製のものとなっており、居合抜き時の納刀するホルダーと換装することで撮影している。

ブックゲート
特殊なワンダーライドブックの一冊で、窓やドアなどの枠に各ベースへとつながる時空間移動用ゲートを作ることができる。

### 仮面ライダーセイバー
神山飛羽真が変身する仮面ライダー。
決め台詞は「物語の結末は俺が決める！」。
- 左右非対称のデザインで、モチーフは剣と本[2]。
- マスクは複雑に用いた流線で構成されたスタイリングとなっており、ペン先にも見える作品テーマである「剣」を上下に顔を貫いてそそり立っている[82][85]。当初は、剣士ライダーを剣の意匠を使わずに表現するため、額部から突き出した剣部分がないデザインで進行していた[84]。目の周囲はドラゴンの角のような鋭角的なディテールと炎でデコレートしている[82]。眼のフレームクロスフレイムバイザーは、2撃放った炎の斬撃を交差させたラインによって生まれた空間を3次元的なディテールで処理しており、燃え盛った炎でライダーの触覚に見立てており、塗装は炎の赤ではなく、眼と同様にオレンジにすることで眼の延長としている[出典 44]。また、マスクもおでこと両頬の3分割となっており、派生形態専用のものが別に用意され、部位ごとに交換することが可能となっており、眼のパーツを外して嵌め込むことで表現している[出典 45]。ただし、ゼロワンと同様に後頭部を生地とすると、『ゼロワン』に登場するライダーに見えてしまうことから、面に生地を貼っている、という雰囲気のみをデザイン的に踏襲し、作りは前後分割式のヘルメットに戻している[出典 46]。
- アップ用のスーツは、タイツを下に着込み、そこにオーバーオール調のベーススーツと袖パーツを着込み、首パーツとラバーフォームのシートで成形された胴巻き、ベルト下にマントをベルクロで固定して、プロテクター類とベルトを装着する[82][85]。派生形態は、ブレイブドラゴンのスーツにプロテクター類、胴巻き、袖パーツを換装することで表現している[82][85]。マスクはフォームチェンジを考慮してブレイブドラゴンのマスクとは別に顎と額のパーツが換装可能なように造形されたフォームチェンジ面が制作された[106]。アップ用マスクはフォームによっては、複眼の上のスリットが唯一の覗き穴になるため、視界がゼロになることもある[106]。
- 変身シーンは内藤と浅井の2人の案を組み合わせたものとなっている[25][13]。アクションは剣士ではなく自己流であることから、喧嘩殺法のような感じとなっている[41]。

形態
ブレイブドラゴン
ブレイブドラゴンワンダーライドブックで変身するセイバーの基本形態。
変身音声は「ブレイブドラゴン！烈火一冊！勇気の竜と火炎剣烈火が交わる時、真紅の剣が悪を貫く！」。
騎士風のスタイルで、右半身の炎の意匠やドラゴンの頭部を模した右肩などが特徴である。ライドライトに宿した神獣ブレイブドラゴンの力と火炎剣烈火に込められた炎の力を使ってバランスのいい剣技で戦う。
- 頭頂から腹部にかけて大きな剣を入れており、角が剣先で腹部辺りがグリップ、背骨辺りが剣の背の部分となっている。基本はボディが縦に三分割となっており、色はアイテムに対応する部分に付いており、それ以外は無彩色にすることでモチーフの位置を分かりやすくしているが、主役ライダーの基本形態に不完全感を出すのを避けるため、モチーフがない部分には差し色で赤を入れている。腕や身体の側面に複数本走っている縦ラインは重なった本のページをイメージしている。右腕はドラゴンの口から吐いたブレスや炎、右胸辺りはドラゴンの手、というふうに、右肩からローブまでに一匹のドラゴンを具象的に入れている。右肩のドラゴンの眼のハイライトは、ライダーの目つきが鋭いことから、照明ではなく、白いブラシ塗装を造形物に施すことで漫画のようなつぶらな目となっている。

ドラゴンジャッ君
ブレイブドラゴンワンダーライドブックとジャッ君と土豆の木ワンダーライドブックで変身するセイバーの派生形態。
変身時の固有音声は「ドラゴン！ジャックと豆の木！」。
ジャッ君と土豆の木の力をライドレフトに宿しており、ドマメノキボールドとドマメノキマスクの持つ力の影響で蔦がソードクラウンに絡みついている。剣から豆を撃ち出して蔦を生やして攻撃する。また、左腕にある装甲インタングルガントに巻き付けられたツルをロープのように伸ばして攻撃するほか、強力な土豆を連射し、地面に土豆を放つことで巨大な樹を生やすことが可能。
- フォームチェンジの見本にするために、最初にデザインされた。蔦と豆を全体に取り入れており、蔦を登っている人をピクトグラム風に二の腕に入れ、豆をミサイルポッドのように見立てている。後に額部のソード部分まで蔦を伸ばしてほしいというオーダーを受けて修正しているため、左肩の能力が額部分までに来るというイレギュラーなものとなった。
- 頭部のソードクラウンにウレタンフォームで成形した蔦を現場処理で巻き付けて表現している。肩、胸、左腕プロテクター、上腕と腹のベーススーツを換装し、ローブを左腰に追加している。腕の蔦は長短2種類のパーツが用意されており、動く場面ではCG処理されている。

ドラゴンピーター
ブレイブドラゴンワンダーライドブックとピーターファンタジスタワンダーライドブックで変身するセイバーの派生形態。
変身時の固有音声は「ドラゴン！ピーターファン！」。
自由に空中を飛行し、火炎剣烈火の威力を急降下の勢いで強化する。左手の海賊のような鎖が付いた鉤爪キャプチャーフックで敵を拘束することができる。だが、ブレイブドラゴンとの相性が悪い組み合わせであったため、変身は一度のみであった。
- 左半身部分はブレイズライオン戦記と共通のものを使用している。

ドラゴンヘッジホッグ
ブレイブドラゴンワンダーライドブックとニードルヘッジホッグワンダーライドブックで変身するセイバーの派生形態。
変身時の固有音声は「ドラゴン！ヘッジホッグ！」。
ニードルヘッジホッグの力をライドミッドに宿す。火炎剣烈火の切断力を強化し、鋭い針を飛ばして攻撃する。
ドラゴンヘッジホッグピーター
ブレイブドラゴンワンダーライドブックとニードルヘッジホッグワンダーライドブックとピーターファンタジスタワンダーライドブックで変身するセイバーの強化形態。
変身時の固有音声は「ドラゴン！ヘッジホッグ！ピーターファン！」。
ブレイブドラゴンとピーターファンタジスタは相性が良くなかったが、ニードルヘッジホッグが加わったことで、各能力を活かすことに成功している。3冊のワンダーライドブックを使用して変身した場合は、強力な力を発揮する反面、相当な負担が変身者にかかる。
ドラゴンイーグル
ブレイブドラゴンワンダーライドブックとストームイーグルワンダーライドブックで変身するセイバーの派生形態。
変身音声は「竜巻ドラゴンイーグル！烈火二冊！荒ぶる空の翼龍が獄炎をまとい、あらゆるものを焼き尽くす！」。
ストームイーグルの力をライドミッドに宿す。相性が非常にいい組み合わせで、高い戦闘力を発揮し、発生させた巨大な竜巻で攻撃する。
ドラゴンイーグルぶた3
ブレイブドラゴンワンダーライドブックとストームイーグルワンダーライドブックとこぶた3兄弟ワンダーライドブックで変身するセイバーの強化形態。
変身時の固有音声は「3匹のこぶた！」。
武器は左腕に装備されたシールドステッピッグワイズ。
- 左肩と左胸に3匹の豚を配置し、レンガ風のディテールをマスクとローブに入れている。マスク部分は煙突とレンガの家をイメージしたパーツを付けている。藁、木、レンガの3種類のシールドがあり、それぞれが壊れていくたびに次のシールドを使用していく、というバトルシーンをイメージしてデザインされた。

ドラゴンアーサー
ブレイブドラゴンワンダーライドブックとキングオブアーサーワンダーライドブックで変身するセイバーの派生形態。
変身時の固有音声は「ドラゴン！アーサー王！」。
武器は火炎剣烈火とキングエクスカリバーの二刀流。さらにソードチェンジによりセイバー自身がキングオブアーサーが使用する巨大剣セーバーセイバーに変形できる。
- ローブはセイバーの額の剣と同様のディテールとなっており、可動させることでセイバーの頭部の剣が巨大化したようなビジュアルとなっている。

クリムゾンドラゴン
ブレイブドラゴンワンダーライドブックとストームイーグルワンダーライドブックと西遊ジャーニーワンダーライドブックで変身するセイバーのワンダーコンボ。
変身音声は「語り継がれし神獣のその名は！クリムゾンドラゴン！烈火三冊！真紅の剣が悪を貫き全てを燃やす！」。
真紅の鎧で全身を纏い、背中から展開した翼で、大空を飛翔し、悪を貫き全てを燃やす力を持つ。最大限に剣士の力を引き出すが、精神と身体に及ぼす影響も大きいため、使いこなすには修練が必要となる。
- 中央のイーグルは、ジェットノズルのようなブーツ部分にすることで高速飛行が可能なイメージにしている。左半身は西遊記をモチーフとしており、如意棒を構えて觔斗雲に乗った孫悟空をイメージした意匠を前腕、三蔵法師の持つ錫杖を肩に入れている。

西遊ドラゴン
ブレイブドラゴンワンダーライドブックと西遊ジャーニーワンダーライドブックで変身するセイバーの派生形態。
変身音声は「奇跡の西遊ドラゴン！烈火二冊！うっきうきのお猿も加わり火炎の剣が舞い踊る！」。
相性のいい組み合わせで、敵に身軽な動きで攻め込み、左腕のタイセイガントを伸ばして攻撃するほか、出現した雲で飛行することも可能。
ドラゴンブレーメン
ブレイブドラゴンワンダーライドブックとブレーメンのロックバンドワンダーライドブックで変身するセイバーの派生形態。
変身時の固有音声は「ドラゴン！ブレーメンの音楽隊！」。
敵を音楽のリズムで攻撃し、強力な音撃技で追い詰めていく。
- スピーカーの肩から流れる音楽を音符と五線譜でビジュアル化しており、左腕のニワトリ、ネコ、イヌ、ロバがそれぞれ楽器になったイメージとなっている。

ドラゴニックナイト
ドラゴニックナイトワンダーライドブックで変身するセイバーの強化形態。左手にドラゴニックブースターを装備。神獣ブレイブドラゴンを召喚して騎乗することも可能。ユーリに認められたことで火炎剣烈火と最光 金の武器 銀の武器の二刀流となる。
変身音声は「Don`t miss it！ドメタリックアーマー！ドハデニックブースター！ドハクリョックライダー！ドラゴニックナイト！ すなわち、ド強い！」。
これまでとは異なり、強固な装甲シルバリオンスケイルで全身が覆われている。ブレイブドラゴン以上の力を持ち、敵を無限の力で攻撃する。
- 当初は、飛羽真のためにルナが用意した王の鎧、という設定で、ルナという存在に飛羽真が選ばれた人間であることを示した姿で、王の剣であるキングオブアーサーを手にした姿をイメージしていたが、ベルトのスロットにドラゴニックナイトワンダーライドブックを装填すると他のワンダーライドブックが装填できなくなってしまうため、ドラゴニックナイトがキングエクスカリバーを手にした姿というシーンは実現できなかった。
- コンセプトはドラゴン使いの騎士で、ドラゴンの力を身にまとうセイバーが、強化することでドラゴンとともに戦えるようになるということとなった。ドラゴニックナイトワンダーライドブックがスライド展開するのと同様、全身を重なったアーマーがスライドして覆うというイメージであったが、映像には反映されなかった。ストレートに西洋騎士の鎧を表現しており、差し色としてセイバーのキーカラーである赤を入れている。
- 撮影用スーツは、アップ・アクション兼用の1着が制作された。プロテクター類はこれまで多用されていた成形時の艶感や重厚感の表現性に優れているFRPではなく、ウレタン注型となっている。マスクはカットによって眼ドラゴニックバイザーのパーツを換装している。ブレイブドラゴンとは異なり、眼は左右対称のグラデーションが無い赤色のみのカラーリングの炎のような形状となっている。

ドラゴンアランジーナ
ブレイブドラゴンワンダーライドブックとランプドアランジーナワンダーライドブックで変身するセイバーの派生形態。
変身時の固有音声は「ドラゴン！アランジーナ！」。
武器は火炎剣烈火と雷鳴剣黄雷の二刀流。
ドラゴンイーグルアーサー
ブレイブドラゴンワンダーライドブックとストームイーグルワンダーライドブックとキングオブアーサーワンダーライドブックで変身するセイバーの強化形態。
変身時の固有音声は「アーサー王！」。
プリミティブドラゴン
ブレイブドラゴンワンダーライドブックを装填したプリミティブドラゴンワンダーライドブックで変身するセイバーの強化形態。
変身音声は「ブレイブドラゴン！ゲット！烈火抜刀！バキッ！ボキッ！ボーン！ガキッ！ゴキッ！ボーン！プリミティブドラゴン！」。
ブレイブドラゴンの力が強化されているが、飛羽真の意識は変身中は失われ、体をプリミティブドラゴンに乗っ取られたような暴走状態となり、神獣プリミティブドラゴンの力を宿しているため、頭部のソードクラウンで戦うなど、獣のような唸り声を上げながら野獣のような荒々しい戦法で本能のままに敵味方の見境なく限界を迎えるまで戦い続ける。また、伸縮可能な右胸の爪のついた骨ボイドタロンを触手のように伸ばして、敵を捕らえたり、ワンダーライドブックを奪う。火炎剣烈火の刃の部分そのものを持って戦っている。
- デザインイメージは、骸骨の蓄光のキーホルダー。全身のモチーフは、禍々しさの表現として骨となっており、ドラゴニックナイトがシルバーの体色であったため、青白い色合いにしている。原始の竜を骨の竜として表現し、一目見てワンダーライドブックが支配されている暴走形態と納得できるよう、胸プレート（心臓）と左肩のブレイブドラゴンワンダーライドブックを右胸から伸びたドラゴンの腕が鷲掴みにするグラフィックとなった。左肩のプリミティブドラゴンワンダーライドブックに入れたワンダーライドブックのグラフィックは、絵柄のままではなく、タイトルが左肩に来るようにアレンジされている。

プリミティブドラゴン ライオン戦記
ブレイズから奪ったライオン戦記ワンダーライドブックを装填したプリミティブドラゴンワンダーライドブックで変身するプリミティブドラゴンの派生形態。
変身音声は「ライオン戦記！ゲット！烈火抜刀！バキッ！ボキッ！ボーン！ガキッ！ゴキッ！ボーン！プリミティブドラゴン！」。
ライオン戦記の意匠が肩トラディションバインドの部分に現れている。野獣の力がプリミティブドラゴンに加わり、素早い動きで敵を攻撃する。
- プリミティブドラゴンのスーツの左胸のシートを換装することで表現している。

エレメンタルプリミティブドラゴン
エレメンタルドラゴンワンダーライドブックを内部に収めたプリミティブドラゴンワンダーライドブックで変身するセイバープリミティブドラゴンの派生強化形態。
変身音声は「エレメンタルドラゴン！ゲット！烈火抜刀！バキッ！ボキッ！ボーン！メラ！メラ！バーン！シェイクハンズ！エレメンタルドラゴン！エレメントマシマシ！キズナカタメ！」。
プリミティブドラゴンの暴走を飛羽真自らの意思で制御し、火・水・風・土の自然界のエレメントがプリミティブドラゴンの戦闘力に加わることで高い戦闘力を発揮し、自らの身体を炎などのエレメント状に変化させて相手の攻撃をすり抜ける。
- プリミティブの精のような存在が、新たな物語を生み出した飛羽真と和解することで、制御できない暴走フォームを乗り越えた先の姿として、手と手が握手したような意匠を入れている。
- プリミティブドラゴンを元に、新たにエレメンタルドラゴンの意匠が左肩に加わり、ドラゴンの意匠が両肩に並ぶようになっている。左半身のプリミティブドラゴンの手と右半身のエレメンタルドラゴンの手が合わさり、胸の位置で握手をしているイメージとなっている。炎で覆われた全身をイメージしているが、より高温なイメージを表現するために肘や膝から先にプリミティブドラゴンの色や意匠を残している。炎で白目の外殻を覆うことで白目を意識させず、セイバーの意思が勝っていることを表現するものとなった。
- 撮影用スーツはアップ・アクション兼用で、甲手、手袋、スネ、ブーツはプリミティブドラゴンと共用で、ベースタイツ、ローブ、肩、胸、腰のみ新規造形。マスクはアップ・アクション兼用が新規造形され、アップ用・アクション用の複眼が別に制作されている。

仮面ライダーオールマイティセイバー
ワンダーオールマイティワンダーライドブックで変身するセイバーの最強形態。
変身音声は「烈火全抜刀！A NEW STORY IS BORN! WONDER! WONDER! WONDER ALL ALL ALL ALMIGHTY!」。
変身時にはブレイブドラゴン、ライオン戦記、ランプドアランジーナがワンダーライドブックから出現するため、セイバーだけでなく、ブレイズやエスパーダも変身可能となる。全てのワンダーライドブックの力を使うことが可能。

テレビシリーズ以外の作品に登場する仮面ライダーセイバー
エモーショナルドラゴン
『劇場短編 仮面ライダーセイバー 不死鳥の剣士と破滅の本』に登場。エモーショナルドラゴンワンダーライドブックで変身するセイバーの強化形態。第35章にも登場。

ドラゴンてれびくん
超バトルDVDに登場。ブレイブドラゴンワンダーライドブックとドラゴンてれびくんワンダーライドブックで変身するセイバーの派生形態。
変身音声は「コミックライダー！マンガ一冊！愉快な本はさらなる力を剣に宿す！」。
ライドレフトにてれびくんのヒーローたちの力を宿しており、左腰のローブにてれびくんのヒーローたちの姿が描かれている。
- 本作品が本がモチーフであることから、『てれびくん』の表紙のようなローブを付けている。
- 左腕は最光エックスソードマンパワフルの色替えで、最光の顔の部分のみ新規に描かれた新キャラの顔にしている。

ゴースト偉人録
『仮面ライダーセイバー×ゴースト』に登場。ゴースト偉人録ワンダーライドブックで変身するセイバーの強化形態。
変身音声は「神獣を宿す！レジェンドライダー！ゴースト！伝説一冊！正義の心は、さらなる力を剣に宿す！」。
仮面ライダーゴーストの力を身に付け、パーカーゴーストを召喚して戦い、聖剣の通常攻撃が通じない眼魔世界のテクノロジーで武装した敵にダメージを与えた。
- スーツはブレイブドラゴンに仮面ライダーゴースト 闘魂ダーウィン魂の胸部アーマーとパーカーを改造して装着している。両肩と胸プロテクターには15の英雄ゴースト眼魂のグラフィックが描かれている。

スーパーヒーロー戦記
『セイバー+ゼンカイジャー スーパーヒーロー戦記』に登場。スーパーヒーロー戦記ワンダーライドブックでセイバーがゼンカイザーと合体した姿。

アルティメットバハムート
ファイナルステージに登場。アルティメットバハムートワンダーライドブックで変身するセイバーの派生形態。
必殺技は10本の聖剣の力を火炎剣烈火と刃王剣十聖刃に集めて放つ斬撃で、これで仮面ライダータッセルを倒した。

スペック
| 名称                               | 身長     | 体重     | パンチ力 | キック力 | ジャンプ力 （ひと跳び） | 走力 （100 m） | 初登場             |
| ---------------------------------- | -------- | -------- | -------- | -------- | ----------------------- | -------------- | ------------------ |
| ブレイブドラゴン                   | 217.0 cm | 98.5 kg  | 9.3 t    | 19.2 t   | 18.2 m                  | 4.5秒          | 第1章              |
| ドラゴンジャッ君                   | 217.0 cm | 102.5 kg | 10.5 t   | 22.5 t   | 18.9 m                  | 4.4秒          | 第2章              |
| ドラゴンピーター                   | 217.0 cm | 103.6 kg | 11.0 t   | 21.4 t   | 21.7 m                  | 4.3秒          | 第3章              |
| ドラゴンヘッジホッグ               | 217.0 cm | 106.8 kg | 11.8 t   | 24.3 t   | 20.4 m                  | 4.3秒          | 第4章              |
| ドラゴンヘッジホッグピーター       | 217.0 cm | 111.9 kg | 13.5 t   | 26.5 t   | 23.9 m                  | 4.1秒          | 第4章              |
| ドラゴンイーグル                   | 217.0 cm | 106.8 kg | 13.8 t   | 26.2 t   | 25.0 m                  | 4.3秒          | 第5章              |
| ドラゴンイーグルぶた3              | 217.0 cm | 115.7 kg | 14.7 t   | 29.4 t   | 26.1 m                  | 4.2秒          | 第6章              |
| ドラゴンアーサー                   | 217.0 cm | 120.4 kg | 15.0 t   | 28.4 t   | 18.3 m                  | 4.5秒          | 第7章              |
| クリムゾンドラゴン                 | 217.0 cm | 118.2 kg | 18.2 t   | 37.6 t   | 31.5 m                  | 3.4秒          | 第9章              |
| 西遊ドラゴン                       | 217.0 cm | 109.7 kg | 12.4 t   | 27.8 t   | 23.0 m                  | 3.7秒          | 第10章             |
| ドラゴンブレーメン                 | 217.0 cm | 104.3 kg | 11.2 t   | 21.3 t   | 19.9 m                  | 4.3秒          | 第11章             |
| ドラゴニックナイト                 | 217.0 cm | 128.8 kg | 26.7 t   | 48.9 t   | 50.2 m                  | 2.7秒          | 第13章             |
| ドラゴンアランジーナ               | 217.0 cm | 103.8 kg | 14.5 t   | 29.9 t   | 26.4 m                  | 3.6秒          | 第14章             |
| ドラゴンイーグルアーサー           | 217.0 cm | 128.7 kg | 17.9 t   | 35.4 t   | 22.8 m                  | 4.4秒          | 第15章             |
| プリミティブドラゴン               | 217.0 cm | 122.6 kg | 38.4 t   | 66.1 t   | 67.9 m                  | 2.1秒          | 第23章             |
| プリミティブドラゴン ライオン戦記  | 217.0 cm | 122.6 kg | 38.4 t   | 66.1 t   | 67.9 m                  | 2.1秒          | 第24章             |
| エレメンタルプリミティブドラゴン   | 217.0 cm | 130.4 kg | 45.3 t   | 83.0 t   | 85.3 m                  | 1.5秒          | 第27章             |
| 仮面ライダーオールマイティセイバー | 217.0 cm | 98.5 kg  | 68.6 t   | 118.1 t  | 121.0 t                 | 0.4秒          | 最終章             |
| ドラゴンてれびくん                 | 217.0 cm | 110.9 kg | 28.3 t   | 59.4 t   | 68.2 m                  | 2.6秒          | 超バトルDVD        |
| ゴースト偉人録                     | 217.0 cm | 112.6 kg | 23.2 t   | 46.0 t   | 47.3 m                  | 2.9秒          | セイバー×ゴースト  |
| アルティメットバハムート           | 223.0 cm | 117.8 kg | 66.2 t   | 112.2 t  | 120.7 m                 | 0.6秒          | ファイナルステージ |

ツール
火炎剣烈火（）
聖剣ソードライバーから抜刀した「聖なる炎を生み出して、心正しき者を癒し、邪悪な存在を焼き払う」火属性の炎の聖剣。
闇黒剣月闇と光剛剣最光を参考に模倣して最初に人の手によって鍛えられた聖剣で、15年前の事件で行方不明となっていたが、ブレイブドラゴンに実は守られており、飛羽真に炎の剣を与え、彼がその剣を抜くことでドライバーとともに変化し、彼を新たな炎の剣士に選んだ。倫太郎曰く「普通のホモサピエンスには抜けない」。炎の力を受けることで、聖なる炎を刀身に纏わせ、最大限にその潜在的な力を発揮し、邪悪な存在を焼き払う。
ユーリ曰く「飛羽真が火炎剣烈火の力を手にする運命があったため、火炎剣烈火は飛羽真を選んだ」といい、扱う剣士によって覚醒を遂げることが可能で、聖と邪を覚醒によって分かつことができ、カリュプディス戦では飛羽真の力によって覚醒し、メギドから人間を分離しかけたことに成功した。
- また、アップ用・アクション用のほかに、実際に撮影では炎をまとっているため、点火用のプロップも別に制作された。

キングエクスカリバー
キングオブアーサーワンダーライドブックに宿る聖剣と同等の計測できないほどの能力・戦闘力を秘めた大型剣。宙に浮かぶ巨大剣を顕現させることができ、さらに巨人キングオブアーサーを降臨させることができる。
これが作り出されたことで世界の均衡が崩れかけたが、別次元のアヴァロンにユーリがその身を犠牲にして封印し、世界の均衡を再び取り戻した。
- 『ジオウ』『ゼロワン』でも取り入れられていたロボ型ビークルのアイテムは連動アイテムとのギミックを入れることでなりきりの側面を持たせていたが、本作品ではなりきり要素をさらに強めるために、「剣に変形するロボ」というコンセプトとなった。『轟轟戦隊ボウケンジャー』の大剣人ズバーンも同様のコンセプトであったが、本作品では剣先がそのまま頭になって下に剣を構えた威厳のあるポーズのロボになる、というのがデザイン的なこだわりとなっている。顔つきは、髭と王冠が付いたイメージで、セイバーの複眼の形状に合わせて目の部分を交差させており、セイバーのイメージを踏襲して剣が額から突き出ている。
- アップ用プロップには変形ギミックを内蔵しているため、非常に重い。

ドラゴニックブースター
左手に装備されたドラゴニックナイト専用の龍の顔を模したガントレット型の武装速読器。ワンダーライドブックを本体右の赤いボタンを押すことで展開したドラゴンの口を象った放射口ブーステッドロアーに3冊までリードすることが可能で、ブーステッドトリガーを引くことで「スパイシー！」の音声とともに様々な能力を有する真紅の爆炎を放つ。
- 企画時のイメージでは、ドラゴンを連動アイテムを食べさせることで操るというものであった。

ドラゴニックナイトワンダーライドブック
ドラゴニックナイトへの変身に使用されるワンダーライドブック。アヴァロンで謎の男（ユーリ）から渡された題名のない銀色のブランクのワンダーライドブックが飛羽真の覚醒によって火炎剣烈火とブレイブドラゴンと共鳴して完成したもの。
- デザインイメージは雑誌の折り込みポスターのように横に広がるページで、スライド機構で表現している。表紙をめくった状態では「炎の中にたたずむセイバー」だが、スライドすることで「ドラゴンにまたがる姿」に変化するようになっている。
- アップ用プロップは展開ギミックを内包している。

プリミティブドラゴンワンダーライドブック
プリミティブドラゴンの変身に用いられるワンダーライドブック。サウザンベースからストリウスが持ち出した禁書を飛羽真が手にすることで『Wonder Story』と共鳴・覚醒して変化した。後半は欠落している部分が多いため、判読不可能。ほかのワンダーライドブックを内部に収める能力があり、他のワンダーライドブックを装填することで一部が欠損したプリミティブドラゴンの伝承を補完することで凄まじい能力を引き出す。
- デザインイメージは、ブックカバー。変身時に、手の意匠が入れた本の上に重なり、強い力で掴むイメージとなっている。デザインコンセプトは、上巻・下巻で、プリミティブドラゴンとエレメンタルドラゴンを揃えることで完成するイメージとなっている。

エレメンタルドラゴンワンダーライドブック
エレメンタルプリミティブドラゴンの変身に用いられるワンダーライドブック。仲間を失って悲しむプリミティブドラゴンに、仲間ができた物語の続編を飛羽真が新たに紡いだことで、誕生した。セイバー以外のライダーも使用可能。
プリミティブドラゴンワンダーライドブックにセットして抜刀することで、二匹のドラゴンが握手したようなグラフィックが完成する。
- ヒーローマスクのように仕掛け絵本が飛び出してレリーフのヒーローも進化するギミックとなっている。

必殺技
火炎十字斬（）
セイバーの必殺技。火炎剣烈火をドライバーに納刀した状態でトリガーを引き「烈火抜刀！○○（固有音声）！」の音声と共に抜刀することで発動する。
ブレイブドラゴン
固有音声は「ドラゴン一冊斬り！ファイヤー！」。火炎剣烈火の刀身に灼熱の炎を纏わせ、ドラゴンと共に縦横無尽に移動しながら敵を十字に切り裂く。
ドラゴンアランジーナ
固有音声は「烈火抜刀！ドラゴン！アランジーナ！二冊斬り！ファ・ファ・ファイヤー！」。黄雷居合の後に、連続で放った。
オールマイティセイバー
ブレイズライオン戦記、エスパーダランプドアランジーナの必殺技に続いて、必殺技を連続で炸裂させた。
火炎竜巻斬（）
ドラゴンイーグル時の必殺技。火炎剣烈火をドライバーに納刀した状態でトリガーを引き「烈火抜刀！ドラゴン！イーグル！二冊斬り！ファ・ファ・ファイヤー！」の音声と共に抜刀。火炎剣烈火から発生させた猛烈な炎の竜巻で敵を一掃する。
火炎怒髪天（）
ドラゴンヘッジホッグ時の必殺技。火炎剣烈火をドライバーに納刀した状態でトリガーを引き「烈火抜刀！ドラゴン！ヘッジホッグ！二冊斬り！ファ・ファ・ファイヤー！」の音声と共に抜刀することで発動するが、劇中未使用のため、ドラゴンヘッジホッグピーターの状態で使用した。
ドラゴンヘッジホッグピーター
火炎剣烈火をドライバーに納刀した状態でトリガーを引き「烈火抜刀！ドラゴン！ヘッジホッグ！ピーターファン！三冊斬り！ファ・ファ・ファ・ファイヤー！」の音声と共に抜刀。火炎剣烈火を地面に突き立てるのと同時に敵を宙に浮かせ、頭部から生えた無数のニードルを連射し敵を浴びせ、ソードクラウンを鞭のように変化させて追撃した後に火炎を相手に浴びせる。
火炎舞飛斬（）
ドラゴンイーグルぶた3時の必殺技。火炎剣烈火をドライバーに納刀した状態でトリガーを引き「烈火抜刀！ドラゴン！イーグル！3匹のこぶた！三冊斬り！ファ・ファ・ファ・ファイヤー！」の音声と共に抜刀。火炎剣烈火から3匹のこぶたを召喚し、彼らが建てた藁の家に敵を誘い込んで閉じこめて脱出した後、火炎剣烈火から竜巻を飛ばして家ごと敵を吹き飛ばす。
火炎旋律斬（）
ドラゴンブレーメン時の必殺技。火炎剣烈火をドライバーに納刀した状態でトリガーを引き「烈火抜刀！ドラゴン！ブレーメンの音楽隊！二冊斬り！ファ・ファ・ファイヤー！」の音声と共に抜刀。敵の上にドラムと一体化したロバ、ギターと一体化したイヌ、キーボードと一体化したネコ、トランペットと一体化したニワトリ、ブレイブドラゴンが順に乗しかかり、敵が身動きできなくなったところを一閃する。
火龍歌撃弾（）
ドラゴンブレーメン時の必殺技。劇中未使用。
黄雷居合（）
ドラゴンアランジーナ時の必殺技。強力な雷撃を雷鳴剣黄雷に纏わせ、敵を斬りつける。
豪火大革命（）
ドラゴニックブースターに火炎剣烈火をスキャンすることで放つ特殊必殺技。カリバージャオウドラゴン戦では火炎剣烈火と雷鳴剣黄雷の二刀流で発動した。
爆炎紅蓮斬（）
クリムゾンドラゴン時の必殺技。火炎剣烈火をドライバーに納刀した状態でトリガーを引き「烈火抜刀！ドラゴン！イーグル！サイユウジャー！三冊斬り！ファ・ファ・ファ・ファイヤー！」の音声と共に抜刀。火炎剣烈火に3冊のワンダーライドブックのエネルギーに集め、火炎に身を包むと同時に火炎剣烈火の刀身に炎を纏い、無数の火の玉を飛ばして巨大な1つの火球と化して敵を焼き尽くす。
神火龍破斬（）
ドラゴニックナイト時の必殺技。火炎剣烈火をドライバーに納刀した状態でトリガーを引き「ドラゴニック必殺読破！烈火抜刀！ドラゴニックナイト必殺斬り！」の音声と共に抜刀。ブレイブドラゴンに騎乗して炎を纏って敵に突進しすれ違いざまに切り裂く。
光剛龍破斬（）
仮面ライダー最光 金の武器 銀の武器との合体技。金の武器 銀の武器ワンダーライドブックのスイッチを押してから、火炎剣烈火と光剛剣最光から斬撃を十字に交差させて放つ。
クラッシュ必殺斬り
プリミティブドラゴン、プリミティブドラゴンライオン戦記時の必殺技。プリミティブドラゴンワンダーライドブックから骨の触手を伸ばして敵を捕らえて手元に引き寄せ、火炎剣烈火の青白い斬撃で切り裂く。プリミティブドラゴンライオン戦記では神獣ライオン戦記のエネルギー体をワンダーライドブックから放ち、敵を襲わせる。
クラッシュ必殺撃
プリミティブドラゴン時の必殺技。プリミティブドラゴンワンダーライドブックから伸ばした骨の触手で敵を捕らえ、投げ飛ばす。
森羅万象斬（）
エレメンタルプリミティブドラゴン時の必殺技。火炎剣烈火をドライバーに納刀した状態でワンダーライドブックをタップし「必殺読破マシマシ！烈火抜刀！エレメンタル合冊斬り！」の音声と共に抜刀。火炎剣烈火を逆手に持ち替えてから火、水、土、風といった自然のエレメントをプリミティブドラゴンの青白い斬撃とともに一気に敵に叩き込む。
火龍蹴撃破（）
火炎剣烈火をドライバーに納刀した状態でトリガーを2回引き発動時の固有音声と共に発動する必殺技。
ドラゴンジャッ君
固有音声は「ドラゴン！ジャックの豆の木！二冊撃！ファ・ファ・ファイヤー！」。左半身のツルを伸ばして敵を拘束し高熱の炎のエネルギーを足に集めた飛び蹴りを放つ。
火龍怒髪天（）
ドラゴンヘッジホッグ時の必殺技。火炎剣烈火をドライバーに納刀した状態でトリガーを2回引き「ドラゴン！ヘッジホッグ！二冊撃！ファ・ファ・ファイヤー！」の音声と共に発動するが、劇中では未使用のため、後述のドラゴンヘッジホッグピーターの状態で使用した。
ドラゴンヘッジホッグピーター
火炎剣烈火をドライバーに納刀した状態でトリガーを2回引き「ドラゴン！ヘッジホッグ！ピーターファン！三冊撃！ファ・ファ・ファ・ファイヤー！」の音声と共にブレイブドラゴンと戦う妖精さんを左手のフックに宿し、回転させたフックに掴まった戦う妖精さんがチェーンアレイに姿を変え、ブレイブドラゴンの炎を纏わせ投擲し、戦う妖精さんのラリアットを相手に決め、投げキッスと同時に相手の全身から巨大な針を無数に生やす。
轟龍蹴烈破（）
クリムゾンドラゴン時の必殺技。足に3冊のワンダーライドブックのエネルギーを集中して炎を纏い、紅の衝撃波とともに飛び蹴りを放つ。
龍神鉄鋼弾（）
ドラゴニックナイト時の必殺技。火炎剣烈火をドライバーに納刀した状態でトリガーを2回引き「ドラゴニック必殺読破！ドラゴニック必殺撃！」の音声と共に全身に炎を纏いながら敵に向かって飛び蹴りを放つ。
五大元素蹴撃破（）
エレメンタルプリミティブドラゴン時の必殺技。火炎剣烈火をドライバーに納刀した状態でワンダーライドブックをタップしてからトリガーを引き「必殺読破マシマシ！エレメンタル合冊撃！」の音声と共に虹色に輝く自然界のエレメントを纏った飛び蹴りを放つ。
壮大なる物語
オールマイティセイバー時の必殺技。ワンダーオールマイティワンダーライドブックを火炎剣烈火を読み込ませて発動。次々と全てのワンダーライドブックの力を発動する。
ゴースト一冊斬り
ゴースト偉人録時の必殺技。火炎剣烈火を抜刀して多くのパーカーゴーストを召喚する。
ゴースト一冊撃
ゴースト偉人録時の必殺技。ゴーストとともにライダーダブルキックを決める。
ドラゴン・ワンダー
ブレイブドラゴン時やクリムゾンドラゴン時の必殺技。ブレイブドラゴンワンダーライドブックをタップし、右腕のバーンカットから熱を放ったり、神獣ブレイブドラゴンを召喚させる。
ジャッ君・ワンダー
ドラゴンジャッ君時の必殺技。ジャッ君と土豆の木ワンダーライドブックをタップし、巨大な土豆の木を出現させる。
ヘッジホッグ・ワンダー
ニードルヘッジホッグワンダーライドブックをタップし、火炎剣烈火で敵を斬りつけた直後に体内に仕込んだ無数の針を巨大化させ敵を包んで串刺しにする。
西遊・ワンダー
西遊ジャーニーワンダーライドブックをタップし、赤色の雲型のエネルギーに乗り、敵に攻撃を仕掛けるほか、金の棒を左腕から伸ばして攻撃する。
イーグル・ワンダー
ストームイーグルワンダーライドブックをタップし、炎の竜巻を体に纏わせ、敵の攻撃を防ぐ。
火炎・デストローダ（）
ランプドアランジーナワンダーライドブックをタップし、雷を帯びた火球を2本の剣先から放つ。
キングスラッシュ
ドラゴンアーサー、ドラゴンイーグルアーサー、キングオブアーサーの必殺技。火炎剣烈火とキングエクスカリバーから斬撃を放つほか、セーバーセイバーで敵を切り裂く。ドラゴンイーグルアーサー時にはキングオブアーサーが斬撃を放つ。
XYZアタック（）
ドラゴンてれびくん時の必殺技。敵に最光やてれびくんのヒーローたちとともに連続攻撃を決める。
習得一閃
ブレイブドラゴン習得一閃
空を華麗に舞い、何度も敵を斬りつける。
ニードルヘッジホッグ習得一閃
火炎剣烈火の刀身に鋭い針を生やし、敵を切り裂いたり、針を射出する。
ストームイーグル習得一閃
火炎剣烈火の刀身から火炎の竜巻を放つ。
フレイムスパイシー
ワンダーライドブックをリードすることで放つ特殊必殺技。
ブレイブドラゴン
ブースターの口部分から強力な火炎を放射する。

マシン

ディアゴスピーディー
ディアゴスピーディーワンダーライドブックから変形・大型化するオフロードタイプのセイバーの専用マシン。ドライバーのレフトシェルフに装填して抜刀または本を開くことで変形する。
出現時の音声は「創刊！ディアゴスピーディー！」。
カウルにある火炎制御装置ディアゴシャープによって、火炎の力を使って戦うほか、装甲に描かれた聖なる文字によって高機動性と車体の剛性を有し、ジャンプ力に優れている。
- デザインモチーフは分冊百科。表紙右下には、分冊百科のパロディとして、玩具のディアゴスピーディーを入れている。付録ページのブリスターパックに入ったおまけのように描かれたバイクのパーツが、変形後にバイクの裏面で定位置に来るようにしている。

キングオブアーサー
ドラゴンアーサーの力により、キングエクスカリバーにキングオブアーサーワンダーライドブックを読み込ませることで「キングオブアーサー！からの、剣が変形！巨大な剣士が目を覚ます！キングオブアーサー！」の音声とともに封印が解かれ、同型の巨大剣が変形する騎士王の巨像。セイバーの動きに合わせて動く。左手に巨大剣キングカリブルを持つ他、セイバーを剣に変形させたセーバーセイバーも使う。

使役する神獣
神獣ブレイブドラゴン
ブレイブドラゴンワンダーライドブックに宿る炎のドラゴンで、セイバーによって召喚されることで、共に戦うことが可能。
また、ドラゴニックナイトの状態でドラゴニックナイトワンダーライドブックを3回押し込んで「The knight appears.When you side,you have no grief and the flame is bright ride on the dragon,fight.Dragonic knight.」の音声と共に召喚する。背中にセイバー ドラゴニックナイトが騎乗して空中戦を繰り広げることが可能。

#### 仮面ライダークロスセイバー
ブレイブドラゴンワンダーライドブックを聖剣ソードライバーに装填し、刃王剣十聖刃を抜刀して変身するセイバーの最強形態。
変身音声は「聖刃抜刀！刃王剣クロスセイバー！創世の十字、煌めく星たちの奇跡とともに気高き力よ勇気の炎、クロスセイバー！クロスセイバー！クロスセイバー！交わる十本の剣！」。
ブレイブドラゴンに似た姿だが、ソードローブからハオウソードローブに強化されており、飛躍的に全能力が向上している。自在に10本の聖剣のエネルギー体を出現させて操る能力や、敵の攻撃を別のものに変換して崩壊した世界をも新たに創造することが可能。
- デザインコンセプトは、宇宙の力で強化する、というもので、『ゼロワン』のゼロワンリアライジングホッパーのようにブレイブドラゴンと同様の姿だが、塗装が異なったり、輝いているというものと、目の斬撃エフェクトが天の川のようになっており、全身にそれが広がっているような姿で、カラーリングと全身の形状が宇宙エフェクトになっているものの、2つのコンセプトを合体させたものとなった[131][64]。聖剣は変わっているものの、ブレイブドラゴンワンダーライドブックを使用していることから、ヒーローのシルエットを変えずにカラーリングのみ変更することとなった[131][64]。
- ベーススーツなどは新規造形で、アップ・アクション兼用のもののほかに、フォームチェンジ用のものも用意されている[132][131]。塗装は銀河をイメージしたもので、青や深い青だけでなく、紫も調合されているが、青だけではただの青い戦士に見えてしまうことから、輝きのエフェクトを全体的に足している[131]。右手の指は体色が聖剣と同じ色味になることから、持っていることがわかるようにブレイブドラゴンと同様に黄色となっている[出典 73]。造形前に小さなフィギュアに塗装することで、合成で不都合がないか確認してから、スーツに彩色された[131]。フォーゼ メテオフュージョンステイツでスパンコールをスーツに入れていたが、スパンコール部分が合成時に抜けてしまったことから、本作品ではスパンコールは使用されていない[131]。

形態
仮面ライダークリムゾンセイバー
ブレイブドラゴンワンダーライドブックとストームイーグルワンダーライドブックと西遊ジャーニーワンダーライドブックで変身するクロスセイバーの強化形態。
変身音声は「聖刃抜刀！クリムゾンセイバー！銀河の果てに放つ！広がれ上がれコスモ！甦れ world once more! 光 真実（） 愛 希望 時空はとっくにRock on! クロスセイバースリー！豪華三冊！」。
クロスセイバー版のクリムゾンドラゴンに相当する形態で、クリムゾンドラゴンと同一のディテールのボディーだが、マスクにはストームイーグルと西遊ジャーニーの意匠はない。
- スーツはクリムゾンドラゴンの色替え。クロスセイバーになっていることから、クリムゾンという名前ではあるが赤い部分はない。

仮面ライダーフィーチャリングセイバー
ブレイブドラゴンワンダーライドブックとライオン戦記ワンダーライドブックとランプドアランジーナワンダーライドブックで変身するクロスセイバーの強化形態。
変身音声は「聖刃抜刀！ドラ！ド・ラ・ゴ・ン！ライオン！戦記！アー！アランジーナ！絆が導く、勝利の約束！合併出版！フィーチャリング！セイバー！三冊特装版！」。
飛羽真、倫太郎、賢人の友情によってはじめて実現した最強形態で、神獣ライオン戦記や魔法の絨毯を召喚するなど、ブレイズとエスパーダの力も使うことが可能。
- 星の十文字の輝きグラフィックを胸のライオンの目に入れている。
- スーツは新規造形だが、既存のパーツを流用している。

スペック
| 名称                                 | 身長     | 体重     | パンチ力 | キック力 | ジャンプ力 （ひと跳び） | 走力 （100 m） | 初登場 |
| ------------------------------------ | -------- | -------- | -------- | -------- | ----------------------- | -------------- | ------ |
| 仮面ライダークロスセイバー           | 223.0 cm | 98.5 kg  | 64.7 t   | 110.8 t  | 117.8 m                 | 0.6秒          | 第38章 |
| 仮面ライダークリムゾンセイバー       | 223.0 cm | 113.9 kg | 66.5 t   | 112.7 t  | 114.9 m                 | 0.7秒          | 第39章 |
| 仮面ライダーフィーチャリングセイバー | 223.0 cm | 123.0 kg | 67.8 t   | 116.1 t  | 120.7 m                 | 0.5秒          | 第40章 |

ツール
刃王剣十聖刃（）
クロスセイバーが使用する全知を司る聖剣。物語を終焉へと導く伝説の聖剣と言い伝えられている。
覚醒した10本の聖剣が天空で結びつき、その力を結び束ねることで生み出された。
刀身にある3つのリード部分ハオウサークロスには10本の聖剣の能力を宿しており、鍔刃王剣十聖刃エンブレムの円環グレートサークロスをスライドさせて複数の聖剣の能力を読み込ませ、必殺技の刃王クロス星烈斬や既読必殺技のクロス斬りを発動することができる。刃王クロス星烈斬のように聖剣の能力をまとめて使用する際は「既読○聖剣！」の音声と共に発動することができる。
- 企画初期では、実際に10本の剣が合体した1本の剣になる、というものであったが、構造上、無理であったため、ファイナルファンタジーシリーズのクラウド・ストライフのように10本の剣が融合して新たに生まれた1本の伝説の剣、という形となった。だが、「全部乗せ」ということではなく、世界全体を生み出す力を持つ「創世剣」というイメージとなっている。
- デザインコンセプトは、十本の聖剣の力を持った宇宙の剣、というもので、パープルのクリアで本体を成型し、小さな星の輝きを表現するためにラメを刀身に入れている。赤紫、青、水色の同系色の3色を使用することでリッチな感じに仕上げている。剣の鍔にあるクリアレッドのシートは、刀身のグラフィック上にスライドすることで、各聖剣のエンブレムが羅列された文字の中から同系色が消えて浮かび上がるギミックとなっている。鍔の赤い部分は太陽をイメージしているが、セイバーのエレメントである炎ともかけている。
- アップ用プロップはマグネットが刀身に仕込まれており、任意の位置にスライドした鍔が留まるように造形されている。ベルトの納刀用のプロップも別に存在する。

必殺技
星烈斬（）
「刃王必殺リード！既読三聖剣！」の音声と共に10本の聖剣のうち、火炎剣烈火・水勢剣流水・雷鳴剣黄雷の力を読み込み、「刃王必殺読破！」の音声と共に衝撃波を放った後、火炎剣烈火・水勢剣流水・雷鳴剣黄雷の幻影を召喚して敵めがけて数多くの聖剣を放つ。
刃王星烈斬（）
「刃王必殺リード！既読六聖剣！」の音声と共に10本の聖剣の力のうち、闇黒剣月闇・光剛剣最光・煙叡剣狼煙・時国剣界時を除いた6本の聖剣の力を読み込み、「刃王必殺読破！」の音声と共に炎・水・雷・土・風・音の属性を帯びた斬撃を連続で放つ。
刃王クロス星烈斬（）
「刃王必殺リード！既読十聖剣！」の音声と共に10本の聖剣の力全てを読み込み、「刃王必殺読破！」の音声と共に10聖剣と剣士の幻影を召喚し、一斉に対象を攻撃、手元に十聖剣を呼び出しての射出、聖剣を重ね合わせてのバリアなどの技を繰り出す。第46章では刃王剣十聖刃を突き立てて、浸食を食い止めたり、連続クロス斬りのような使い方をした。
クロス斬り（）
エンブレムをスライドさせてハオウサークロスから柄付近の「烈火！流水！黄雷！」、中央の「激土！翠風！錫音！」、剣先側の「月闇！最光！狼煙！界時！」などの音声と共にトリガーを引き読み込ませ、「既読！」の音声と共にエンブレムを戻すことにより、「○○（既読で読み込んだ複数の聖剣の名前）！クロス斬り！」の音声と共に10本の中から聖剣を複数本選択し攻撃する既読必殺技。聖剣の能力を1つずつしか使用できない都合上、任意の順番で聖剣の能力を発動する。第41章では剣士たちが所有する聖剣の分身の召喚に使用された。
激土クロス斬り
巨大な土豪剣激土の幻影を召喚し重い一撃を敵に叩き込む。また、敵の攻撃を受け止めてからカウンターとして斬りつける技もある。第46章では刃王クロス星烈斬として土豪剣激土を盾に敵の攻撃を防ぐ技として使用。
黄雷クロス斬り
無数の雷鳴剣黄雷の幻影を召喚し、敵に向かって落雷を豪雨のごとく降り注ぐ。第46章では刃王クロス星烈斬として水勢剣流水との二刀流で雷撃を纏った斬撃を放つ技として使用。
翠風クロス斬り
手裏剣モードの風双剣翠風の幻影を召喚し、敵を切り刻みながら二刀流モードに変形して2体の敵を斬り裂く。第46章では刃王クロス星烈斬として手裏剣モードで敵の攻撃を防ぐ技として使用。
錫音クロス斬り
重奏モードの音銃剣錫音の幻影を召喚し、巨大なエネルギー弾で無数の敵を一網打尽にする。第46章では刃王クロス星烈斬として剣盤モードで音の斬撃を放つ技として使用。
烈火クロス斬り
無数の火炎剣烈火の幻影を召喚し、刀身に炎を宿し回転しながら敵を切り刻む。また、刀身に炎を纏って攻撃する技もある。第46章では刃王クロス星烈斬として刃王剣十聖刃との二刀流で敵の攻撃を防ぐ技として使用。
流水クロス斬り
水勢剣流水の幻影を召喚し、刀身に水を纏わせてから、敵の攻撃を受け流す。第46章では刃王クロス星烈斬として雷鳴剣黄雷との二刀流で水を纏った斬撃を放つ技として使用。
界時クロス斬り
時国剣界時を召喚し、界時抹消と再界時の能力を行使する。第46章では刃王クロス星烈斬としてカイジスピアの状態で上空から突き立てる技として使用。
月闇クロス斬り
刃王クロス星烈斬として闇黒剣月闇を召喚し、光剛剣最光との二刀流でブラックホールを発生させる。
最光クロス斬り
刃王クロス星烈斬として光剛剣最光を召喚し、闇黒剣月闇との二刀流でブラックホールを発生させる。
狼煙クロス斬り
刃王クロス星烈斬として煙叡剣狼煙を召喚し、大量の煙を発生させて敵の目をくらます。
刃王創星斬（）
刃王剣十聖刃をドライバーに納刀した状態でトリガーを引き「刃王必殺読破！聖刃抜刀！刃王一冊斬り！セイバー！」の音声と共に抜刀。刃王剣十聖刃を振りかざして、刀身から放たれる虹色の光でソロモンの手で失われた世界を作り直して元の世界に戻すなどの事象を起こす。攻撃技では、星雲のようなオーラを纏った斬撃を繰り出す。
刃王爆炎紅蓮斬（）
クリムゾンセイバー時の必殺技。刃王剣十聖刃をドライバーに納刀した状態でトリガーを引き「刃王必殺読破！聖刃抜刀！刃王三冊斬り！セーーーセイバー！」の音声と共に抜刀。ストームイーグルの力で飛翔した後、銀河を纏った巨大な斬撃を放つ。
銀河轟龍蹴烈破（）
クリムゾンセイバー時の必殺技。劇中未使用。
銀河友情蹴烈破（）
フィーチャリングセイバー時の必殺技。刃王剣十聖刃をドライバーに納刀した状態でトリガーを2回引き「刃王必殺読破！刃王三冊撃！セーーーセイバー！」の音声と共に炎・水・雷の3属性を纏ってから飛び蹴りを放つ。ヒットした後に高熱を帯びた左足で追撃することも可能。
刃王友情斬（）
フィーチャリングセイバー時の必殺技。劇中未使用。

### 仮面ライダーブレイズ
新堂倫太郎が変身する本作品の2人目の仮面ライダー。水の力を用いる。
決め台詞は「この水勢剣流水に誓う。僕が必ず世界を守る」。
- マスクは、セイバーの炎に対して鋭角的な意匠となっており、剣と水しぶきのモチーフが併せて取り入れられている[87]。ゴーグル部は、ティアドロップのような円弧状のマスキング処理を施している[87]。顔つきも、セイバーとの差別化から✓字に切り上げた斬撃のエフェクトとなっている[出典 78]。
- 変身シーンは、山口が考えた和風のものと、永徳が考えた流水をイメージした中華風のものを擦り合わせている[136][137]。ブレイブのスーツアクターの永徳の提案で、動きに酔剣のような流れる動きの剣舞が取り入れられており[87]、指2本を常に立てる佇まいで[102]、アクションも水の剣士であることから剣を流れるようにくるくる回している[出典 79]。

形態
ライオン戦記
ライオン戦記ワンダーライドブックで変身するブレイズの基本形態。
変身音声は「ライオン戦記！流水一冊！百獣の王と水勢剣流水が交わる時紺碧の剣が牙を剥く！」。
アフリカの民族衣装風のスタイルで、ライオンの頭部を模した胸部と背中のマントが特徴である。水勢剣流水を用いた流れる水のような剣の技を得意とする。
- セイバーと共通の基本的なフォーマットであるが、セイバーは右端のスロットであったことから、中央のスロットで変身することとなり、動物モチーフであることからそのまま王道のライオンの顔を配置している。ライオン周りの髭やタテガミも積層ディテールで処理され、タテガミが胸のライオンの顔を中心に襟から背中にかけて伸びており、ライオンの顎からは長い髭が伸びることで前垂れとなっている。スポーツウェアのようなライン取りを意識した白いグラフィックを手足に入れることでスポーティーで爽やかな印象にしている。当初は、特殊文字を白い部分に入れていたが、単なるラインのグラフィックに修正された。
- 撮影用スーツは、アップ用とアクション用の2着が制作された。腰のメインドイルと背中から生える羽根は、より軟質な硬度で成形され、可動域を確保している。

ライオンファンタジスタ
ライオン戦記ワンダーライドブックとピーターファンタジスタで変身するブレイズの派生形態。
変身音声は「輝くライオンファンタジスタ！流水二冊！ガオー！キラキラ！幻想の爪がいま蒼き剣士のその身に宿る！」。
飛翔能力を有しており、水の輪を空中に出現させて、そこからライオンや妖精を出現させて自在に伸びる左腕のキャプチャーフックで戦う。
ファンタスティックライオン
ライオン戦記ワンダーライドブックと天空のペガサスワンダーライドブックとピーターファンタジスタワンダーライドブックで変身するブレイズのワンダーコンボ。
変身音声は「蒼き野獣の鬣が空になびく！ファンタスティックライオン！流水三冊！紺碧の剣が牙を剥き銀河を制す！」。
肉体をゲル化させることが可能で、天空をペガサスの翼ペガサスボールドで駆ける。
- 左側の妖精の羽と右側のペガサスの羽は対になっており、両翼があるようなシルエットを形作っている。また、左前腕のフック船長と左肩のピーター・パンが、その視線を二の腕付近で火花を散らしているイメージとなっている。ブレイズの特徴である白いグラフィックをワンダーコンボになった際に、ペガサスに星座モチーフのグラフィック、ピーターファンタジスタに視線のぶつかる火花など、別パターンのグラフィックが入るように意識している。

キングライオン大戦記
キングライオン大戦記ワンダーライドブックで変身するブレイズの強化形態。
変身音声は「Rhyming！ Ridhing！ Rider！獣王来迎！Rising！ Lifull！キングライオン大戦記！それすなわち砲撃の戦士！」。
水の弾丸や聖なる水を極限まで圧縮した邪を浄化する波動を発射する両肩の高圧縮砲キングライオンカノンで攻撃することから砲撃の戦士とも呼ばれている。また、キングライオン大戦記ワンダーライドブックの上部の剣トリガー・ソードブックマーカーを右に倒すことでページがさらに開き、「流水咆哮！キングライオン大チェンジ！それすなわち砲撃の戦士！さらには、ライオン変形！」の音声と共に生物キングライオンダイセンキを模したライオンモードに変形する。
- 肩に砲台が付いたメカニカルな姿のため、ワンダーワールド製ではないという設定となり、剣から巨大剣士への変形機構を持つキングオブアーサーの力を持つため、ライオンへの変形も可能になった、という設定となったが、劇中では描かれなかった。
- デザインコンセプトは「メカブレイズ」で、よりメカっぽい重武装となっている。ドラゴン使いの剣士であったセイバーに対して、ライオン使いに強化するという案もあったが、「メカになる」というのに行き着いた。メカのため、変形できるというロジックからライオンモードに変形することとなった。簡易な変形でライダーとライオンの両形態となるようプロポーションにもこだわっており、メカのためキャノン砲を両肩に付けている。メカ感を出すために、複眼は水のエフェクトではなく、走査線が走るようなイメージとなっている。だが、「キングライオン大戦記」という名称となったことから、メカコンセプトが霞んでしまったという。ライオンモードに二段変身することから、額とバイザー部分を胸のライオン部分と連続性を持たせることでライオンモード時のたてがみに見えるようなデザイン処理が施されている。
- 肩のキャノン砲はCG処理が考慮され、取り外しが可能となっている。

エレメンタルマシマシ
エレメンタルドラゴンワンダーライドブックで変身するブレイズの特殊形態。
変身音声は「マシマシ抜刀！エレメンタル！マシマシ！乗せメンタル！マシマシ！増しメンタル！マシマシ！エ・レ・マ・シー!!」。
ライオン戦記と同様の姿だが、元素を操るエレメンタルドラゴンの力によって、異常に水の力が強化されており、全身が変身と同時に液状に変化して、激しい水流と化してトリッキーな動きで相手を翻弄することができる。
タテガミ氷獣戦記
タテガミ氷獣戦記ワンダーライドブックで変身するブレイズの最強形態。
変身音声は「タテガミ展開！全てを率いしタテガミ！氷獣戦記！ガオー！LONG GET!」。
氷に陸海空、全ての百大氷獣の力を宿し、多彩な攻撃を放つ。また、先代水の剣士である長嶺謙信など歴代の剣士たちの魂とともに戦うことも可能。
- メカモチーフを超える強化として、連獅子のようなイメージで、実際に毛を付けている。倫太郎がノーザンベースを大切に思っていることから、基地がある北極に因んで氷のモチーフを足している。デザインイメージは白い防寒服で、クリアパーツを多用することでヒロイックさを追及しており、防寒服をイメージしているため、脚部はもこっと膨らんでいる。ブレイズは胸にライオンの顔が来ていたが、今回はライオンの顔がマスクに来ている。襟周りのパーツは、ライオンの下顎となっており、全体としてライオンの顔に見立てている。両肩のライオンの手で胸の氷を掴んでいるイメージで構成されている。胸には氷漬けになった陸海空の動物を模したグラフィックがあり、透けて見えるようになっている。手首から先も、触れるものすべてを凍らせるようなイメージで凍っている。
- マスク、スーツ、ベーススーツはいずれも新規造形で、アップ・アクション兼用のものが1着制作された。タテガミブレイザーはティアドロップ調の塊を集めて表現されているため、ブラッシングなどの手入れが一切できないという。胸部氷獣ブレスターには陸海空の動物が意匠化されたグラフィックが塗装処理で描かれている。
- 斬撃では剣を振る際のアクセントとしてエコスノーと呼ばれる作り物の雪とマイラーと呼ばれるキラキラしたフィルムの粒子を加えている。

テレビシリーズ以外に登場する仮面ライダーブレイズ
スペクター激昂戦記
『仮面ライダースペクター×ブレイズ』に登場。スペクター激昂戦記ワンダーライドブックで変身するブレイズの派生形態。
変身音声は「この動物！この動物の力が、剣に宿る！」。
仮面ライダーディープスペクターの力を身に付け、武器は水勢剣流水とスペクターから渡されたディープスラッシャーの2刀流だが、強化された徒手空拳を駆使して眼魔と戦い、必殺技時にのみ従来の剣技を用いる。
- 仮面ライダーディープスペクターのパーカーを改造してライオン戦記のスーツに着用させている。

スペック
| 名称                       | 身長     | 体重     | パンチ力 | キック力 | ジャンプ力 （ひと跳び） | 走力 （100 m） | 初登場              |
| -------------------------- | -------- | -------- | -------- | -------- | ----------------------- | -------------- | ------------------- |
| ライオン戦記               | 217.0 cm | 99.7 kg  | 10.4 t   | 17.8 t   | 17.8 m                  | 4.3秒          | 第2章               |
| ライオンファンタジスタ     | 217.0 cm | 104.8 kg | 13.1 t   | 20.3 t   | 21.8 m                  | 4.0秒          | 第3章               |
| ファンタスティックライオン | 217.0 cm | 120.8 kg | 19.5 t   | 32.8 t   | 30.5 m                  | 3.4秒          | 第7章               |
| キングライオン大戦記       | 217.0 cm | 135.1 kg | 26.9 t   | 46.0 t   | 47.0 m                  | 2.3秒          | 第14章              |
| タテガミ氷獣戦記           | 217.0 cm | 127.5 kg | 61.8 t   | 105.8 t  | 108.1 m                 | 0.9秒          | 第32章              |
| スペクター激昂戦記         | 217.0 cm | 106.2 kg | 27.0 t   | 44.9 t   | 47.7 m                  | 2.1秒          | スペクター×ブレイズ |

ツール
水勢剣流水（）
聖剣ソードライバーから抜刀した「聖なる水を生み出して、心正しき者の渇きを潤し、邪悪な存在を浄化する」と言われている水属性の聖剣。歴代の水の剣士が使用していた聖剣で、謙信から倫太郎が受け継いだものである。水の力とは最も相性がよく、水のライオンの力を受けることによって、聖なる水の力をエンブレムで生み出し、迅速に大きな破壊力を極めて発揮することで邪悪な存在を浄化することができる。
第31章で飛羽真の火炎剣烈火と剣を交えたことで青く光り、光剛剣最光でしか不可能であったメギトと人間の分離を、火炎剣烈火とともにメギドを斬ることで成功させる。
- 火炎剣烈火とは、刀身の発光色と鍔の形状を変えることで別の聖剣にしている。鍔は下まで水エフェクトが伸びることでグリップガードとなっている。

キングライオンブースター
キングライオン大戦記専用のライオンの顔を模した武装速読器。ワンダーライドブックを放射口にリードすると必殺技が発動する。
- 企画時のイメージでは、ライオンを連動アイテムを食べさせることで操るというものであった。
- ドラゴニックブースターと同一のグリップ部分となっているが、プロップは新規に制作されている。

キングライオン大戦記ワンダーライドブック
キングライオン大戦記の変身に用いられるワンダーライドブック。大秦寺がワンダーライドブックの力を注ぎ込み、ドラゴニックナイトワンダーライドブックを解析して得た情報を反映させて生み出した。
- 人間が作ったワンダーライドブックであるため、神秘性がなく、マスターロゴスが行った儀式に用いられたワンダーライドブックの中には入っていない。
- 形状は電子書籍をモチーフとしており、カバーと電子タブレットをイメージしている。上部の突起はライダーの頭から飛び出た聖剣となっており、倒れるとライオンが聖剣を口にくわえているように見えるようになっている。

タテガミ氷獣戦記ワンダーライドブック
タテガミ氷獣戦記の変身に用いられるワンダーライドブック。ノーザンベースの全知全能の書の分冊が倫太郎の覚悟に呼応して変化した。その名の通り、ドライバーに縦に装填する。
- 当初は、サーベラとデュランダルが昆虫軍団や海洋生物軍団というコンセプトのワンダーライドブックを使用していたことから、それに対抗するものとして、すべての動物の力を持つものとして、氷の力が合体した動物大百科、というコンセプトとなった。ライオンのタテガミが変身と同時に開いて高速回転するギミックとなっている。1アクションごとにタテガミの部分に入った陸海空の動物のグラフィックを選べる仕様となっており、グラフィックがタテガミではなく、ライオンの口の中に来るようになっている。

必殺技
ハイドロ・ストリーム
水勢剣流水をドライバーに納刀した状態でナガレトリガーを引き「流水抜刀！○○（固有音声）！」の音声と共に抜刀することで発動する必殺技。
ライオン戦記
固有音声は「ライオン一冊斬り！ウォーター！」。最大限に水勢剣流水の能力を引き出し、水勢剣流水の刀身に水の力を纏わせ敵を両断する。
ハイドロ・ボルテックス
ファンタスティックライオン時の必殺技。水勢剣流水をドライバーに納刀した状態でナガレトリガーを引き「流水抜刀！ペガサス！ライオン！ピーターファン！三冊斬り！ウォ・ウォ・ウォ・ウォーター！」の音声と共に抜刀。水勢剣流水から放った水流を渦潮に変えて敵を捕らえたうえで宙に舞い上がらせ、ジャンプと同時に水勢剣流水の刀身に水の斬撃を纏い敵を切り裂く。
ライオネル・ハイドロ・ストリーム
キングライオン大戦記時の必殺技。水勢剣流水をドライバーに納刀した状態でナガレトリガーを引き「キングライオン必殺読破！流水抜刀！キングライオン必殺斬り！」の音声と共に抜刀。突進しながら刀身に水を纏った斬撃を放つ。初使用時は火炎剣烈火の烈火居合と併用して使用。その際、水勢剣流水から飛ばした水の斬撃を烈火居合の斬撃の炎での蒸発で水蒸気に変化させて敵の目を眩ませる。
ブリザード・ブレイズ
タテガミ氷獣戦記時の必殺技。水勢剣流水を納刀した状態でスイッチを押し込み「必冊凍結！流水抜刀！タテガミ氷牙斬り！」の音声と共に抜刀。刀身に冷気を帯び、猛スピードで接近して強力な水の斬撃を水勢剣流水から放ち、敵を凍結粉砕する。
レオ・カスケード
水勢剣流水をドライバーに納刀した状態でナガレトリガーを2回引き発動時の固有音声と共に発動する必殺技。
ライオン戦記
固有音声は「ライオン一冊撃！ウォーター！」。ブレスライオンから放った水流による水球で敵を拘束し、上空から突進してライオン戦記の水の炸裂力を送り込んだ両足で飛び蹴りを放つ。
ライオンファンタジスタ
固有音声は「ライオン！ピーターファン！二冊撃！ウォ・ウォ・ウォーター！」。右手から放った水流による水球で敵を拘束して、突進して水のエネルギーを纏った両足で飛び蹴りを放つ。
ファンタスティック・ブレイザー
ファンタスティックライオン時の必殺技。ハイドロ・ボルテックスを放った後に、ペガサス状の水流となって空中に飛翔し、水勢剣流水をドライバーに納刀した状態でトリガーを2回引き、「ペガサス！ライオン！ピーターファン！三冊撃！」の音声の後に発動する。ブレスライオンから放った水球に敵を閉じ込め、突進して右足で飛び蹴りを放つ。
ライオネル・グランド・カスケード
キングライオン大戦記時の必殺技。水勢剣流水をドライバーに納刀した状態でナガレトリガーを2回引き「キングライオン必殺読破！キングライオン必殺撃！」の音声と共に強烈な水流を纏った飛び蹴りを敵に叩き込む。
ライオネル・ソウルスプラッシュ
キングライオンブースターに水勢剣流水をリードした後、巨大な水の斬撃を水勢剣流水から飛ばして敵を両断する。
キングライオングレネイチャー
ライオンモードでの必殺技。水流を帯びた水勢剣流水を咥えたまま空を駆け登って突進し敵を斬り裂く。
レオ・ブリザード・スカイ
タテガミ氷獣戦記時の必殺技の1つで大空の能力を持つ。スカイクリスタがタテガミノーザンライズに行くまでスイッチを押し込み、タテガミアイスピンを回転させた後「大空の氷獣！タテガミ大空撃！」の音声と共にタテガミブレイザーを氷の翼に変化し飛翔した後、敵に向かって鋭い氷柱を連射して氷晶型のエネルギーを展開させ潜りながら飛び蹴りを放つ。
レオ・ブリザード・シー
タテガミ氷獣戦記時の必殺技の1つで大海の能力を持つ。シークリスタがタテガミノーザンライズに行くまでスイッチを押し込み、タテガミアイスピンを回転させた後「大海の氷獣！タテガミ大海撃！」の音声と共にタテガミブレイザーを氷の鮫のように変化し潜航した後、鮫の牙型の氷塊を放つ。
レオ・ブリザード・グランド
タテガミ氷獣戦記時の必殺技の1つで大地の能力を持つ。グランドクリスタがタテガミノーザンライズに行くまでスイッチを押し込み、タテガミアイスピンを回転させた後「大地の氷獣！タテガミ大地撃！」の音声と共にタテガミブレイザーを長くさせて地面に突き立て地面を氷結させて敵を封じ、水勢剣流水で斬り裂く。
レオ・ブリザード・カスケード
タテガミ氷獣戦記時の必殺技。氷獣クリスタがタテガミノーザンライズに行くまでスイッチを押し込み、タテガミアイスピンを回転させた後「百大氷獣！タテガミ大氷獣撃！」の音声と共に巨大な氷の塊を空中に発生させて敵にぶつけてから、飛び蹴りで氷の塊ごと敵を粉砕する。また、氷の翼を生やしてから氷晶型のエネルギーを展開した後、飛び蹴りを放つ技もある。
ハイドロ・オメガドライブ
スペクター激昂戦記時の必殺技。敵を水勢剣流水とディープスラッシャーで切り裂く。
ライオン・ワンダー
ライオン戦記ワンダーライドブックをタップし、発動する必殺技。
ライオン戦記
水勢剣流水からの斬撃から水に変化して敵の動きを拘束。同時に呼び出した神獣ライオン戦記の突撃で敵をなぎ倒す。
ファンタスティックライオン
水の力を強化し、液体に体を変化させて敵を攻撃する。
ピーター・ワンダー
ピーターファンタジスタワンダーライドブックをタップし、発動する必殺技。
ライオンファンタジスタ
キャプチャーフックを回転させながら水球を敵の周囲に作り出し、分散して敵を包囲してから、神獣ライオン戦記と共に水球を潜り抜けながらあらゆる方向から連続して敵を攻撃する。
ファンタスティックライオン
水の斬撃を水勢剣流水から放つ。
習得一閃
ライオン戦記習得一閃
敵に水の斬撃を放つ。
ジャッ君と土豆の木習得一閃
剣から水を帯びた土豆をマシンガンのように振るって放つ。
タンサンバースト
ワンダーライドブック1冊をリードすることで発動する必殺技。
ライオン戦記
強力な水の弾を放つ。
ライオニックバースト
ワンダーライドブック3冊をリードすることで発動する必殺技。
ランプドアランジーナ+ニードルヘッジホッグ+トライケルベロス
ランプの魔神とケルベロスと無数の針のエネルギー体を一斉に発射する。
ジャッ君と土豆の木+ブレーメンのロックバンド+こぶた3兄弟
両肩のキャノンから3属性のエネルギーを内包した砲弾を放つ。
ライオン戦記+ピーターファンタジスタ+天空のペガサス
キングライオンブースターの口部分から激しいエネルギー弾を発射する。
ライオニックフルバースト
キングライオン大戦記ワンダーライドブックをリードした後、刀身に水を帯びた水勢剣流水を振り回してから、刃先から水を帯びた青いライオンを放つ。

### 仮面ライダーエスパーダ
富加宮賢人が変身する3号ライダー。雷の力を用いる。
決め台詞は「俺は俺の想いを貫く！」。
- 名前の由来は、スペイン語で剣を意味する「espada」から[88][89]。
- セイバーとブレイズの動きの差別化から、雷のようにフェンシングのような直線的な動きの軟剣の型の殺陣が取り入れられている[出典 93]。
- 変身ポーズは青木が考えたものに中田からのアドバイスを青木なりに噛み砕いて決めたものとなった[152]。

形態
ランプドアランジーナ
ランプドアランジーナワンダーライドブックで変身するエスパーダの基本形態。キーカラーはゴールドと白。
変身音声は「ランプドアランジーナ！黄雷一冊！ランプの精と雷鳴剣黄雷が交わる時稲妻の剣が光り輝く！」。
左半身にランプドアランジーナによる変幻自在の力を宿しており、雷鳴剣黄雷の雷の力を使って突進力に優れた突きを主体とした直線的な動きで敵を瞬時に斬る剣技で戦う。
- マスクのモチーフは、剣と雷のフレア。複眼の斬撃エフェクトは、円を描いた雷撃の形となっている。ボディのモチーフは、魔法のランプで、垂らしたマントは魔法の絨毯をイメージしている。ランプの取っ手と蓋をチェーンでつなげることで、高貴な衣装の装飾に見立てている。セイバーとブレイズと共通の基本的なフォーマットだが、ボディの左側が変化しており、雷をイメージした金の意匠を右半身に施している。
- 撮影用マスクとスーツは、アップ用・アクション用の2種類が制作された。マスクには、ゴールドのグラデーションとしてメタリックグリーンを配している。ゴーグルから延長したサークルでマスクの周囲を覆うものとなっている。セイバーとブレイズと同様に、レイヤーを重ねた連続性のディテールとなっているが、グラデーションをレイヤーごとに部位によってつけてエスパーダのベースカラーである白の色味を変えているなど、細かい塗装処理となっている。

ランプドヘッジホッグ
ランプドアランジーナワンダーライドブックとニードルヘッジホッグワンダーライドブックで変身するエスパーダの派生形態。
変身音声は「トゲ！トゲ！ランプドヘッジホッグ！黄雷二冊！キュキュッと擦ると現れたその魔神への願いとはチクチクの鎧だった！」。
ハリネズミの鋭さをボディ中央に追加させ、展開させた雷撃を加えた針と突進力で戦う。
ゴールデンアランジーナ
ランプドアランジーナワンダーライドブックとトライケルベロスワンダーライドブックとニードルヘッジホッグワンダーライドブックで変身するエスパーダのワンダーコンボ。
変身音声は「ランプの魔人が真の力を発揮する！ゴールデンアランジーナ！黄雷三冊！稲妻の剣が光り輝き雷鳴が轟く！」。
マントカテーナクローケで相手を捕らえる。
- マントに描かれている鎖のグラフィックは塗装処理によるもの。マントを右側にも付けることで、左側のマントと対になって左右対称のシルエットとなっており、左側にランプのチェーンが付いていることから、バランスをとるために右側にもチェーンの柄をあしらっている。ハリネズミの針を強調したトゲ・ニードルヘッジホッグマスクを額部分に入れることでライダーのような触覚を表現している。ケルベロスの意匠を右手のガントレットに配置している。電撃のビリビリ、ケルベロスの牙、ハリネズミの針、といった要素をトゲトゲしい形状で表現し、荒々しさを元来あった高貴さに加えている。

テレビシリーズ以外に登場する仮面ライダーエスパーダ
アラビアーナナイト
『仮面ライダーセイバー 深罪の三重奏』に登場。アラビアーナナイトワンダーライドブックで変身するエスパーダの強化形態。

スペック
| 名称                   | 身長     | 体重     | パンチ力 | キック力 | ジャンプ力 （ひと跳び） | 走力 （100 m） | 初登場 |
| ---------------------- | -------- | -------- | -------- | -------- | ----------------------- | -------------- | ------ |
| ランプドアランジーナ   | 217.0 cm | 98.3 kg  | 9.8 t    | 18.5 t   | 20.4 m                  | 4.6秒          | 第4章  |
| ランプドヘッジホッグ   | 217.0 cm | 106.6 kg | 12.8 t   | 24.7 t   | 23.2 m                  | 4.4秒          | 第6章  |
| ゴールデンアランジーナ | 217.0 cm | 120.0 kg | 18.8 t   | 34.6 t   | 33.6 m                  | 4.1秒          | 第10章 |

ツール
雷鳴剣黄雷（）
聖剣ソードライバーから抜刀した「聖なる雷を生み出して、生命に活力を与え、闇に潜む悪を射抜く」雷属性の聖剣。攻撃力を稲妻の力で増幅させ、激しい高圧電流を瞬間的に発することが可能で、刀身に纏わせることで強力な突きとともに大ダメージを敵に与える。
賢人が消滅した後はその魂が宿った。
第32章にて、マスターロゴスの命令を受けた玲花によって回収されるが、第35章での全知全能の書復活の儀式で飛羽真がルナを救出したことで闇黒剣月闇と共に賢人のもとに戻るも、賢人が闇黒剣月闇を手にしたことで所有者不在となったが、第38章で賢人が再び所有した。
- 剣士のエンブレムを鍔に配置し、刀身の発光色と鍔を変え、剣の雷エフェクトも直線的な形状で意匠化することで、別の聖剣にしている。

必殺技
トルエノ・デストローダ
雷鳴剣黄雷をドライバーに納刀した状態でトリガーを引き「黄雷抜刀！○○（固有音声）！」の音声と共に発動する必殺技。
ランプドアランジーナ
固有音声は「アランジーナ！一冊斬り！サンダー！」。雷鳴剣黄雷の刀身に電撃を纏い、目には見えない速さで居合い抜きの型からすれ違いざまに突進剣戟を放ち、落雷が上方から発生し、敵に追撃を与える。
トルエノ・ミル・ランザ
ランプドヘッジホッグ時の必殺技。雷鳴剣黄雷をドライバーに納刀した状態でトリガーを引き「黄雷抜刀！ヘッジホッグ！アランジーナ！二冊斬り！サ・サ・サンダー！」の音声と共に抜刀。雷鳴剣黄雷を掲げた後、大量の針が生えたランプドアランジーナを召喚し、精が無数の針を飛ばすと同時にジャンプし、空中にいる敵に居合斬りを放つ。また、落下に合わせて落雷と同時に縦斬りをするパターンもある。
トルエノ・デル・ソル
ゴールデンアランジーナ時の必殺技。雷鳴剣黄雷をドライバーに納刀した状態でトリガーを引き「黄雷抜刀！ケルベロス！ヘッジホッグ！アランジーナ！三冊斬り！サ・サ・サンダー！」の音声と共に抜刀。雷鳴剣黄雷の刀身に雷撃を纏わせ、敵を斬り付ける。
アランジーナ・ディアブロー
雷鳴剣黄雷をドライバーに納刀した状態でトリガーを2回引き発動時の固有音声と共に発動する必殺技。
ランプドアランジーナ
固有音声は「アランジーナ！一冊撃！サンダー！」。雷撃の力を足に集め、飛び蹴りで雷撃の力を敵に叩き込む。
オーロ・ボンバルデーロ
ゴールデンアランジーナ時の必殺技。雷鳴剣黄雷を納刀した状態でトリガーを2回引き「ケルベロス！ヘッジホッグ！アランジーナ！三冊撃！サ・サ・サ・サンダー！」の音声と共に右足に雷撃を纏ってから飛び蹴りを放つ。
アランジーナ・ワンダー
ランプドアランジーナワンダーライドブックをタップしてから、発動する必殺技。
ランプドアランジーナ
黄色い三日月形の斬撃を放つ。第10章では左肩のランプからランプドアランジーナを召喚して敵を感電させる。
ランプドヘッジホッグ
呼び出した魔法の絨毯に乗って飛行する。
ケルベロス・ワンダー
トライケルベロスワンダーライドブックを雷鳴剣黄雷に読み込ませて発動する。トライケルベロス型のエネルギー体を雷鳴剣黄雷から放つ。
トルエノ・デル・ヴィエント
ゴールデンアランジーナ時の特殊必殺技。トライケルベロス、ニードルヘッジホッグ、猿飛忍者伝のワンダーライドブックをドライバーに装填して発動する。疾風の力を雷に加え、超絶な速さで剣斬と共に敵を攻撃する。ロード・オブ・ワイズ クオンをこの技で倒した。
習得必殺技
ニードルヘッジホッグ習得一閃
針の生えた雷鳴剣黄雷で攻撃するほか、雷鳴剣黄雷から電撃を帯びた無数の針状のエネルギーを放射する。

### 仮面ライダーバスター
尾上亮が変身する本の剣士。土の力を用いる。
決め台詞は「問答無用！」。
- バスターのスーツアクターを務めた岡元次郎は、背中の甲羅の強さをイメージして、多少なりとも丸め亀のような体形にし、刀を鷲掴みにしたり、力強く刀を振るようにしていたという[157]。

形態
玄武神話（）
玄武神話ワンダーライドブックで変身するバスターの基本形態。
変身時の固有音声は「玄武神話！」。
強固な装甲ブシンゴウラに包まれた全身の各所には、パワーを増強する剛力発生器ゴーリキッコウを内蔵しており、並外れた怪力と防御力を活かした豪快な剣技で、敵に引導を渡す。
- 土のエレメント、というモチーフは子供に訴求力がないことから、連想ゲームのように「土→土木→建機」とイメージを転換していき、メカメカしいディテールを多用したデザインとなった。両手で大剣を振るうため、できるだけ肩周りのパーツはないほうがいいが、屈強な印象にするための肩幅が欲しかったため、大きく肩パーツの前方を開けることでできるだけ干渉を減らしている。重厚な装甲を付けていることを強調するため、各部に装着用のバンドを多用している。10人以上の剣士が出ることから、全体のカラーリングはシックにまとめている。玄武モチーフのため、胸や額に亀の頭、背中に甲羅を配置し、手足のトラス構造を六角形の甲羅に見立てている。マスクの大剣はセイバーたちは上に伸びていたが、上から叩き付けたような格好となっているため、横に伸びる形となっている。複眼の斬撃エフェクトは、地面に叩き下ろした大剣の両脇に舞い上がる土煙をイメージしている。
- 撮影用のスーツとマスクは、アップ・アクション兼用の1着が制作された。マスクの裏側の固定を従来の松葉ピンではなく、過去に重用されたパチン錠の金具が使用され、その隠し蓋を耳下の長方形の箱のディテールとしてデザインしている。

玄武ジャッ君
玄武神話ワンダーライドブックとジャッ君と土豆の木ワンダーライドブックで変身するバスターの派生形態。
変身時の固有音声は「ジャッ君と土豆の木！」。
ジャッ君と土豆の木の力をライドレフトに宿し、左腕ドマメノキアームのインタングルガントから伸ばしたツルで体を固定して遠心力とインタングルガントから弾丸のように発射する土豆で敵を攻撃する。
- 左腕のパーツは各ライダーと共通のパーツだが、蔦が大剣に絡んでいない。

玄武ブレーメン
玄武神話ワンダーライドブックとブレーメンのロックバンドワンダーライドブックで変身するバスターの派生形態。
変身時の固有音声は「ブレーメンのロックバンド！」。
戦意や戦闘力が左腕に宿ったブレーメンとロックバンドの奏でる四重奏によって向上しており、敵をリズムに乗って音撃パワーを漲らせた土豪剣激土で斬る。

スペック
| 名称           | 身長     | 体重     | パンチ力 | キック力 | ジャンプ力 （ひと跳び） | 走力 （100 m） | 初登場 |
| -------------- | -------- | -------- | -------- | -------- | ----------------------- | -------------- | ------ |
| 玄武神話       | 202.1 cm | 146.7 kg | 14.2 t   | 26.4 t   | 8.4 m                   | 8.2秒          | 第3章  |
| 玄武ジャッ君   | 202.1 cm | 150.7 kg | 15.4 t   | 29.7 t   | 9.1 m                   | 8.1秒          | 第4章  |
| 玄武ブレーメン | 202.1 cm | 151.2 kg | 16.6 t   | 28.2 t   | 13.8 m                  | 7.4秒          | 第14章 |

ツール
土豪剣激土（）
バスターが使用する他の聖剣に比べて格段に巨大で重量級の土の力を宿した聖剣。聖剣本体で変身機能を有しており、ワンダーライドブックをゲキドシェルフに装填してトリガーを引くことで「○○（ワンダーライドブック名）！一刀両断！ブッた斬れ！ドゴ！ドゴ！土豪剣激土！激土重版！絶対装甲の大剣が北方より大いなる一撃を叩き込む！」の音声と共にバスターへと変身する。また、ワンダーライドブックをシンガンリーダーに読み込ませることで「玄武神話！ドゴーン！会心の激土乱読撃！ドゴーン！」の音声と共に必殺技を発動することができる。
第32章にて、マスターロゴスの命令を受けた玲花によって回収されるが、第35章での目次録復活の儀式で飛羽真がルナを救出したことで無事手元に戻る。
『萬画 仮面ライダーバスター』に登場する亀巳川によれば、剣自体はかなりの重量があるらしく、ベテランの剣士でも扱いづらい聖剣とのことだが、第41章では尾上がクロスセイバーが召喚した分身との二刀流を難なく使いこなせている。
- 大きなプロップは取り回しがし辛いという点があったため、刀身をトラスフレーム状にして多くの大きな穴を作ることで、剣自体を軽量化しつつ全長を伸ばせるものとなった。当初は両刃の剣であったが、軸をグリップから剣先まで通せないと強度が弱くなり、脆すぎて撮影に耐えられず折れてしまうことから、現在のように片刃となった。
- 大剣の重厚感を出す演出を想定して、地面を引き擦っても切っ先のオレンジ部分の擦過による摩耗を防ぐために同色の保護テープを巻いている。背中の六角形のパーツを面ファスナーで換装することで剣を背中にベルクロで固定することが可能。

必殺技
大断断（）
玄武神話時の必殺技。玄武神話ワンダーライドブックをシンガンリーダーに読み込ませた後、敵を聖剣の内部で発動させた巨大な土豪剣激土のエネルギー体で粉砕する。攻撃範囲が広いが、場合によっては味方をも巻き込んでしまう。
ニードルヘッジホッグワンダーライドブック
玄武神話時の必殺技。ニードルヘッジホッグワンダーライドブックをシンガンリーダーに読み込ませた後、雷を帯びたドリル状の大断断を放つ。
ジャッ君と土豆の木ワンダーライドブック
玄武神話時の必殺技。ジャッ君と土豆の木ワンダーライドブックをシンガンリーダーに読み込ませた後、ツルで攻撃する。
土豆大断断（）
玄武ジャッ君時の必殺技。ジャッ君と土豆の木ワンダーライドブックをシンガンリーダーに読み込ませた後、土豆の木のツルで包んで、巨大な斬撃の衝撃波を飛ばして敵をなぎ倒すほか、大量の土豆を土豪剣激土から発射する。
玄武爆砕（）
玄武神話時の必殺技。玄武神話ワンダーライドブックをシンガンリーダーに読み込ませた後、敵に向かって重々しい飛び蹴りを放つ。
大旋断（）
玄武ジャッ君時の必殺技。玄武神話ワンダーライドブックをシンガンリーダーに読み込ませることで、ジャッ君と土豆の木の生命を操る力と、土豪剣激土の土の力が相互に作用し、マメノキアームでツルを対象物に張り、ピンと張ったツルを用いて敵に勢いよく切り込む。
ブレーメンのロックバンド激土乱読撃
玄武ブレーメン時の必殺技。数々の音符型エネルギーを土豪剣激土から敵に放つ。

### 仮面ライダー剣斬
緋道蓮が変身する本の戦士。風の力を用いる。
形態
猿飛忍者伝
猿飛忍者伝ワンダーライドブックで変身する剣斬の基本形態。
変身時の固有音声は「猿飛忍者伝！」。
やや小柄で、跳躍力と走力に優れ、敵を忍者のように極めて俊敏で身軽な身のこなしで翻弄し、各種形態に変形させた風双剣翠風を使い分けて短時間で忍者戦法を展開させて戦う。また、背中のマフラー状の整流器ブラストラッパーによって、体術に風の力を加えることで、さらなるスピードアップが可能となる。
- バスターとの差別化や忍者モチーフであることから、極力アーマー類を少なくした軽装備の忍者風のビジュアルとなった。これまで額の中央に聖剣があったが、飾りのように2本の剣を右側にずらして斜めに付けることで、少しキザな印象を狙っている。複眼のエフェクトも二刀流であるため、十字にすることで手裏剣にも見えるように処理されている。本作品に登場するライダーで唯一、額にO-シグナルがおごられている。ボディはパーツを肩などに付けないことで、スマートな印象にしており、全身に筆の手描きによるグラフィックを黄色で入れ、黄色と翠でストリートカジュアルのようなポップさと和風な印象を同時に狙っている。各所にある白いディテールはスラスターをイメージしており、風をここから出すことで姿勢を制御したり、加速するようなイメージで描かれている。マフラーは、動きに応じてなびく様で風を感じるようにつけたものである。
- 撮影用マスクはアップ・アクション兼用のものが1個制作された。可動域を確保するために、胸プロテクターのみ硬質ウレタン注型によるアーマーで、腕や脚のパーツは薄いウレタンシートで成形されている。

忍者ぶた3
猿飛忍者伝ワンダーライドブックとこぶた3兄弟ワンダーライドブックで変身する剣斬の派生形態。
変身時の固有音声は「こぶた3兄弟！」。
左腕ブタサンアームの藁、木、レンガの家を模した3種類の異なる性質に変化する防御シールドステッピッグワイズが武器で、盾が異なる3体に分身する。
- 藁、木、レンガの3種類のシールドを換装して装着する。

忍者ジャッ君
猿飛忍者伝ワンダーライドブックとジャッ君と土豆の木ワンダーライドブックで変身する剣斬の派生形態。
変身時の固有音声は「ジャッ君と土豆の木！」。
剣術に左腕に装備したドマメノキアーマーから伸縮するツルを織り交ぜて戦う。

スペック
| 名称         | 身長     | 体重    | パンチ力 | キック力 | ジャンプ力 （ひと跳び） | 走力 （100 m） | 初登場 |
| ------------ | -------- | ------- | -------- | -------- | ----------------------- | -------------- | ------ |
| 猿飛忍者伝   | 200.3 cm | 84.7 kg | 8.8 t    | 17.6 t   | 38.6 m                  | 3.7秒          | 第6章  |
| 忍者ぶた3    | 200.3 cm | 91.2 kg | 10.1 t   | 21.4 t   | 40.7 m                  | 3.4秒          | 第8章  |
| 忍者ジャッ君 | 200.3 cm | 89.5 kg | 9.6 t    | 19.9 t   | 38.8 m                  | 3.6秒          | 第14章 |

ツール
風双剣翠風（）
剣斬が使用する「聖なる風を生み出して、邪気を払い、清浄なる息吹を運ぶ」と言われている風の聖剣。ワンダーライドブックを一刀流モードの状態でハヤテシェルフにセットして「○○（ワンダーライドブック名）！双刀分断！壱の手、手裏剣！弐の手、二刀流、風双剣翠風！翠風の巻、甲賀風遁の双剣が神速の忍術で敵を討つ！」の音声と共に剣を分離させることで二刀流モードとなり、剣斬に変身する。また、剣を交差させることで手裏剣モードとなる。さらに、ワンダーライドブックをシンガンリーダーに読み込ませることで「○○（ワンダーライドブック名）！ニンニン！翠風速読撃！ニンニン！」の音声と共に必殺技の疾風剣舞を発動することが出来る。
ハヤテシェルフがある表（）とエンブレムが刻まれた裏（）の2本で構成されている特性上、どちらかがカリバーの封印能力で封印されても、片方が機能している限り変身や聖剣としての能力に支障が出ない。
- 手裏剣モードに変形した際に、手裏剣に見えるように、柄を剣先と同様の形状にしたり、鍔部分を円弧の形状にしている。ライダー文字も漢字のように見えるようにしている。
- アップ用の分離ギミックが付いた刀と手裏剣の2種、アクション用が各モードで3種制作された。

必殺技
疾風剣舞（）
剣斬が使用する聖剣を用いた必殺技。使用する形態と風双剣翠風のモードによって技名が変わる。
疾風剣舞 回転（）
猿飛忍者伝時の手裏剣モードでの必殺技。
猿飛忍者伝
刀身に風のエネルギーを纏わせ、4振りの風双剣翠風の分身を飛ばす。さらに、剣斬自身も高速回転しながら突進し、敵を切り刻む。
こぶた3兄弟
風双剣翠風のトリガーをスラッシュの弾丸が押したことで敵の虚を突いた。
疾風剣舞 一連（）
猿飛忍者伝時の一刀流モードでの必殺技。
こぶた3兄弟
呼び出した3匹のこぶたがレンガの壁を作り、高速で移動して壁の裏側に隠れ、敵の隙を見せた際に背後から奇襲をかけて斬る。
猿飛忍者伝
風を纏った斬撃を放つ。
トライケルベロス
雷を帯びたケルベロスのエネルギー体を召喚して敵に襲い掛かる。
疾風剣舞 二連（）
猿飛忍者伝時の二刀流モードでの必殺技。
猿飛忍者伝
風を身に纏ってから敵の周りを旋回しながら連続攻撃を叩き込んで弱らせた後、二刀流から放つ斬撃で十字に敵を切り裂く。
疾風剣舞 雷二連（）
ランプドアランジーナワンダーライドブックをシンガンリーダーに読み込ませた後、風双剣翠風に雷撃の力を加え、敵を攻撃する。
疾風剣舞 一豚（）
忍者ぶた3時の一刀流モードでの必殺技。
こぶた3兄弟
3分身して敵を3方向に囲んだ後、剣技と蹴り技の連続攻撃を叩き込む。
疾風剣舞 二豚（）
忍者ぶた3時の必殺技。劇中未使用。
疾風剣舞 三豚（）
忍者ぶた3時の手裏剣モードでの必殺技。
こぶた3兄弟
3分身して敵を囲み、手裏剣モードの風双剣翠風をそれぞれ投げつける。
疾風剣舞 来豚（）
忍者ぶた3時の必殺技。劇中未使用。
翠風速読撃
忍者ジャッ君時の二刀流モードでの必殺技。
猿飛忍者伝翠風速読撃
猿飛忍者伝ワンダーライドブックをシンガンリーダーに読み込ませた後、空中からの素早いキックを敵に放つ。
ジャッ君と土豆の木翠風速読撃
ジャッ君と土豆の木ワンダーライドブックをシンガンリーダーに読み込ませた後、ツルを伴った緑の竜巻を発生させ、敵を攻撃する。
カラミティ・ストライク
デザストアルターライドブックを無銘剣虚無に読み込ませた後、デザストのグラッジデントを無数に出現させて次々と抜き、連続攻撃を敵に仕掛ける。

### 仮面ライダースラッシュ
大秦寺哲雄が変身する本の戦士。音の力を用いる。
- モチーフはガンズ・アンド・ローゼスのギタリストであるスラッシュ[53]。
- 変身ポーズは。聴覚で戦うことから、座頭市の抜刀をイメージしており、斬撃が複眼エフェクトとライダークレストになることから、袈裟から逆袈裟にすることでマズルフラッシュとなっている[53]。
- 変身後のガンアクションの声の出し方は同じ銃を使うことから『仮面ライダー電王』のリュウタロスの声を担当した鈴村健一の声の演技を研究している[163]。

形態
ヘンゼルナッツとグレーテル
ヘンゼルナッツとグレーテルワンダーライドブックで変身するスラッシュの基本形態。
変身時の固有音声は「ヘンゼルナッツとグレーテル！」。
音の力を利用して、剣術以外の格闘技や銃撃戦も駆使したトリッキーな戦法を得意とする。
- モチーフは音属性のため、音波を発射するようなイメージから、銃となり、マスクは斜め上に銃モードの聖剣がそそり立つ形でリーゼントのように付けている。爆発風や銃撃のエフェクトをパーティーサングラスのような複眼のエフェクトにして派手さやフィーバー感を出している。ボディはお菓子の家をモチーフとしており、屋根が胸、窓が腹筋となっている。音波のイメージを音符を意匠化させて屋根の白いラインに重ねている。手首と足首にはドーナツ、肩プロテクターにはクッキーを配置し、詰め襟に配置したマカロンは缶バッジをイメージしており、少しポップな感じを狙っている。インテリな印象を狙うために、首周りのパーツを高くして口元を詰め襟で隠している。
- 撮影用スーツは、アップ・アクション兼用の1着が制作された。モチーフはお菓子の家。

ヘンゼルブレーメン
ヘンゼルナッツとグレーテルワンダーライドブックとブレーメンのロックバンドワンダーライドブックで変身するスラッシュの派生形態。
変身時の固有音声は「ブレーメンのロックバンド！」。
左腕ギグアームの機能によって、戦意が高揚してテンションが高くなり、大音量を全身から轟かせながら敵と戦う。
- 戦闘中のセリフは岡のアドリブが多いといい、ロックバンドのライブ映像を研究してセリフや掛け声を台本に書き込んでいるという。
- スラッシュのスーツアクターを務める森は、捻りやワイヤーアクションを入れて、動きでテンションの違いを表現している。
- 左腕のパーツを換装することで制作している。

ヘンゼルぶた3
ヘンゼルナッツとグレーテルワンダーライドブックとこぶた3兄弟ワンダーライドブックで変身するスラッシュの派生形態。
変身時の固有音声は「こぶた3兄弟！」。
攻撃をステッピッグワイズで防ぎ、銃撃を行い、敵を3体に分身して惑わせる。

スペック
| 名称                       | 身長     | 体重     | パンチ力 | キック力 | ジャンプ力 （ひと跳び） | 走力 （100 m） | 初登場 |
| -------------------------- | -------- | -------- | -------- | -------- | ----------------------- | -------------- | ------ |
| ヘンゼルナッツとグレーテル | 201.2 cm | 107.7 kg | 10.7 t   | 20.6 t   | 15.9 m                  | 5.1秒          | 第9章  |
| ヘンゼルブレーメン         | 201.2 cm | 113.5 kg | 13.5 t   | 23.4 t   | 21.8 m                  | 4.2秒          | 第9章  |
| ヘンゼルぶた3              | 201.2 cm | 115.0 kg | 11.6 t   | 23.2 t   | 17.5 m                  | 4.9秒          | 第14章 |
ツール
音銃剣錫音（）
スラッシュが使用する「聖なる音を生み出して、心正しき者を鼓舞し、邪悪な存在を鎮撫する」と言われている音の聖剣。剣型の剣盤モードと銃型の銃奏モードの2モードに変化する。ワンダーライドブックをスズネシェルフにセットしてトリガーを引くことで変身し、「○○（ワンダーライドブック名）！銃剣撃弾！○○（モードごとの変身時の固有音声）！錫音楽章！甘い魅惑の銃剣がおかしなリズムでビートを斬り刻む！」を変身時の共通音声とし、剣盤モードなら「銃でGOGO！否！剣で行くぞ！音銃剣錫音！」、銃奏モードなら「剣でいくぜ！ノーノー！銃でGOGO！BANGBANG！音銃剣錫音！」とモードによって変身音声が異なる。バレル部ワオンイコライザーで、音の弾丸錫音弾を複製して発射し、対象が発する固有振動数を相殺する。また、ワンダーライドブックをシンガンリーダーに読み込ませることで「○○！イェイ！錫音音読撃！イェイ！」の音声と共に必殺技を発動する。
第26章にて、カリバーの封印能力により能力を封印されてしまい、第32章にて、マスターロゴスの命令を受けた玲花によって回収されるが、第35章での闇黒剣月闇が賢人の手元を離れたことで封印が解かれ、マスターロゴスによる目次録復活の儀式が失敗したことで封印が解かれた状態で無事手元に戻る。
- 剣盤モードの刀身が1アクションで開き、グラフィックと銃口が現れるギミックとなっている。ディテールとして楽譜の五線譜の線やスピーカーなどを多用している。剣盤モードでは刀身に2つあるスピーカーのディテールが、銃奏モードにすることで真ん中で分断され、中から出てきたグラフィックと合わさることで音波の意匠となっている。イコライザーのようなグラフィックを中央に入れている。音の剣ではあるが、クラシック音楽のイメージではなく、ロックなどのビート感溢れたコンセプトでデザインされた。
- アップ用プロップは実際に変形が可能。

必殺技
スナック・音・ザ・チョッパー
ヘンゼルナッツとグレーテル時の剣盤モードでの必殺技。ヘンゼルナッツとグレーテルワンダーライドブックをシンガンリーダーに読み込ませた後、音銃剣錫音に虹色のお菓子のような音のエネルギーを放出して纏わせ、強烈な斬撃を繰り出す。
ビート・ロリポッパー
ヘンゼルナッツとグレーテル時の銃奏モードでの必殺技。ヘンゼルナッツとグレーテルワンダーライドブックをシンガンリーダーに読み込ませた後、音銃剣錫音にエネルギーを最大限に充填し、マゼンタ色のエネルギーを発射する。初使用時はスナック・音・ザ・チョッパーとの併用でかつクロスセイバーが召喚した分身から発射する形で使用した。
ガンズ・アンド・ミュージック
ヘンゼルブレーメン時の銃奏モードでの必殺技。ブレーメンとロックバンドワンダーライドブックをシンガンリーダーに読み込ませた後、追尾能力を持つ青い光弾を敵に向けて放つ。味方に対しては左肩のスピーカーで増幅した七色の音波を発射して音の力で邪気を払い、敵の呪縛を解いた。
アイアン・シャウト
ヘンゼルブレーメン時の剣盤モードでの必殺技。ブレーメンとロックバンドワンダーライドブックをシンガンリーダーに読み込ませた後、虹色の音符型エネルギーを刃にまとわせ、敵を切り刻む。
錫音音読撃
ヘンゼルナッツとグレーテル錫音音読撃
ヘンゼルナッツとグレーテル時の剣盤モードでの必殺技。ヘンゼルナッツとグレーテルワンダーライドブックをシンガンリーダーに読み込ませた後、飛び蹴りを放つ。
こぶた3兄弟錫音音読撃
ヘンゼルぶた3時の剣盤モードでの必殺技。こぶた3兄弟ワンダーライドブックをシンガンリーダーに読み込ませた後、3分身にして敵に攻撃する。また、レンガ型のエネルギーを発射する技もある。

### 仮面ライダーカリバー
ソードオブロゴスを裏切った闇の剣士。15年前は富加宮隼人、第15章までは上條大地がそれぞれ変身する。第24章からは変身者不明の状態で復活し、第25章で変身者が富加宮賢人であることが判明し、第38章まで賢人の戦力となった。賢人がエスパーダとして復帰した後の第45章と『ビヨンド・ジェネレーションズ』、『マジェード withガールズリミックス』ではソフィアが変身した。
- 当初から悪い剣士の構想はあり、ダークセイバーのような悪のライダーを出すこととなった[35]。

形態
ジャアクドラゴン
ジャアクドラゴンワンダーライドブックで変身するカリバーの基本形態。
変身音声は「闇黒剣月闇！Get go under conquer than get keen！（月光！暗黒！斬撃！）ジャアクドラゴン！月闇翻訳！光を奪いし漆黒の剣が、冷酷無情に暗黒竜を支配する！」。
右半身に凶悪な闇のドラゴンの力を宿している。他の剣士を圧倒する剣技で戦う。
- 当初から強化することは決まっていたため、ジャオウドラゴンと同時にデザインされている。デザインコンセプトは、拘束具で武装されたライダーが、強化することで外装が外れて凶悪な力のライダーが中から出てくるというもので、ビスで上半身のシルバーのアーマーを取り付けているようなビジュアルとなっている。マスクは西洋騎士の甲冑をイメージして、バイザーで複眼を封印しており、他のライダーのように斬撃をモチーフとした目はない。ボディはセイバーを意識しており、セイバーのライバル感を強調するために、ドラゴンを右肩、ローブを右腰に付けている。さらに一枚格上の印象を狙って、ゴールドを多用して派手さを出している。
- 撮影用スーツは、アップ・アクション兼用の1着が制作された。過去の戦いを思い起こさせるように刀剣の傷が胸に設けられている。
- ソフィアが変身するカリバーのスーツアクターを務める宮澤雪は、着物を着た女性が優雅に剣戟する感じをイメージし、逆手で剣を持っている。

ジャオウドラゴン
ジャオウドラゴンワンダーライドブックで変身するカリバーの強化形態。キーカラーは金。
変身音声は「ジャオウドラゴン！ジャオウリード！闇黒剣月闇！Jump out the book, open it and burst. The fear of the darkness! You make right a just, no matter dark joke. Fury in the dark! ジャオウドラゴン！誰も逃れられない…」。
神獣ジャオウドラゴンや両肩の4匹のドラゴンの召喚能力や、闇のオーラを発したジャオウマントによる飛翔能力を持ち、他の剣士たちを圧倒する。
- 肩から胸にかけて、飛び出す絵本が開いたイメージでデザインされ、真ん中の大きな一匹のドラゴンがマスク、4匹のドラゴンが肩と胸の装飾になっている。マスクのドラゴンの開いた口から出たブレスを複眼エフェクトに見立てている。魔王のような印象にするために、ボディにはローブの代わりにマントを付けている。
- 撮影用スーツはジャアクドラゴンのベーススーツにマスク、腕、上半身プロテクター、マントを換装して表現されている。ジャオウドラゴンワンダーライドブック同様、キーカラーの金色が強調されている。

スペック
| 名称                         | 身長     | 体重     | パンチ力 | キック力 | ジャンプ力 （ひと跳び） | 走力 （100 m） | 初登場 |
| ---------------------------- | -------- | -------- | -------- | -------- | ----------------------- | -------------- | ------ |
| ジャアクドラゴン             | 217.6 cm | 121.3 kg | 17.1 t   | 29.4 t   | 29.5 m                  | 3.9秒          | 第1章  |
| ジャアクドラゴン（ソフィア） | 211.3 cm | 96.5 kg  | 14.2 t   | 24.4 t   | 32.4 m                  | 3.7秒          | 第45章 |
| ジャオウドラゴン             | 217.6 cm | 133.6 kg | 26.1 t   | 47.8 t   | 46.7 m                  | 2.9秒          | 第11章 |
ツール
闇黒剣月闇（）
カリバーが使用する「禍々しい暗闇を生み出して、全てを静寂へといざなう」闇属性の邪剣。悪のドラゴンの闇の力によって、大きく破壊力を上げる。空間を切り裂いて、闇の空間を利用して姿をくらますことも可能。炎属性の聖剣の力に対する耐性がかなり大きい。ワンダーライドブックを刀身のジャガンリーダーにリードさせることで必殺技を発動させる。タッセルが現実世界の剣士たちを助けるためにワンダーワールドの力で最初に作った2本の聖剣のうちの一本だったが、邪剣へと変貌した。カリバーの頭部を模したエンブレムとなっているが、火炎剣烈火と同様の柄の飾りとなっている。
1,000年前に起きたソードオブロゴスの剣士たちとメギドの戦いの最中に誕生した始まりの聖剣のうちの一振りである光剛剣最光と対になる闇の聖剣で、他の聖剣が悪用されないよう封印する役割があった。そのため、他の聖剣の技を吸い込んで無効化することも可能。また、光剛剣最光を悪用されるのを防ぐために所持者にこれから起こりうる様々な可能性の未来の出来事を見せる力もあり、隼人や賢人が豹変する要因となっている。
第35章でファルシオンの攻撃を受け手放してしまうが、目次録復活の儀式で飛羽真がルナを救出したことで雷鳴剣黄雷と共に賢人の手元に戻るが、引き続き賢人が所有することとなった。その後、賢人がエスパーダに再び変身したことで、ユーリに譲渡され、第44章でワンダーワールド消滅の影響を抑えるためにソフィアに渡され、カリバーの変身に用いられる。
- ギザギザの刀身にすることで、禍々しいイメージを出しており、鍔部分はジャアクドラゴンのマスクを踏襲している。

邪剣カリバードライバー
カリバーが使用する変身ベルト。
ベルト中央のスロットに闇黒剣月闇でリードしたワンダーライドブックを装填し、バックルのスイッチを闇黒剣月闇の柄で押すことでページが展開し、闇黒剣月闇を胸の前で構えることで、闇黒剣月闇に読み込んだ本の力を伝えて変身する。
ジャオウドラゴンワンダーライドブック
ジャオウドラゴンに変身するためのワンダーライドブック。ストリウスによって3冊のアルターライドブックと3冊のワンダーライドブックの力を掛け合わせて創造された。
- モチーフは飛び出す絵本で、変身ページでは5匹のドラゴンが飛び出し、飛び出す絵本を紙ではなく造形物で表現している。

必殺技
月闇必殺撃
「必殺リード！月闇必殺撃！」の音声と共にワンダーライドブックを数回リードすることで発動する必殺技。
ジャアクドラゴン月闇必殺撃（ジャアクドラゴン）
2枚のエネルギー状の斬撃を飛ばす。習得三閃では最大限の力を発揮し、巨大なエネルギー刃を敵に飛ばす技となる。
西遊ジャーニー月闇必殺撃（ジャアクドラゴン）
刀身から赤い棒を伸ばして敵を攻撃する。
天空のペガサス月闇必殺撃（ジャアクドラゴン）
刀身に青いエネルギーの羽根を纏わせ、斬撃として放つ。
ジャオウドラゴン月闇必殺撃（ジャオウドラゴン）
両肩の4匹の黄金のドラゴンを呼び出し敵に突進する。居合抜きの要領で闇黒剣月闇を抜き、刀身を纏った闇を神獣ジャオウドラゴンのエネルギーとして放つことで5匹の神獣ジャオウドラゴンで敵を飛ばすことも可能。
ジャオウ必殺撃
ワンダーライドブックを閉じてから「ジャオウ必殺読破！ジャオウ必殺撃！」の音声と共にバックルのスイッチを押すことで発動するジャオウドラゴンの必殺技。全身に闇を纏ってから、5匹の神獣ジャオウドラゴンを召喚し敵を攻撃するほか、第15章ではライダーキックとして使用した。また、カリバーとなった賢人が聖剣を封印する際に使用するが、剣斬の風双剣翠風のように分割可能な聖剣の場合は片割れの1本を封印しただけでは完全に封じることができない場合がある。封印そのものは所有者が手放すことで解除される。
月闇居合読後一閃
必冊ホルダーに納刀してからトリガーを引き、居合抜きの要領で抜刀することで発動する居合技。
ジャアクドラゴン
巨大な紫色の闇の斬撃を飛ばす。

### 仮面ライダー最光
ユーリが変身する光の剣士。
決め台詞は「光あれ！」。
- 当初から賢人の退場は構想しており、一度退場した後、新たなライダーに新しい剣でなる予定で考えられており、「剣そのものが剣士」という光の剣というものであったが、変身したら剣になるというのは、普通の人間ではないことから、1,000年前に失われた剣で、過去から存在した剣士という、全く新しいキャラクターとなった[76][20]。

形態
金の武器 銀の武器
金の武器 銀の武器ワンダーライドブックで変身する基本形態。
変身音声は「最光発光！Who is the shining sword?最光一章！金銀の力を得た輝く剣、最光！」。
光剛剣最光そのものが自らの意思を持つ仮面ライダーである。単独で飛行や戦闘が可能で、聖と邪を分かつ力を持っているため、メギド化した人間を元に戻すことが可能。
- 同じ剣でも全く異なるコンセプトとなるように「剣そのものがライダー」というコンセプトとなった。立ち姿は棒立ちであると格好悪くなるため、前後に足を揃えて右足を正面に向け、左足を45度くらいに開いた姿を造形で表現している。通常の刀身に加えて刃を持ち手部分にも付け、金と銀2本の剣としている。光の剣士であることから光輝く光のイメージの顔だが、ライダーであることを伝えるために複眼を他の剣士よりもライダーっぽく誇張しており、他の剣士ライダーと同様に剣を額部分から伸ばしている。
- アップ用プロップは実際に柄のボタンを押下することで装填したワンダーライドブックが展開する。
- 最光のスーツアクターを務める荒川が実際に持って動かしている。

最光シャドー
最光 金の武器 銀の武器の放射した強い光によって生じた影が起き上がるように実体化した影の剣士。
召喚音声は「SAIKOU SHADOW Who is this?最光二章！光から生まれし影！シャドー！」。
最光の剣術が強化され、伸縮自在で、影であるシャドーが攻撃されても全く敵の攻撃に対してダメージを受けず、意識は手に持つ最光にあるため、最光はダメージを受けない。
- デザインは、エックスソードマンと同時に進められ、形状もそれをベースとしている。合成やCGで剣が飛んでいるわけにもいかないため、人の形をした影が立ち上がって剣を持つ、というコンセプトでデザインされた。あくまでも影としておとなしい印象になるようにするため、光を表現するトゲトゲの派手な突起は外しており、マスクも最光の顔を元にしているが、尖った部分を外してまとめている。胸と両肩にある直線のパーツは、剣から生まれた影であることを表現するため、そのまま光剛剣最光のヒンジを転写したものである。
- 実在するスーツとグリーンバックを用いて撮影を行い、CG合成によってエフェクトがかかった半透明な姿になるようにしている。

エックスソードマン
金の武器 銀の武器ワンダーライドブックとエックスソードマンワンダーライドブックで変身する強化形態にして最光が剣士としての実体を取り戻した姿。
変身音声は「最光発光！Get all Colors!エックスソードマン！エピソード1 フルカラーで参上！ババババーン！」。
最光シャドーを遥かに上回る身体能力を持つ。最光が最光シャドーと融合して実体を持っているため、ダメージを受けると痛みを伴う。直接変身も可能であるが、その際、一度基本形態に移行してから、最光シャドーの召喚と同時に多様性装甲フルカラーアーマーを装着する演出がなされた。
- 当初、本で変身するというコンセプトとして決まった際に、モチーフの候補として「コミック」も挙がっていたが、イメージする世界観と乖離していたことから見送られていたが、1クールが終わり、世界観がある程度見せた後の変わり種として、作品全体をポップな印象にするためにコミックをモチーフにすることとなった。
- コンセプトは、シャドーのボディに最光が乗り移って強化するというもので、素体を最光シャドーにし、アーマーの黒い縁をコミックのコマ割りの黒い縁に見立てている。素体の色に黒い縁が溶け込まないように、最光シャドーのアンダースーツをあらかじめガンメタにして一段明るくしている。後述の2形態へのフォームチェンジは、手足に胸のクロスが移動すると刃になるようにデザインされている。
- 最光シャドーのベーススーツにエックスソードマンのパーツを装着している。

エックスソードマンパワフル
エックスソードマンワンダーライドブックのパワフルページを開いて変身するエックスソードマンの強化形態。
変身音声は「移動最光！腕最高！FullColor goes to arm!エピソード2 カラフルソードでズバズバーン！」。
ユーリの意識とフルカラーアーマーを最光シャドーの左腕に移動させて圧倒的な力を持つ大剣パワフルエックスソードに再構成する。光剛剣最光とパワフルエックスソードの二刀流で戦う。
エックスソードマンワンダフル
エックスソードマンワンダーライドブックのワンダフルページを開いて変身するエックスソードマンの強化形態。
変身音声は「移動最光！脚最高！FullColor goes to leg!エピソード3 カラフルキックでドカドカーン！」。
ユーリの意識とフルカラーアーマーを最光シャドーの右足に移動させて大剣ワンダフルエックスソードに再構成する。一気に全エネルギーを放出する超強力な蹴撃に剣技を乗せることで、凄まじい破壊力を発揮する。

スペック
| 名称              | 身長     | 体重    | 突 / 斬衝撃値 | 最高時速             | 初登場 |
| ----------------- | -------- | ------- | ------------- | -------------------- | ------ |
| 金の武器 銀の武器 | 121.0 cm | 23.2 kg | 50.3 t        | 約30万 km （亜光速） | 第16章 |
| 名称                         | 身長     | 体重     | パンチ力 | キック力 | ジャンプ力 （ひと跳び） | 走力 （100 m） | 初登場 |
| ---------------------------- | -------- | -------- | -------- | -------- | ----------------------- | -------------- | ------ |
| 最光シャドー                 | 195.3 cm | 51.3 kg  | 9.5 t    | 18.8 t   | 19.5 m                  | 4.4秒          | 第17章 |
| エックスソードマン           | 212.3 cm | 110.3 kg | 32.4 t   | 63.4 t   | 71.1 m                  | 2.0秒          | 第21章 |
| エックスソードマンパワフル   | 212.3 cm | 110.3 kg | 44.4 t   | 63.4 t   | 71.1 m                  | 2.0秒          | 第21章 |
| エックスソードマンワンダフル | 212.3 cm | 110.3 kg | 32.4 t   | 81.3 t   | 71.1 m                  | 2.0秒          | 第22章 |

ツール
光剛剣最光（）
最光が使用する光の聖剣。金の武器 銀の武器時には、最光そのものとなり、エックスソードマン時には武器となる。
聖剣サイコウドライバー
最光が使用する変身ベルト。光剛剣最光のサイコウシェルフに金の武器 銀の武器ワンダーライドブックをセットし、光剛剣最光を引き抜くことでユーリを取り込んで最光に変身する。
変身するとサイコウドライバーバックルが一度消滅するが、最光シャドーの召喚時にバックルが再構築される。邪剣カリバードライバーと同形状のため、エックスソードマンへの変身時や必殺技発動時には光剛剣最光のグリップエンドでバックル上部のボタンを押すことで発動できる。
エックスソードマンワンダーライドブック
エックスソードマンの変身に用いられるワンダーライドブック。ユーリがコミック「ソードXマン」から着想を得て、聖剣サイコウドライバーにワンダーワールド物語 光剛剣最光ワンダーライドブックを収めることで生成した。
- モチーフはコミック。コマ割りやふきだしをはみ出させることで、通常のワンダーライドブックに比べて派手なアウトラインにしている。剣でバックル上部を叩くとヒーローが剣からワンダーライドブックに移る、という設定のため、変身ページはヒーローが剣を構えながら着地する姿が描かれている。

必殺技
光あれ！
最光の必殺技。
金の武器 銀の武器
敵を聖なる光を放ちながら切り裂き、邪を払う。
最光シャドー
高速で回転し、敵に黒い竜巻のようになって襲い掛かる。
エックスソードマン
敵の目を聖なる光を放って眩ませる。ソフィアが変身したカリバーとの連携時には、聖なる光で大量のシミーを全滅させた。
エックスソードマンパワフル
聖なる光を放ちながら敵に突撃し、メギドから人間を分離させる。
エックスソードブレイク！
エックスソードマン時の必殺技。ワンダーライドブックを一度閉じてからストーリーページを開き「フィニッシュリーディング！サイコー○○（使用形態の名称）！」の音声と共に光剛剣最光でバックル上部のボタンを数回押すことで発動する。エックスソードマンの形態によって技が変わる。
エックスソードマン
固有音声は「サイコーカラフル！」。光剛剣最光でバックルのボタンを1回押した後、コミックスのような空間で体を回転しながら敵に突進し、X字の斬撃を繰り出す。
エックスソードマンパワフル
固有音声は「サイコーパワフル！」。光剛剣最光でバックルのボタンを2回押した後、「光あれ。」の口上と共にパワフルエックスソードと光剛剣最光の二刀流で敵をX字に斬り裂く。
エックスソードマンワンダフル
固有音声は「サイコーワンダフル！」。光剛剣最光でバックルのボタンを3回押した後、全エネルギーを右足のワンダフルエックスソードに集中させ、回し蹴りの要領で敵に斬撃を叩き込む。

### 仮面ライダーサーベラ
神代玲花が変身する煙の剣士。
決め台詞は「ひれ伏しなさい」。
- 名前の由来はオランダ語で刀剣を意味するサーベルから[174]。
- サーベラのスーツアクターを務める宮澤雪は、中国武術のようにクルクルと剣を回しながら戦うと聞いていたため、蜂須賀昭二に教わり、要所要所で中国武術の剣の使い方が役に立ったという[168]。

形態
昆虫大百科（）
第25章より登場。昆虫大百科ワンダーライドブックで変身するサーベラの基本形態。イメージカラーはボルドーとブラスに近い鈍いゴールド。
変身音声は「狼煙開戦（）！FLYING SMOG！ STING STEAM! 昆虫CHU大百科！ 揺蕩（）う切っ先！」。
蝶の羽を展開させて驚異的な跳躍力で相手を翻弄する戦法を使い、自らの肉体を聖剣の力で煙のように微粒子化させることで物理的な攻撃を無効化し、敵の攻撃を受け流す。
- 動物モチーフのライダーがブレイズしかいなかったため、デュランダルとともに動物モチーフとなった。他のライダーが強化していることから、単体の動物ではなく、甲虫全体の力を内包した動物図鑑「昆虫大百科」となった。
- マスクは斜め横に聖剣を向け、クールな印象を狙うために突きの様子を女性の前髪に見立てている。複眼付近は、突き出した剣の周辺にスクリュー状に発生した煙をヴェネチアンマスクのように見立てている。耳や口元の辺りは虫の牙をイメージしているが、耳飾りや毛先のようにも見えるデザインとなっている。
- オーダーでは虫と煙をモチーフとした女性ライダーであったが、全身を煙のモワモワとした意匠で構成するのは訴求力が出ないと思ったため、煙から蒸気に発想を転換し、スチームパンクがモチーフとなった。各所に昆虫の羽根や脚を抽象化して、それをパイプや金細工などに見立てたスチームパンク風の意匠のディテールを多用している。しなやかな細身の印象にするため、腕や脚部にほとんどアーマーを付けず、肩アーマーも肩幅の狭さを見せるために付けていないが、精悍な印象を狙うために二の腕にオフショルダーのような意匠の装飾を付けている。腰回りにはアンティークと虫の羽をイメージしたパーツでスカートのような雰囲気を出している。首の後ろにはゼンマイネジに見立てた蝶板は、リボンのようにも見えるようになっている。スーツやグローブの一部を白くすることで気品さを出している。
- スーツはアップ・アクション兼用の1着が制作された。

ツール
煙叡剣狼煙（）
サーベラが使用する細身の煙の聖剣。継承者が長い間不在であったが、マスターロゴスを代々守ってきた神代一族の玲花が剣に選ばれて継承者となった。変身時には玲花の手の動きに合わせて煙の中から出現する。昆虫大百科ワンダーライドブックを中央のノロシシェルフにセットして抜刀することで仮面ライダーサーベラに変身する。
剣から放つ煙によって、変身するほか、勢い良く投げつけて攻撃するほか、敵を目くらましさせたり、煙に包んだものを煙に乗せて運び去ることも可能。
- デザインイメージは、レイピアのような細い刀身の剣で、スチームパンク風のディテールを多用して描いている。パイプの意匠を鍔から剣先に向かって入れ、その先から出る揺らめく煙を刃に見立てている。柄と鍔からそれぞれ出た蒸気がエンブレム周辺でぶつかってグリップガードを形作っている。

昆虫大百科ワンダーライドブック
昆虫大百科の変身に用いられるワンダーライドブック。玲花は変身時に吐息をワンダーライドブックに吹きかけて開く。
- フレームの形状は剣との親和性を重視して他のワンダーライドブックとは変えている。グラフィックを含めて、アンティーク調のディテールを入れ、表紙の背景はアンティークの木目を撮った写真となっている。

必殺技
煙叡剣狼煙のグリップのスイッチデフュージョンプッシュを押して煙をチャージすることで発動する。セイバーたちのように必殺技名がつけられているが、彼らとは異なり技名を言わない。
インセクトショット
「狼煙毒虫！インセクトショット！」の音声と共にデフュージョンプッシュを1回押した後、体を煙に変えて素早く敵の死角に回ると同時に衝撃波を纏った飛び蹴りを放つ。また、斬撃を放つ型もある。
煙幕幻想撃
「狼煙毒虫！煙幕幻想撃！」の音声と共にデフュージョンプッシュを2回押した後、背中に蝶の羽根を展開させ、赤い煙の斬撃を上空から放つ。また、聖なる煙を利用して分身したり、敵を拘束する型もある。
昆虫煙舞一閃（昆虫黙々斬り）
「超狼煙毒虫！昆虫煙舞一閃！」の音声と共にデフュージョンプッシュを押しながらトリガーを引いた後、縄状の聖なる煙で敵を捕縛してから、背中から展開した無数の鋭い蜘蛛の脚で一気に貫く。

### 仮面ライダーデュランダル
神代凌牙が変身する時の剣士。
決め台詞は「粛正する」。
- 名前の由来は中世フランスの叙情詩『ローランの歌』に登場する同名の聖剣[83]。
- 変身ポーズはアクション監督の渡辺からサーベラ同様、サラッとしたものが提案されたが、庄野崎が考案したものが採用された[55]。

形態
オーシャンヒストリー
第29章より登場。オーシャンヒストリーワンダーライドブックで変身するデュランダルの基本形態。キーカラーはターコイズブルーとマットブラック。
変身音声は「界時逆回！時は時は時は時は時は時は！我なり！ オーシャンヒストリー！オーシャンバッシャーン！」。
敵を瞬間移動のような奇襲戦法で翻弄するが、それは聖剣の力の一部に過ぎず、ユーリさえも真の能力を知らず、謎に包まれている。
- 動物モチーフのライダーがブレイズしかいなかったため、サーベラとともに動物モチーフとなった。他のライダーが強化していることから、単体の動物ではなく、海洋生物全体の力を内包した動物図鑑「オーシャンヒストリー」となった。
- 海洋生物と時間がモチーフであることから、それらのイメージを散りばめたダークライダーのような雰囲気でまとめている。サメのえらやヒレなどのディテールに、ポセイドンが所持しているトライデントがモチーフに取り入れられている。全身のマットブラックの部分は潜水用のウェットスーツのイメージと、シャチなどの海洋生物の表皮のイメージを組み合わせている。ターコイズブルーのサークル状のラインは、『潜水艦のソナー』『水面の波紋』『時空イメージ』の3つの意味合いを重ねている。マスクは、トライデントを弧を描くように振った残像を複眼に見立てており、三叉槍であることから三重の円弧となっており、『時空の重なり』をイメージしている。
- スーツはアップ・アクション兼用の1着が制作され、『仮面ライダーディケイド』の仮面ライダーアビス同様、ウレタン注型のものとなっている。マスクはすっぽりと被るタイプのもので、サーベラ同様、首周りはウエットスーツで制作されている。

ツール
時国剣界時（）
デュランダルが使用する「聖なる時を刻み、正確な時の運航を守る役割を持つ」と言われている時間属性の時の聖剣。変身後はカイジスプリッターを分離させ、柄を差し替えることによって「剣刻！」の音声と共に長剣カイジソードと「槍時刻！」の音声と共に三叉の槍カイジスピアにモードチェンジができる。
刀身を差し替えることで、時間を削り、時を抹消し、時間の流れと無関係な特殊な空間への移動が可能だが、デュランダル自身に高負荷がかかるため、空間内で他者に攻撃することはできない。さらに敵味方問わず効果範囲内に巻き込まれた者は時間の記憶を持たないことから時間が飛んだ感覚に陥るため、使用方法を誤れば敵だけではなく味方にも危険が及ぶ諸刃の剣となる。それゆえ、特別な剣士のみが扱うことが許されない剣である。第46章でロード・オブ・ワイズ ディアゴの手で剣先を真っ二つにされるが、すべてが終わった1年後に復元された。
- モチーフはトライデント。聖剣であることから剣モードも作り、2形態に変形可能な武器としてデザインされた。時間の剣であることから、引き抜いた刃の両端が時計の針のようになっており、中心から回転させることで時間が切り替わるという意味合いの意匠となっている。全体的に刀身の中心点から同心円状のラインでディテールを作っている。時間を削り取る能力を持つ剣であることから、文字という歴史さえも削り取っているため、特殊文字は刻印されていない。
- アップ用のプロップは実際に変形することが可能で、それとは別にアップ・アクション兼用の三叉の槍のプロップが制作された。

オーシャンヒストリーワンダーライドブック
オーシャンヒストリーの変身に用いられるワンダーライドブック。
- フレームの形状は昆虫大百科と同様、他のワンダーライドブックとは変えている。同心円状のラインを入れ込むことで、聖剣とリンクさせている。デュランダルのカラーリングと親和性を高めるために、黒い表紙、開いた部分の台紙を白にしている。

必殺技
一度抜き差しして発動する必殺技は「必殺時刻！」の音声と共に発動する。
一時一閃
リング型の水の斬撃をカイジスピアから放つ。
オーシャン一刻斬り
カイジソードでの必殺技。一度抜き差しした後、刀身から水を帯びた斬撃を敵に浴びせる。
オーシャン三刻突き
カイジスピアでの必殺技。一度抜き差しした後、水のエネルギーをカイジスピアに集め、回転しながら水のエネルギーを渦潮のようにぶつける。
ほかの必殺技同様、基本的には技名を言わないが、『ゼンカイジャー』第20カイ！にてツーカイザーと息を合わせるために技名を言っている。
再界時（正式名称不明）
時国剣界時を一度柄の部分から分離させ「界時抹消！」の音声と共にスイッチを押して時間を抹消した後、抹消された時間内に敵の背後に回り「再界時！」の音声と共にスイッチを押して時を動かしてから敵に不意打ちをくらわす。時間を抹消する能力を応用して窮地に陥った味方を救出するという臨機応変を見せる。しかし、セイバー エレメンタルプリミティブドラゴンのように不意打ちをくらわしても効果がなく、第三者が抹消された時間で位置を把握された場合は返り討ちにされる弱点をはらんでいる。

### 仮面ライダーソロモン
マスターロゴスが変身する全知全能の剣士。
- 当初の予定では、聖剣に選ばれた存在ではないことから、仮面ライダーではないが、周囲の要望から仮面ライダーと呼称することとなった[60]。

形態
オムニフォース
第36章より登場。オムニフォースワンダーライドブックで変身するソロモンの基本形態。
変身音声は「OPEN THE OMNIBUS,FORCE OF THE GOD!KAMEN RIDER SOLOMON!FEAR IS COMING SOON!」。
邪悪な黒い波動を掌から放射し、その力をさらに高めることで他のワンダーライドブックを操って、剣士たちを洗脳する。対応する聖剣を持たないライダーであり、アーマーと変身者の精神力が直結する特殊構造を持つ。
- デザインコンセプトは、闇堕ちした元・聖剣士で、全知全能の書で変身しているが不完全な状態となっている。当初はカラドボルグと同様、黒と金で配色されていたが、マスターロゴスが組織の頂点に君臨することから、正当な騎士のカラーリングであるシルバーと金色のカラーリングとなった。
- 撮影用スーツはアップ・アクション兼用の1着が制作されている。マスクは、カリバージャオウドラゴンの色替え。ボディは『ジオウ』のカッシーン、マントは『鎧武外伝』のブラーボ キングドリアンアームズのものを流用している。ソードオブロゴスのマークを胸に入れ、剣士たちの頂点に位置する剣士のため、グラフィックやカラーリングでロイヤル感を出しつつ、破れたマントや顔つきで凶悪さを表現している。ワンダーライドブックとベルトのみで変身することから、複眼は斬撃の軌道ではなく、グラフィックで本のページの重なり具合を入れている。頭部の聖剣部分は、カラドボルグをイメージしたカラーリングとなっている。

ツール
カラドボルグ
ソロモンが使用する世界を崩壊へと導く力を持つオムニフォースワンダーライドブックに宿る大いなる剣。聖剣ではないものの、聖剣と同等の力を持つ。
同型の巨大剣を何本も召喚可能で、巨像キングオブソロモンへの変形も可能。また、天空に掲げることで世界を崩壊させる巨大なる終末の書を召喚可能。
- パワーアップを繰り返して人数が増えたセイバーたちに対応するために、巨大戦士のような強力な戦力として設定された。そもそもソロモンは聖剣を持たないが、巨大剣士を召喚するために持たせることとなり、複数登場させることでソロモンの強さを演出している。
- プロップはキングオブアーサーの色替え。メインを黒とゴールドに変更し、差し色として赤を用いている。

必殺技
ソロモンブレイク
敵に腕やカラドボルグから邪悪なエネルギーを放って攻撃するほか、邪悪な波動を腕から放って剣士たちを洗脳する。
ソロモンストラッシュ
カラドボルグに似た巨大剣を複数召喚して攻撃させたり、巨大カラドボルグが変形した巨像キングオブソロモンを操る。
ソロモンゾーン
バトルフィールドを構築して敵を引き込んだり、ワンダーワールドに干渉して戦闘空間を作り出して多数の隕石で攻撃する。
初使用時は上空にある多数の巨大なる終末の書のうちの1冊が開き、街を丸ごと消滅するという技として使用した。

### 仮面ライダーストリウス
ストリウスが変身する仮面ライダー。
- 当初の予定では、ストリウスが仮面ライダーに変身する予定はなく、聖剣に選ばれた存在ではないことから、仮面ライダーではないが、周囲の要望から仮面ライダーと呼称することとなった[60]。

形態
グリモワール
第44章より登場。グリモワールワンダーライドブックで変身するストリウスの基本形態。
変身音声は「OPEN THE GRIMOIRE,THE END OF THE STORY! KAMENRIDER STRIUS!」。
腕から念じるだけで邪悪な力を集めて強力なエネルギー球を放ったり、背中から紫色の隕石を放ったり、触手を伸ばすなど、グリモワールワンダーライドブックの力を得たことによって、非常に高い戦闘力を有する。背中にあるマントオブスキュアマントを黒い翼に変化せて展開し、防御や飛行に使うほか、羽を翼から発射することも可能。怪人体時から使用していたビルガメートを武器とするが、グリモワールワンダーライドブックの力によって刃王剣十聖刃をも凌ぐ力が与えられた。また、目グリモワールバイザーは全知全能の書の目次録となっており、世界の真理を見通すことが可能。
- デザインはソロモンと同時に進められ、ソロモンのシステムを取り込んだ姿、というオーダーであった。
- ボディーはソロモンの再改造で、ソロモンの元聖剣士のイメージを排除して、カラーリングをストリウス怪人態のように赤、緑、黒の邪悪なイメージの配色に変えている。マスクとローブはストリウス怪人態のものを加工したものを使用しており、ストリウスのマークを胸に入れている。膝パーツは撮影中にペイント形状を変更している。ストリウスが剣士ではなく詩人であり、本のみで変身することから、頭部にソードクラウンはなく、新規造形の仮面は、「開いた本を顔を覆って目隠しにして寝る人」をイメージしてデザインしており、ソロモンの目を凶悪にアレンジしたものとなっている。

必殺技
ザ・ストーリー・オブ・ディスペア
地面に巨大な剣を召喚して突き刺し、滅びの塔を出現させる。
ジ・エンド・オブ・ザ・ワールド
魔法陣で地球を覆い、エネルギーを注ぐことで現実世界とワンダーワールドの境界を崩壊させる。

### 仮面ライダーデザスト
デザストが変身する仮面ライダー。
形態
骸骨忍者伝
『仮面ライダーアウトサイダーズ ep.2 滅びの予兆とデザストの覚醒』より登場。骸骨忍者伝ワンダーライドブックで変身するデザストの基本形態。
変身音声は「骸の咆哮!忍の残香!黒嵐渦巻く百鬼夜行!骸骨忍者伝!」。

ツール
黒嵐剣漆黒
デザストが使用する愛刀・グラッジエンドが変化した聖剣。
必殺技
骸骨忍者伝必殺斬り

## メギド
本作品における敵怪人で、アルターライドブックに閉じ込められている、本の力を利用する本の魔物たち。幻獣、生物、物語のカテゴリーに分類される。その正体や出自は、謎に包まれている。メギドの怪人は体の一部に各属性に応じた本の印がある。
遥か昔に失われた大いなる本の代わりとなるアルターブックを作り、アルターライドブックによって生み出したメギドの怪人を使って現実世界をワンダーワールドに書き換えようと企む。
幹部たちの意思によってアルターライドブックの封印が解かれると、メギドの怪人が飛び出し、現実世界の街にブランクの状態の白い本を開くことによって本の形をしたフィールドを作り、それぞれのアルターライドブックの記述通りに行動してアルターライドブックを作り出していくが、基本となる本に因んだ特性を持つため、剣士たちの攻略の糸口にもつながってしまう場合がある。
第26章にて、2,000年前にワンダーワールドをはじめて訪れた始まりの5人の人間のうち3人が、力に魅入られ体内に全知全能の書の一部を収めて魔物と化したことがメギドの起源であることが判明する。
- 当初は、怪人と人間が一体化した存在で、ライダーキックで人間と怪人本体を分離し、怪人の本体を剣で斬るという段取りであった[76]。だが、コロナ禍の影響でゲストキャラクターの登場はハードルが高いことから、番組初期はその設定が見送られたが、第17話以降は飛羽真とソードオブロゴスの剣士たちが仲違いしていたことから、剣士たちを描く時間が減り、第17話から数話の間はゲストに時間を割いた話ができるようになったことから、ユーリにメギドと人間を分離できるというキャラ付けがなされた[76]。
- 共通のテーマ部分として顎を白いホラーマスクにしている[190]。ラフでは表紙か背のいずれかが付けられていたが、両方とも付けることとなった[190]。表紙には三幹部と同様の属性のマークと、それぞれの名前のカナ表記を古代文字にしたものを本のタイトルのように入れている[190]。
- 素体は共通のものを使用しており、『ゼロワン』の敵がメカ系であったことから、本作品ではファンタジー系の世界であることから鎧系となっている[190]。

デザスト
15年前、ソードオブロゴスとの戦いで封印されていたが、カリバーによって復活させられた3属性の本の要素を組み合わせた混合種のメギド。倒されても瞬時に復活する高い再生能力を備え、両刃剣グラッジデントを愛刀にカラミティ・ストライクと呼ばれる必殺技を放つ。
狡猾な性格で、戦いを楽しんでいる。メギドや剣士とも異なる勢力として暴れ、第20章でセイバー、剣斬、レジエルが交戦しているところに現れた際にはレジエルを攻撃している。
上條を倒すことで自らのアルターライドブックを手に入れてからは、誰にも支配されない自由の身となる。匂いに敏感であり、匂いで煙と化したサーベラを察知して反撃した。蓮とは自身に似た匂いを感じ、「お前はやっぱりこっち側だ」と言って、組織を離れた彼に付きまとうような形で行動を共にし、それ以降はサーベラに襲われた蓮を助けるなど、奇妙な関係を築いていった。その実は、ストリウスが戯れで作った存在で、彼からは「無意味な存在」と言われていた。バハトが残した無銘剣虚無を手に入れた後は、ファルシオンに変身しストリウスと戦うも、乱入してきたカリュブディスによって半身を食われてブックが傷つき、さらにはストリウスやセイバーとの戦いで再生能力は徐々に失われていき、迷走する蓮を挑発して全力で戦うように仕向け、自信を取り戻した剣斬との一騎討ちの末敗北し、ブックとマフラー、無銘剣虚無を残して消滅した。
- 乱暴者でアクションをすることから、スリムで動きやすいデザインにするために、スカルマンをモチーフにしている。生物はクワガタで考えられていたが、今後登場するかもしれなかったことから、ほぼディテールが変わらないハンミョウということとなった。スカルマンをオマージュしたデザインであるため、骨となっているが、『歌う骨』であることから、これが物語のモチーフとなっている。初代仮面ライダーのイメージも盛り込まれており、当初マフラーは両肩から2本であったが、決定稿では片方のみとなった。赤い顔に紫を身体に入れ、右肩のみであったフェンリルの顔は口のみのような形にして顔要素をなくして両肩に対照に入れている。

カリュブディス
融合と吸収の能力を持ち、ゴーレムメギド、サンショウウオメギド、アヒルメギドを取り込んだことで3属性の力を併せ持つようになったメギド。双子のフードファイターである伊本姉妹の体内に埋め込んだ白いアルターライドブックによって誕生したが、通常のメギドと異なり、メギドの体内ではなく、メギドのアジトの自動書記装置でアルターライドブックを完成させたことから、最初の個体の死後もアルターライドブックを所持するストリウスによって同型の個体が何度も生み出された。
あらゆるものを巨大な口で飲み込むほか、両手持ちの巨大鉈ザルツドラを武器とする。
後に、ズオスを「ズオス様」と呼んでなついていた個体や、融合能力によってグリモワールワンダーライドブックを生み出すために利用された個体が作り出された。
- 全身ファスナーの要素とツルッとした顔とともに、取り込んだ各メギドをパーツに盛り込んだデザイン案が描かれたが、白っぽい口の化け物に変更された。その後、強化形態は半身のみとなったため、シンプルな顔となった。

カリュブディス・ハーキュリー
デザストの半身を吸収したことで、異常に体の右側が強化されたカリュブディス。強力な右腕のパンチは、スラッシュやバスターを圧倒したほか、デザストのカラミティ・ストライクを会得している。最期はクリムゾンセイバー、バスター、スラッシュに倒された。
- 当初は半身がボリュームアップすることから、ノーマルの意匠のままの方向でデザインされたが、強化の表現は生っぽい筋肉にするために、その二つを混ぜて甲冑が中の筋肉が膨張して破裂したような感じにしている。

シミー
本作品における戦闘員で、幹部たちによって出現されるメギドの怪人が使役する下等な生命体の尖兵。
ロットと呼ばれる銃や短剣としても機能する武器を用いて、本能的にライドブックのエネルギーを求め、大群で群れを成してメギドの怪人たちの手足となって戦う。
- 当初は身体が既存の衣装で、マスクと手のみを作りたいというオーダーであり、ゴシックパンクなどの服に、マスクと手袋を加えたようなデザインをいくつか出していたが、スマートなタイツにすることとなったため、全身がデザインされた。顔は本であることからシミというオーダーで、虫の紙魚をイメージして蛇腹状に顔を描いている。3体の幹部が共通してそれぞれのジャンルを示すマークが入っているが、それに倣って下級クラスをイメージしたマークを額に付けている。

### メギドを司るものたち
メギドの幹部で、ワンダーワールドを侵食して支配することが目的。都会の喧騒の片隅にある怪しい洋館の黒い本棚がある一室をアジトとしている。
目的は共有しているものの、それぞれの性格などの違いもあって仲間意識や協調性は無い。
飛羽真が新たに書いた物語でワンダーワールドが再構築されたことによって3人の魂が救われ、現実世界へと帰還する飛羽真を見送る際には笑顔を見せていた。
- 当初は、それぞれのジャンルの長、という異なるチームのリーダーで、勝手に各々の判断で行動している、というコンセプトであった[60]。全ての本がそろったら、根こそぎ自分が奪う、という互いに油断のならない相手で、群れるようなイメージではなかったが、一枚岩のように見えてしまったのが反省点であったという[60]。
- 共通して額に属性のマークを付け、顔のどこかにゴシックパンクや文様の要素を付け、布を纏わせるなど統一性を持たせているが、その後、統一感を隠すために修正されたものが決定稿となった[190]。デザイン画では別途で興奮時に目が光った状態が描き込まれており、当初は3体とも共通して同じような人の目の形をしていたため、似ないように3体とも変えている[190]。

ストリウス / 仮面ライダーストリウス
物語のジャンルを司るメギド。上品に振舞っているが、慇懃無礼で皮肉屋の本性を持つ知性に優れた頭脳派で、策略を巡らせてレジエルとズオスを利用している節が見られる。怪人体では二又に分かれた剣先を持つ剣ビルガメートを武器に、幻術によって分身を出現させたりするなど相手を幻惑する戦法を得意としており、触手を背中から放ったり、人間体のときにも念動力のような術や黒い波動を打ち込むなど特殊な能力を使う。
芽依が落とした彼女がソフィアから預かっていた鍵を拾い、ノーザンベースの秘密の部屋にアクセスし、手に入れた人造人間の書で世界を繋げる存在の代用品であるソフィアを模した新たな人造人間を精製する。
始まりの5人の力をすべて手に入れた後、カリュブディスに自身と5冊の本を食わせることで極めて全知全能の書に近いグリモワールワンダーライドブックを生成し、仮面ライダーストリウスの力を得る。
かつて詩人として物語を紡ぐ喜びにあふれていたが、自らが作った詩がすべて全知全能の書に記載されているのを垣間見たことで、全知全能の書に世界の始まりから終焉に至るまでのことがすでに書かれていると悟り、物語の創造に絶望する。ビクトールを裏切ってメギドとなり、世界を終焉に導く存在になるために行動してきた。そのため、人間としての野望が肥大化せず、人間の記憶を持ったままメギドとなった。
飛羽真と同様に詩人であることから、物語への思いが強く、世界への終焉をグリモワールワンダーライドブックを手にしたことで確信し、自身の美学である物語の結末は美しくあるべき、というものから、英雄である飛羽真を倒すことで世界の終焉を決める存在になろうとした。そして、自ら作り出した滅びの塔で英雄の飛羽真を待ち構え、全知全能の書に記された、英雄が敗れ、世界が滅びる結末を理解し、ワンダーワールドと現実世界を滅ぼす最後の悪役になろうと、物語の結末を自ら下すべく、セイバー、ブレイズ、エスパーダとの決戦の末に敗北し消滅する。
- デザインコンセプトは近代に時代を設定した超能力タイプで、「鋼鉄（デスメタル）」「ピエロ」を題材にしており、物語に多く登場する植物がモチーフに選ばれた。初期のショッカー怪人のような怖さやホラーテイストを出すために人の顔のようなマスクにしているが、同時期に放送されていた『キラメイジャー』が仮面の敵であったことから、ペルソナにはせずにブギーマンのようにすっぽり被る白いマスクのイメージでデザインされた。当初は本が頭の角や肩に付いていた。ゴシックホラーの雰囲気を全体的な方向性としており、金属的なパーツをそれっぽい衣装に配してディストピアのようなイメージでまとめている。
- 当初はレジエルのように高貴なキャラクターで、衣装も革ジャンであった。
- ストリウス役の古屋は、敵意がないことや武器を持っていないことを示すために掌を相手に見せる仕草をしたり、掴みどころのない性格を表現するためにポケットに手を入れている。また、常に他人に対して壁があることを表現するために、他のキャストに触れそうで触れないことを心掛けたという。また、誰に対しても喋っている際には目線を合わせていないという。一筋だけ伸ばし髪は古屋なりに理由を考えたが、監督の柴﨑は理由は忘れたという。

レジエル
幻獣のジャンルを司るメギド。英語名の表記は「LEGEIEL」。プライドが非常に高く、貴族のように固執する性格で、自らが高位の存在であると自負しており、ほかのメギドたちを見下している。メギド化した際に強い欲望のみが肥大化したため、ストリウスとは異なり、人としての記憶は失っている。怪人体では大剣ボルヘスドを用いた剣術のほかに、敵に不思議な術を使って巨大な岩石や氷柱を呼び出して奇襲するなど、力強さと素早さのバランスに優れている。
セイバーを倒すことに執念を燃やしており、プリミティブドラゴンワンダーライドブックの力を制御できずに暴走するセイバープリミティブドラゴンに敗れてしまったことから、そのプライドを傷つけられ、アジトに置かれていた大量のアルターライドブックを体内に取り込んで強化するが、セイバープリミティブドラゴンにはそれでも敵わなかった。
自らの命の危険を省みずに自らのアルターライドブックにストリウスの禁断の術で新たなページを書き加えることでレジエル・フォビドゥンに進化してセイバーに対する怒りから現実世界に侵攻するが、セイバーエレメンタルプリミティブドラゴンにパワーアップしたことで形勢を逆転され、最期は身体が崩壊を始めて悶え苦しんでいるところをセイバーの森羅万象斬の直撃を受け敗北して消滅する。
- デザインコンセプトは中世の技スピードタイプで、「鳳凰」「ドラゴン」「ゴシック様式」を題材にしており、当初は神獣モチーフはドラゴンのみで、全身は中世の甲冑をイメージしていた。当初はライオンもモチーフに描かれていたが、ライダー側にライオンをモチーフとしたものがいるため却下となり、もう少し荘厳な感じにするために鳳凰のイメージを強く出すこととなった。肩や腿のディテールは鳳凰の羽をイメージしている。マスクは上からドラゴンの顔を見たような形にしており、顎はドラゴンの鼻先で、両側は髭の意匠となっている。レジエル・フォビドゥンはデザイン画はなく、現場対応で色替えされたものである。
- 当初はストリウスのように気持ち悪いという印象を与えるキャラクターで、衣装もコートであった。

ズオス
生物のジャンルを司るメギド。戦いを異常なまでに好む好戦的で、粗暴な言動をとる野生的で狩人のような性格でもあるため、仲間の受けは悪い。レジエルと同様に、好戦的な欲望のみが肥大化したため、人間としての記憶は失われている。知性はやや劣っているが、その実力は高く、ジドラとグウヌの一対の蛮刀を用いた敵に力押しで攻め込む格闘戦を得意とする。強い相手と戦うたびに強さを増す特異体質があり、第30章ではブレイズキングライオン大戦記を圧倒しセイバーエレメンタルプリミティブドラゴンを変身解除に追い込んでいる。
15年前に倫太郎の師匠である長嶺謙信を葬った張本人であり、お互いを因縁の敵として認識している。
ワンダーワールドを見ることができるようになった芽依を猫メギドに変異させるが失敗に終わり、極限まで肉体を追い込んだことで生存本能が爆発して理性を野性が上回り、超常的なスピードとパワーを獲得したズオス・プレデターに進化する。
その後、ブレイズに対する執着心からノーザンベースを急襲するが、北極でブレイズと戦うも、タテガミ氷獣戦記に強化変身したブレイズのブリザード・ブレイズを受けて敗北し、消滅した。
- デザインコンセプトは古代のパワータイプで、「白虎」「筋肉」「爪牙」「革製品」を題材にしており、ストリウスが近代、レジエルが中世であったことから、古代のイメージを出している。全身はほとんど筋肉剥き出しで、腕や足、腰回りに古代の戦士をイメージした装具を付けている。強そうな印象を持たせるために、要所要所に白虎の特徴である足の爪を配置している。ズオス・プレデターはデザイン画はなく、現場対応で色替えされたものである。
- 人間態時に左手に着用しているブレスレットは、前作『ゼロワン』で復活後の迅が首にしていたネックレスと同様のディテールである。

## アイテム

### ワンダーライドブック
仮面ライダーの変身などに用いられる本型キーアイテム。かつて世界を創造した、大いなる力を持つ本全知全能の書が人とメギドの争いによって、バラバラになった一枚一枚のページが、神獣、生物、物語の3つの伝承の属性が封じ込められたいくつかの本に分割して具現化したものとなっている。
ワンダーライドブックのストーリーページを開くことで各伝承の朗読が始まり、聖剣やドライバーを用いることでその力を引き出し、その力を宿した仮面ライダーへの変身や、ワンダーライドブックの力を聖剣に習得させることで、必殺技を繰り出すことが可能となる。
ジャンルによって聖剣ソードライバーのシェルフに装填する位置も異なる。また、開かれた2ページ目に描かれたものや能力も異なり、神獣は「右腕と上半身」で剣士の剣技に作用、生物は「左腕と上体」で剣士の身体能力を増強、物語は「左腕」で剣士の特殊能力を発動させるものとなっている。
下述のもの以外に、アヴァロンへの扉を開く際に8冊のワンダーライドブックや光剛剣最光以外の各聖剣に関する物語が秘められたワンダーワールド物語のワンダーライドブックが登場している。
- ベルトとの連動アイテムは、当初は「ペンは剣よりも強し」というワードから筆やペンなど「色」にまつわるものがモチーフとなっており、インクが付いた刷毛のようなもので共通の剣に個別の色を増やしていくことで強化していくものであった[84]。だが、主人公のライダーは真っ白なキャンバスのような姿であったことから、地味すぎるということと、単体で「色」という概念だけではモチーフになりえないことから、却下となった[84]。その後は、古くから存在している聖剣に対して近代のテクノロジーでできたベルトということから真空管のようなものや、大きな剣に小さな剣のキーホルダーを入れるマトリョーシカ人形のような案もあったが、いずれも剣とは関係ないものとなった[出典 153]。その後、連動アイテムが「本」になったのは、前作『ゼロワン』のプログライズキーが子供にとって伝わりにくいモチーフだったため、3種類以上のアイテムを使用して変身するものとなり、聖剣と連動するアイテムとして、伝説のアイテムという発想から「石板」となったが、それでは子供の興味を引かないため却下となり、石板に似たモチーフで、剣士との相性を勘案して、世界観を広げることができ、子供にも身近にあって馴染みが深い本となった[出典 154]。強化アイテムを3種類使用するというのは、『仮面ライダーオーズ/OOO』を参考にしている[10]。従来のように火や水などのエレメントモチーフのほかに、新要素として「物語」が取り入れられた[24][22]。だが、アニメ作品になったものなどは商標登録の関係からアレンジしたタイトルのオリジナルの物語となった[出典 155]。「物語」と「動物」の2つは決まったものの、あと一つが決まらず、「乗り物」や「メカ」という案もあったが、ほかのファンタジックなモチーフと相性が悪いことから却下となり、最終的に「神獣」となった[101]。本が本の形を成す前の時代から存在していた情報の塊のようなものがあり、そこから技術や情報を人類が手に入れたというアカシックレコードであり、別次元にある情報の塊が力の源であり、それをわかりやすく形にしたものが本ということとなった[21]。
- 各種ワンダーライドブックは、どの剣士がメインで使うのかを想定してデザインしており、基本的に全体のカラーリングもそのアイテムを使用する剣士に揃えている[90]。使用パターンもセイバーのフォームチェンジを見せた後に、それ以降は想定する剣士が専用で使用する流れを基本とし、セイバーに自分のワンダーライドブックを貸して使用させる、といった展開もあったという[90]。また、企画当初ではセイバー、ブレイズ、エスパーダが敵対しており、ワンダーライドブックを三者で奪い合う展開をイメージしていたという[90]。
- 本をイメージしているが、たくさんの薄いページを作ったり、実際の紙を作ることは玩具的に難しいことから、あくまでも本をモチーフとしたガジェットとなっている[84][64]。当初は変身ページのみであったが、それでは本に見えないことからページを増やしてもう一回開くものとなった[84][20]。また、剣で変身することから本が抜刀と共に開くギミックとなった[20]。
- 前作『ゼロワン』のプログライズキーが子供たちにとっては意味は分からないが、なんだかカッコいいスタイリッシュな英語の変身音であったが、毎回子供が理解できない音声というわけにはいかないため、本作品では日本語となった[84]。ワンダーライドブックの冊数が増えるたびに知識が増えることから、ワンダーライドブックが増えるたびに変身ソングも長くなるものとなった[84]。
- 実際にアップ用プロップには開閉のギミックが仕込まれており、ベルトに装填して抜刀することで2ページ目が開閉するものとなっている[82][85]。
- ライトユーザーに商品を取ってもらう狙いと、アイテムを買い集めることでパワーアップしてもらうため、ライドウォッチやプログライズキーにあった発光ギミックをなくすことで価格を下げ、コストと全体的な仕様のバランスを調節することで、手に取りやすい価格となり、ガシャポンや食玩にも音声ギミックが同様の理由で搭載されていない[96]。

| 名称                            | モチーフ                  | ジャンル             | 使用者                                        | ストーリー音                                                                                                 | 初登場                | 備考 |
| ------------------------------- | ------------------------- | -------------------- | --------------------------------------------- | --- | --------------------- | --- |
| ブレイブドラゴン                | ドラゴン                  | 神獣                 | セイバー                                      | かつて全てを滅ぼすほどの偉大な力を手にした神獣がいた…。                                                      | 第1章                 | 15年前の事件から飛羽真が所持している。 神獣ブレイブドラゴンを戦いに応じて飛び出すことが可能。 |
| ライオン戦記                    | ライオン                  | 生物                 | - ブレイズ - セイバー                         | この蒼き鬣が新たに記す気高き王者の戦いの歴史…。                                                              | 第2章                 | 神獣ライオン戦記を召喚することができ、変身前でも使用される。 |
| ジャッ君と土豆の木              | ジャックと豆の木          | 物語                 | - セイバー - バスター - 剣斬 - ブレイズ       | とある少年が、ふと手に入れたお豆が巨大な木となる不思議な話…。                                                | 第2章                 | アリメギドから奪還した。 |
| ピーターファンタジスタ          | ピーターパン              | 物語                 | - ブレイズ - セイバー                         | とある大人にならない少年が繰り広げる、夢と希望のストーリー…。                                                | 第2章                 | キリギリスメギドから奪還した。 ライオン戦記と相性がいい。 |
| 玄武神話                        | 玄武                      | 神獣                 | バスター                                      | かつて四聖獣の一角を担う強靭な鎧の神獣がいた…                                                                | 第3章                 | |
| ニードルヘッジホッグ            | ハリネズミ                | 生物                 | - セイバー - エスパーダ - バスター - ブレイズ | この弱肉強食の大自然で幾千もの針を纏い生き抜く獣がいる…。                                                    | 第4章                 | ランプドアランジーナと相性がいい。 第9章でカリバーで奪われ、第10章で奪還される。 第13章で賢人は消滅したため、飛羽真によって回収された後に尾上の手に渡る。 |
| ストームイーグル                | オオワシ                  | 生物                 | セイバー                                      | この大鷲が現れし時、猛烈な竜巻が起こると言い伝えられている…。                                                | 第4章                 | ブレイブドラゴンと相性がいい。 バスターがデザストから回収する。 第6章でデザストに奪われてしまうが、剣斬が奪還した。 |
| ランプドアランジーナ            | アラジンと魔法のランプ    | 物語                 | - エスパーダ - セイバー - ブレイズ - 剣斬     | とある異国の地に古から伝わる不思議な力を持つランプがあった…。                                                | 第5章                 | 魔法の絨毯やランプの精・ランプドアランジーナを呼び出すことも可能。 第13章で賢人は消滅したため飛羽真によって回収された。 |
| こぶた3兄弟                     | 三匹の子豚                | 物語                 | - 剣斬 - セイバー - スラッシュ - ブレイズ     | とある3兄弟が繰り広げるおうちを守る戦いの物語…。                                                             | 第6章                 | 3匹の子豚が中から出現する。 |
| 猿飛忍者伝                      | 猿飛佐助、忍者            | 物語                 | - 剣斬 - エスパーダ                           | とある影に忍は疾風！あらゆる術でいざそうろう…。                                                              | 第6章                 | |
| キングオブアーサー              | アーサー王                | 物語                 | セイバー                                      | とある騎士王の振り下ろす勧善懲悪の一太刀…。                                                                  | 第7章                 | アヴァロンで飛羽真が手に入れた。 |
| 天空のペガサス                  | ペガサス                  | 神獣                 | - ブレイズ - カリバー                         | かつて蒼白の翼をもつ神獣が天から輝き舞い降りた…。                                                            | 第7章                 | ライオン戦記ワンダーライドブックと相性がいいため、倫太郎が主に使用した。 |
| ジャアクドラゴン                | ドラゴン                  | 神獣                 | カリバー                                      | かつて世界を包み込んだ暗闇を生んだのはたった1体の神獣だった…。                                               | 第1章                 | |
| 西遊ジャーニー                  | 西遊記                    | 物語                 | - カリバー - セイバー                         | とあるお猿さんの冒険記、摩訶不思議なその旅の行方は…。                                                        | 第8章                 | ブレイブドラゴンと相性がいい。 当初はカリバーが所持していたが、第9章でセイバーが奪還。 |
| ヘンゼルナッツとグレーテル      | ヘンゼルとグレーテル      | 物語                 | スラッシュ                                    | とある森に迷い込んだ小さな兄弟のおかしな冒険のおはなし…。                                                    | 第9章                 | |
| ブレーメンのロックバンド        | ブレーメンの音楽隊        | 物語                 | - スラッシュ - セイバー - バスター - ブレイズ | とある戦いを強いられた動物たちが奏でる勝利の四重奏…。                                                        | 第9章                 | |
| トライケルベロス                | ケルベロス                | 神獣                 | - エスパーダ - 剣斬 - ブレイズ                | かつて冥界の入り口に三つの頭を持つ恐ろしい番犬がいた…。                                                      | 第10章                | 元々はサウザンベースにあったものを玲花から賢人に譲渡される。 ランプドアランジーナワンダーライドブックと相性がいいため、賢人が主に用いた。 第13章で賢人が消滅したため、飛羽真によって回収された後に蓮の手に渡る。 |
| キリンの恩返し                  | 鶴の恩返し                | 物語                 |                                               | とあるキリンが気持ちを込めて作り出した感謝の贈り物                                                           | 第10章                | 第10章のアイキャッチ映像のみの登場。 |
| ジャオウドラゴン                | ドラゴン                  | 神獣                 | カリバー                                      | 邪道を極めた暗闇を纏い、数多の竜が秘めた力を解放する…。                                                      | 第10章                | |
| 封神仮面演義                    | 封神演義                  | 物語                 |                                               | とある世界で森羅万象が織りなす奇想天外な戦いがあった                                                         | 第11章                | 第11章のアイキャッチ映像のみの登場。 |
| ドラゴニックナイト              | 竜騎兵                    | 神獣                 | セイバー                                      | ドでかい竜をド派手に乗りこなすド級の騎士のドラマチックバトル                                                 | 第13章                | |
| キングライオン大戦記            | ライオン                  | 生物                 | ブレイズ                                      | 自然を超越した蒼き鬣が装甲を纏い王座に轟く…。                                                                | 第14章                | |
| 金の武器 銀の武器               | 金の斧                    | 物語                 | 最光                                          | GOLD or SILVER                                                                                               | 第16章                | プロップはメタリック塗装の半透明の樹脂にラメを追加している。 |
| ワンダーワールド物語 光剛剣最光 | 光剛剣最光                | 神獣                 | 最光                                          | 光剛剣最光に選ばれし剣士と輝く武器の伝説の童話…。                                                            | 第21章                | ユーリがタッセルに長らく渡していたが、ソードオブロゴスやメギドたちと戦うため、返却された。 |
| エックスソードマン              | ソードマンX               | 神獣                 | 最光                                          | エピソード1！ 全ての色で戦え！ エピソード2！ 俺の全ては腕に行く！ エピソード3！ 俺の全ては脚に行く！         | 第21章                | |
| プリミティブドラゴン            | プリミティブドラゴン      | 神獣                 | セイバー                                      | 古の大いなる竜が、本の力を掴み取る！                                                                         | 第23章                | |
| 昆虫大百科                      | 昆虫                      | 図鑑                 | サーベラ                                      | この薄命の群が舞う幻想の一節…。                                                                              | 第25章                | |
| エレメンタルドラゴン            | ドラゴン                  | 神獣                 | - セイバー - ブレイズ                         | そして太古の力と手を結び全てを救う神獣となる！                                                               | 第27章                | |
| オーシャンヒストリー            | 海洋生物図鑑              | 図鑑                 | デュランダル                                  | この群青に沈んだ命が今をも紡ぐ刻まれた歴史…。                                                                | 第29章                | |
| タテガミ氷獣戦記                | ライオン                  | 生物                 | ブレイズ                                      | 吹雪く道行く百獣を率いる百戦錬磨の白銀のタテガミ                                                             | 第32章                | |
| エターナルフェニックス          | 不死鳥                    | 神獣                 | ファルシオン                                  | かつてから伝わる不死鳥の伝説が今、現実となる…。                                                              | - 劇場短編 - 第34章   | |
| エモーショナルドラゴン          | ドラゴン                  | 神獣                 | セイバー                                      | 勇気！愛！誇り！3つの力を持つ神獣が今ここに…！                                                               | - 劇場短編 - 第35章   | |
| オムニフォース                  |                           | - 神獣 - 生物 - 物語 | ソロモン                                      | 伝説の聖剣と、選ばれし本が交わる時、偉大な力を解き放つ。                                                     | 第35章                | 19冊の本と11本の聖剣、ルナの全てが合わさることでカラドボルグとともに出現した全知全能の書の一部から作られた。だが、儀式の魔法陣が飛羽真によって破られたことで全知全能の書とならずに不完全な状態で生成されたことから一部が欠落している。 全てのワンダーライドブックを統べる力があるため、各ワンダーライドブックに干渉してライダーを操る力を持つ。 |
| グリモワール                    |                           |                      | ストリウス                                    | WHEN THE HOLY SWORD AND THE BOOK INTERSECT,REWRITE THE WORLD!                                                | 第43章                | ストリウスがカリュブディスに始まりの5人の5冊の本とニセのソフィアと自身を食らわせ、数多くのワンダーライドブックとアルターライドブック、カリュブディスの能力によって生成した。 |
| ワンダーオールマイティ          |                           | 神獣                 | セイバー                                      | 子供たちの未来、聖剣の声、強さの果て、大切な誓い、大切な友、大切な約束、全ての思い出を紡ぎ、物語は永遠に続く | 最終章                | ルナの力と6本の聖剣によって、飛羽真が大いなる知識の源に触れ、新たなる全知全能の書として生成された。 全てのワンダーライドブックの力を宿しており、未知の物語を紡ぐための余白があり、人間の想いを受けて無限の可能性を発揮する。 |
| ゴースト偉人録                  | 仮面ライダーゴースト      | 神獣                 | セイバー                                      | かつて歴史に生きた偉人の魂をその身に宿し命を燃やす…                                                          | セイバー×ゴースト     | 大天空寺に伝わるワンダーライドブックでゴーストから渡された。 |
| スペクター激昂戦記              | 仮面ライダースペクター    | 生物                 | ブレイズ                                      | とある兄貴が激昂の末に紫炎を纏う戦いの歴史…                                                                  | スペクター×ブレイズ   | 深海マコトづてにタッセルから渡された。 |
| てれびくん                      | てれびくん                | 生物                 | セイバー                                      | とある戦士たちの戦いを描いた超絶楽しいてれびくん                                                             | 超バトルDVD           | 芽依が書いた原稿から生まれた。 |
| アルティメットバハムート        | 3匹の青い眼を持つドラゴン | 神獣                 | セイバー                                      | かつて漆黒となった究極の神獣がいた…                                                                          | ファイナルステージ    | 飛羽真が書いた「伝説のドラゴン＝バハムートが世界を救うお話」という物語に人々の声援によって力が与えられて誕生した。 |
| タッセルダーク                  |                           |                      | タッセル                                      | 邪悪に染まる本が開くとき悪の化身が解き放たれる                                                               | ファイナルステージ    | |
| 骸骨忍者伝                      | - 骸骨 - 忍者             | 物語                 | デザスト                                      | かつての敵は今日の友、冥府の術で魑魅魍魎                                                                     | アウトサイダーズ ep.2 | |

### アルターライドブック
メギドの怪人たちを生み出すワンダーライドブックの模造品となる特殊なライドブック。かつてメギドたちは世界各地に散らばったワンダーライドブックを狙っていたが、それに匹敵する力を備えた模造品として作り出すことで、アルターライドブックを増やして、バラバラになった全知全能の書を補完させようとしている。幹部がいるアジトに備え付けられた自動書記装置がメギドの怪人の行為に反応して動き出し、メギドの怪人の行動を怪しい文字で記載していくことで、新たなアルターライドブックが書き上げられる。
幻獣、生物、物語のさまざまな伝承が秘められており、開くことで飛び出した大量の本によってメギドの怪人が形成される。
メギドの怪人の本体となるアルターライドブックが破壊されない限り、何度もメギドは作り出され、十分に力が本に蓄積されると、異世界と現実世界の入れ替えが固定化されてしまう。
上條の死後は、ストリウスが用意した新たな白い本をワンダーワールドが見えることができる人間の体内に埋め込むことで人間とメギドの怪人を一体化させ、宿主のパーソナリティが反映された一定条件を満たすと体内のアルターライドブックが編纂されて完成し、メギドの怪人の体外にアルターライドブックが放出すると宿主も消滅するといわれている。
| 名称                 | モチーフ                                             | ジャンル             | メギドの怪人                                                                                  | 初登場 | 備考 |
| -------------------- | ---------------------------------------------------- | -------------------- | --------------------------------------------------------------------------------------------- | ------ | --- |
| 岩石王ゴーレム       | ゴーレム                                             | 幻獣                 | ゴーレムメギド                                                                                | 第1章  | |
| アリかキリギリス     | アリとキリギリス                                     | 物語                 | - アリメギド - キリギリスメギド                                                               | 第2章  | |
| ハンザキサンショウ王 | オオサンショウウオ                                   | 生物                 | - サンショウウオメギド（ハンザキメギド） - サンショウウオメギド強化態（ハンザキメギド強化態） | 第3章  | |
| デザスト             | - フェンリル - ハンミョウ - 歌う骨                   | - 幻獣 - 生物 - 物語 | デザスト                                                                                      | 第4章  | 当初はカリバーが所持していたが、第15章でデザストが上條（カリバー）を襲撃した際に奪い取った。                    |
| ピラニアのランチ     | ピラニア                                             | 生物                 | ピラニアメギド                                                                                | 第5章  | |
| メデューサ蛇伝       | メデューサ                                           | 幻獣                 | メデューサメギド                                                                              | 第7章  | |
| 見えにくいアヒルの子 | みにくいアヒルの子                                   | 物語                 | アヒルメギド                                                                                  | 第9章  | |
| いたずらゴブリンズ   | ゴブリン                                             | 幻獣                 | ゴブリンメギド                                                                                | 第11章 | |
| 白雪イエティ         | イエティ                                             | 幻獣                 | イエティメギド                                                                                | 第16章 | |
| はだしの王様         | 裸の王様                                             | 物語                 | 王様メギド                                                                                    | 第19章 | |
| カリュブディス       | - ゴーレム - オオサンショウウオ - みにくいアヒルの子 | - 幻獣 - 生物 - 物語 | カリュブディス                                                                                | 第22章 | |
| レジエル（EX）       | レジエル                                             | 幻獣                 | レジエル・フォビドゥン                                                                        | 第27章 | 始まりの5人のうちの一人が手にした全知全能の書のページの一部から生まれたもので、後に禁断の術によって強化された。 |
| 猫にアクセサリー     | ネコ                                                 | 生物                 | ネコメギド                                                                                    | 第30章 | |
| ズオス（EX）         | ズオス                                               | 生物                 | ズオス・プレデター                                                                            | 第41章 | 始まりの5人のうちの一人が手にした全知全能の書のページの一部が変化した。                                         |
| ストリウス（EX）     | ストリウス                                           | 物語                 |                                                                                               | 第41章 | 始まりの5人のうちの一人が手にした全知全能の書のページの一部が変化した。                                         |

## 世界観・設定・用語
かがり市
本作品の主な舞台で、東京都にある架空の市である飛羽真たちの周辺世界。

ファンタジック本屋かみやま
飛羽真が店主を務める一軒家の書店。住所は「東京都かがり市第二地区9丁目6号」。祖父が元々経営していた銭湯の店舗を改装している。主にファンタジー書が置かれており、芽依曰く「小説で食べていけない時の保険」で、小説の原稿の執筆作業もここで行う。普通の書店とは異なり、子供の誕生日に飛羽真が厳選した本を送り届けるなどのサービスを行ったり、店にやってきた子供たちに本の読み聞かせや物語の主人公になりきる遊びなどもしている。
店内の一角にある本棚の一部がブックゲートワンダーライドブックによって、ノーザンベースへとつながるブックゲートにされた。
- セットは、子供がコロナで外に出れなかったことから、子供が見て楽しいものにしようと考えたといい、飛び出す絵本やジオラマも同様の理由でなったという。ジオラマは、『アントマン』のようにロケに出れなくなった際にそこで戦うという構想があったという。
- 店内にあるミニチュアや店内に陳列されている絵本はいずれも過去の仮面ライダーシリーズに関係するものとなっている。

ノーザンベース
古から北極にあるソードオブロゴスの実行部隊の前線基地。ワンダーワールドと現実世界の狭間に位置しており、古来から受け継がれてきた聖剣などに関する書物が大量に保管されており、ワンダーライドブックを解析することで得た超技術による機械的な設備を有しており、魔法的な超技術と古の知恵が渾然一体となっている。
サウザンベースはマスターロゴスを守ることに特化しているため、多くの剣士は古来からノーザンベースに結集しており、メギドと世界各地で戦っていたのは主にノーザンベースが担っていた。
第11章でソフィアが行方不明になってからは、サウザンベースに拠点が移され、ノーザンベースは機能を停止するが、飛羽真がノーザンベースの剣士たちから裏切り者として追われた際に、密かに使用しており、大秦寺が飛羽真の味方になったことで基地の機能が回復し、倫太郎や尾上、ソフィアも基地に帰還して以降はマスターロゴスの野望に挑む者たちの拠点となっていった。
基地の周囲には強力な結界が張られており、完全に隔絶した地にあることからブックゲートを使わなければ自由に出入りできないが、第11章でソフィアが行方不明になってからは結界が消滅していた。第29章で幽閉されていたソフィアを賢人がサウザンベースから救出したことでノーザンベースに帰還し、再び結界を張るも、第32章でストリウスに協力を持ちかけられたマスターロゴスの攻撃で結界が破壊される。
- 北極点に基地があるという設定から、氷原に剣の形をしたアンカーを打ち込んで固定しているデザインとなっている。

リベラシオン
ノーザンベースのメインルーム奥にある剣士たちの鍛錬の場。現実世界とは時間の進み方や負担が異なり、蓮がよく使っていたほか、倫太郎がファンタスティックライオンを使いこなすための鍛錬を積んだり、飛羽真がプリミティブドラゴンと向き合うために周囲に被害が及ばないように閉じこもったこともある。

サウザンベース
マスターロゴスが居を構え、玲花と凌牙が所属する南極に位置するソードオブロゴスの意思決定や運営が行われる中央組織。全知全能の書とマスターロゴスを護衛することが目的のため、マスターロゴスに代々仕えてきた神代家の者が中心となっている。
ノーザンベース同様、基地自体が強力な結界で守られており、ブックゲートを使わなければ自由に出入りできないが、第23章で大秦寺は組織を離脱した際にブックゲートが使用不能になったために尾上のブックゲートワンダーライドブックを借りており、ストリウスはズオスを囮にする形で誘き寄せた倫太郎と蓮がサウザンベースから現実世界に向かう際に使ったゲートを逆行して侵入している。
- ノーザンベース側の8人の剣士との戦力バランスを考慮して、サウザンベースの剣士は煙と時間の属性を持つ聖剣を操る凄腕の2人組となり、キャラクターの掘り下げをしようにも、ノーザンベースの剣士の掘り下げも十分ではないことから、背景をまとめるために2人を兄妹にすることとなった。
- 南極には大陸があることから、アンカーはなく、副塔が主塔を囲んだデザインとなっており、副塔の最上階にある守護天使の像が中央の主塔のほうに向いて結界バリアを張っているという感じとなっている。
- セットは、ノーザンベースにそっくりな空間という設定で、ノーザンベースの飾りを替えて撮影している。

禁書庫
数多くの禁書が封印されている書庫。破滅の書もここに封印されていた。

ワンダーワールド
ビクトール（タッセル）によって全知全能の書から生み出された自らの理想とする世界。タッセルはここで守り人として暮らしている。
メギドは白い本を使うことで、現実世界をワンダーワールド化させ、ワンダーワールドに満ちた力によってアルターライドブックを作り出していた。
現実世界との間には結界が張られており、ワンダーワールドの聖なる力を持つ聖剣を持つ者しか自由に行き来することが出来ない。時間の経過に伴ってメギドによる書き換えが進み、書き換えが完了する前に転送させたメギドを倒さなければ、侵食された街は二度と元に戻らない。
カリバー（上條）が現実世界とワンダーワールドを光の柱によって繋げようとした一件を機に、現実世界へと接近したことで、剣士ではない人間たちの中にも、ワンダーワールドが見える者が現れ始める。
ストリウス曰く「現実世界とワンダーワールドが一つになれば、全ての人間は死に絶え、その恐怖と絶望がエネルギーとなって留まり、メギドに無限のパワーを与え続ける」という。
第42章でストリウスがワンダーワールドの守り人であるタッセルを殺害し、彼が所持していた全知全能の書の分冊を奪ったことで破壊されそうになるが、飛羽真がワンダーオールマイティワンダーライドブックの力で新たなワンダーワールドを作り出した。
- 当初は、『アリス・イン・ワンダーランド』や『ロード・オブ・ザ・リング』で、アラゴルンのように架空の生物がいる世界で戦う剣士をイメージしていた。
- 「本の中が異世界」という設定は、『宇宙刑事ギャバン』の魔空空間のようなものをCGで表現でき、撮影所内でも撮影できるため、作られたものである。時間や予算が大量にかかるため、ワンダーワールドが「本の中」にあるという設定にすることでゲーム画面のような違和感があっても成立するようになった。
- 制作にはUnreal Engineが使用されている。ワンダーワールドのCGを制作したsafehouseは、ゲームのムービーを担当していたが、考え方とノウハウが異なることから、中盤以降はCGの背景をsagehouseが担当し、特撮研究所や日本映像クリエイティブがそこにキャラを合成する形となった。

アヴァロン
「強大な力が眠る、失われし場所」と言い伝えられている謎の地。
しかし、その場所やそこへ辿り着いた剣士は誰もいなかったが、ストリウスに火炎剣烈火を封じられた飛羽真は大秦寺の「剣士では辿り着けない場所」という言葉から、伝承に記されている『世界が解ける時、眩い光と二匹の龍が重なり、世界の谷間へと道を示す』『時の狭間に王が眠る』という二節と、ノーザンベースの蔵書の中にある禁じられた本に記されている『十三の物語を剣で繋いだ時、世界の狭間へと至る』という一節、さらに死を悟ったアーサー王が向かった島と言われる島の名前と同じことから、アヴァロンが剣士の剣の軌跡とワンダーライドブックによって開かれる扉に通じるこの世界とは異なる異次元だと推測し、賢人の協力を得て辿り着き、キングオブアーサーワンダーライドブックを得ることで変身能力を取り戻した。
アヴァロンに眠る力を欲していたカリバーは、伝承に記された二匹の龍であるブレイブドラゴンとジャアクドラゴンのワンダーライドブックを手中に収めるため、飛羽真のブレイブドラゴンワンダーライドブックを執拗に狙っており、二匹の龍の本が共鳴し、現れた二匹の龍によってアヴァロンへの扉が開かれたが、飛羽真がその力を手に入れたことでカリバーは諦めた。

目次録
神の力にも等しい2,000年前にバラバラになった全ての知識の源である全知全能の書の目次録。メギドたちはこの力を使って世界を創り変えようとしていた。

全知全能の書
遥か昔に世界を創造したとされる、森羅万象を司る大いなる力と知識を秘めた本。人間が読みやすいように本の形を取っており、知識の源の全てが詰まっており、世界の始まりから終わりに至るまでの事象が記されている。2,000年前に起きた人間たちとメギドとの戦いでバラバラに散逸してワンダーライドブックに変化した。
覚醒した11本の聖剣とワンダーライドブックを全て集めることで復元が可能となり、ストリウスたちはワンダーライドブックの模造品であるアルターライドブックを用いてこの本を復活させようと目論んでいる。
- 撮影用プロップは洋書の医学書を基に作成している。

## キャスト

### レギュラー・準レギュラー
神代玲花役のアンジェラ芽衣は本作品がテレビドラマ初出演となる。
- 神山飛羽真 / 仮面ライダーセイバー - 内藤秀一郎[199]
- 新堂倫太郎 / 仮面ライダーブレイズ - 山口貴也[199]
- 須藤芽依 - 川津明日香[199]
- 富加宮賢人 / 仮面ライダーエスパーダ / 仮面ライダーカリバー - 青木瞭（2 - 15・25 - 31・33 - 48）[199]
- 尾上亮 / 仮面ライダーバスター - 生島勇輝（3 - 5・7 - 9・11 - 30・32 - 48）[199]
- 緋道蓮 / 仮面ライダー剣斬 - 富樫慧士（6 - 9・11 - 28・30・33・35 - 39・41 - 48）[199]
- 大秦寺哲雄 / 仮面ライダースラッシュ - 岡宏明（3 - 48）[199][200]
- ユーリ / 仮面ライダー最光[注釈 27] - 市川知宏（7・8・12・13・15 - 48）[199]
- 神代玲花 / 仮面ライダーサーベラ - アンジェラ芽衣（9 - 11・15 - 26・28・29・31 - 40・43 - 48）[199]
- 神代凌牙 / 仮面ライダーデュランダル - 庄野崎謙（28・29・31 - 40・43 - 48）
- ストリウス / 仮面ライダーストリウス - 古屋呂敏（1 - 24・26 - 28・30 - 33・35・36・38 - 47）[201]
- レジエル - 高野海琉（1 - 24・26・27・41・45・47）[202]
- ズオス - 才川コージ（1 - 24・26 - 28・30 - 32・41・45・47）[203]
- マスターロゴス / 仮面ライダーソロモン[注釈 28] - 相馬圭祐（23 - 26・28・29・31 - 41・47）
- バハト / 仮面ライダーファルシオン - 谷口賢志（34 - 38・47）
- ルナ[注釈 29] - 岡本望来（1・2・9・10・12・13・15・16・25・28・33 - 35・39 - 44・46）
- 尾上そら - 番家天嵩（3・4・8・16・22・24・25・34・41・44・47）
- タッセル - レ・ロマネスクTOBI（1 - 27・39 - 42・47）[199]
- 先代炎の剣士・上條大地 / 仮面ライダーカリバー - 平山浩行（1 - 15・45）[注釈 30][199]
- ソフィア[注釈 31] - 知念里奈（2 - 11・15・16・20・25・29 - 48）[199]

### 声の出演
- ナレーション - 大塚明夫[199]
- 聖剣ソードライバー、システムボイス全般音声 - 大塚明夫、坂本英三[206][207]
- 仮面ライダー最光システムボイス - 茂木欣一（東京スカパラダイスオーケストラ）[208]
- 仮面ライダーサーベラシステムボイス - 福田みゆ（NEO JAPONISM）[209]
- デザスト - 内山昂輝（4 - 8・11・14・15・20・28・30・33・35 - 39・41 - 43・45）[199]
- カリュブディスメギド - 岩崎諒太（21・22・28・39・41・43）[199]
- 司会者 - 澤田賢一郎（22）
- バイス / 仮面ライダーバイス - 木村昴（増刊号）『仮面ライダーリバイス』[210]
- オルテカ - 関隼汰（増刊号）『仮面ライダーリバイス』

### ゲスト
- 幼い飛羽真 - 前川伊織（1・9・10・12・13・15・16・28・33・35・44・46）
- 亨 - 榎木薗都也（1）
- 美沙 - 今野杏南（1）
- 亮太 - 西山蓮都（1）
- 戦う妖精さん - 才木玲佳（4）[211]
- 幼い賢人 - 宮本琉成（5・10・12・13・28・33・35・44・46）
- 富加宮隼人[注釈 32] - 唐橋充（5・15・38・45）
- 幼い倫太郎 - 大野遥斗（7・32）
- 先代水の剣士・長嶺謙信 - 三上真史（7・32）[212]
- 男B[213] - 松田凌（8）[注釈 33]
- 男A[213] - 吉田メタル（8）[注釈 33]
- サラリーマン - 高田将司（11）[214][注釈 33]
- 白井ゆき - 長谷部瞳（16 - 19・28・44・47）
- ワンダーワールドを見る夫婦[215] - 岩田栄慶、岩田眞優（16）[注釈 33]
- ワンダーワールドを見る青年[215] - 山際海斗（16）[注釈 33]
- 来島慎吾 - 込江海翔（19・20・44）
- 伊本マミ - MIO（21・22・44）
- 伊本レミ - YAE（21・22・44）
- 大秦寺の祖父 - 栗田芳宏（21）
- 幼い大秦寺 - 福島永大（21）
- 失踪者の妻 - 吹越ともみ（21）
- 失踪者 - 作野良輔（21）[216][注釈 34]
- 夢の中の少年 - 青木凰（24 - 27・47）
- 蓮の師匠 - 富永研司（36）
- ゾックス・ゴールドツイカー / ツーカイザー - 増子敦貴（特別章）『機界戦隊ゼンカイジャー』
- カップル - 伊田臣弥、杉林健生、松川大祐、大橋繭子、水嶋ミナ、山城屋理紗（特別章）
- 大人のルナ - 横田真悠（44 - 47）
- 尾上晴香 - 中島亜梨沙（44・47）[217]
- 市民 - 正木航平、夕帆（46・47）
- 記者 - 岩永ひひお（47）
- ヒューマギア - 長谷川圭一（47）[218][注釈 34]
- 五十嵐一輝 / 仮面ライダーリバイ - 前田拳太郎（増刊号）『仮面ライダーリバイス』[210]
- ジョージ・狩崎 - 濱尾ノリタカ（増刊号）『仮面ライダーリバイス』
- 拓斗 - 木村聖哉（増刊号）
- 文実 - 安藤美優（増刊号）
- 純平 - 蒲田優惟人（増刊号）

### スーツアクター
セイバーのスーツアクターを務める浅井は本作品で初めて1号ライダーを担当する。プロデューサーの高橋は、高岩成二のように芝居の引き出しがあるアクターはなかなかいないため、アクターをその年のライダーのキャラクターに合わせて選んだ方がいい、という考えを持ち、主役ライダーのスーツアクターを固定化しないことで、若手の活性化や、今年はできなかったが来年はできるのでは、というモチベーションを持ってほしいと思ったからといい、ライダーが出来そうなアクターを集めて面接で選んだという。
スラッシュのスーツアクターを務める森は本作品で初めてメインの仮面ライダーを担当する。
サーベラのスーツアクターを務める宮澤雪は本作品で初めてレギュラーキャラクターを担当する。
ソロモンのスーツアクターを務める小森拓真は本作品で初めて仮面ライダー役を担当する。
デザストのスーツアクターを務める岡田は、後に『機界戦隊ゼンカイジャー』でブルーンのスーツアクターを務めることから、それ以降は榮ら数名が担当している。
- 仮面ライダーセイバー[出典 161]、神山飛羽真（吹き替え）[138] - 浅井宏輔
- 仮面ライダーセイバー[75]、仮面ライダーデュランダル（代役）[220] - 渡辺淳
- 仮面ライダーブレイズ[出典 162]、デザスト[222]、仮面ライダーバイス（増刊号）[223] - 永徳
- 仮面ライダーエスパーダ[出典 161]、仮面ライダーカリバー[199][4] - 中田裕士
- 仮面ライダーバスター[出典 161] - 岡元次郎
- 仮面ライダー剣斬[出典 163]、緋道蓮（吹き替え）[224]、ネコメギド（30,31）[157] - 藤田慧
- 仮面ライダースラッシュ[199][4] - 森博嗣
- 仮面ライダーカリバー（上條大地 / 富加宮隼人）[出典 161] - 富永研司
- 最光シャドー[199][4]、仮面ライダー最光 エックスソードマン[出典 164] - 荒川真
- 仮面ライダーサーベラ[出典 164]、仮面ライダーカリバー（ソフィア）[4]、メデューサメギド[157] - 宮澤雪
- 仮面ライダーデュランダル[出典 164] - 今井靖彦
- ストリウス[199]、仮面ライダーソロモン[出典 165]、仮面ライダーストリウス[出典 165]、ゴーレムメギド[157] - 小森拓真
- レジエル[199]、デザスト[219]、仮面ライダーファルシオン（デザスト）[109][4]、カリュブディスメギド[72]、バッタ・デッドマン[225] - 榮男樹
- ズオス[199]、アヒルメギド[53]、ハクチョウメギド[53]、ダイオウイカ・デッドマン[225] - 寺本翔悟
- デザスト[199] - 岡田和也
- ツーカイザー（特別章）[226]、デザスト[222] - 伊藤茂騎
- 仮面ライダーリバイ（増刊号）[223] - 縄田雄哉

## スタッフ
パイロット監督は、仮面ライダーシリーズでは初となる柴﨑貴行が担当。脚本は『仮面ライダーゴースト』などを担当した福田卓郎が担当。
クリーチャーデザインは、スーパー戦隊シリーズなどを担当していた酉澤安施が仮面ライダーシリーズ初担当。
- 原作 - 石ノ森章太郎[199]
- スーパーバイザー - 小野寺章
- プロデューサー - 井上千尋[199]・水谷圭[199]（テレビ朝日）、高橋一浩[199]（東映）
- 脚本 - 福田卓郎[199]、毛利亘宏[24]、長谷川圭一、内田裕基
- 音楽 - 山下康介[199]
- アクション監督 - 渡辺淳（ジャパンアクションエンタープライズ）[199]
- アクション監督代行 - おぐらとしひろ[227]、藤井祐伍[227]
- アクション監督補 - 藤田慧（44 - 48）
- 特撮監督 - 佛田洋[199]
- 監督 - 柴﨑貴行[199]、中澤祥次郎、上堀内佳寿也、石田秀範、坂本浩一、諸田敏、杉原輝昭、柏木宏紀
- 撮影 - 倉田幸治、植竹篤史、百瀬修司、岩﨑智之
- 照明 - 斗沢秀、西田文彦、佐々木康雄、水本富男
- 美術 - 大嶋修一
- 録音 - 遠藤和生、三澤武徳
- 編集 - 金田昌吉
- スクリプター - 國米美帆、渋谷康子、小林加苗、森みどり、高山秀子、坂本希代子、栗原節子、柿﨑徳子、梅木望帆、高遠桜
- 助監督 - 作野良輔、山田敏久、宮﨑駿
- 制作担当 - 伊場野高嗣、中島嘉隆、東正信、喜多智彦
- ラインプロデューサー - 道木広志
- ラインプロデューサー補 - 下前明弘
- 助監督 - 田渕大倫、杉澤飛龍、杣林翔馬、佐藤音二郎、吉田尅隻、小畑宜輝、小波津靖、平舘銀河、山田敏久
- 原稿担当 - 佐々木智章（1 - 4,19,20）
- 衣装 - 栗田侑子、花房奈苗、神子島佑佳（東京衣装）
- 衣装スタイリスト - 村瀬昌広
- ヘアメイク - 森下浩美、田中梨沙、遠山穂波（ザフェイスメイクオフィス）
- 進行主任 - 伊藤渉、伊藤隆幸、喜多智彦、本間隆廣、斎藤寛、餅田愛里咲
- 進行 - 山田理穂、木村寧音、鈴置和己
- 進行助手 - 鈴置和己、福田拓海
- 制作デスク - 松川絢之郎、近藤孔明、山口凛、髙田彩可
- 絵コンテ - 伊藤康洋、伊藤そうあ、持田隼生
- モニターグラフィック - 遠藤眞一郎
- 操演 - 高木友善（ライズ）
- カースタント&コーディネイト - 西村信宏（武士レーシング）
- MA - 曽我薫
- 選曲 - 金成謙二（ドンカンパニー）
- MAオペレーター - 長田歩未
- 技術運営 - 林和哉
- 仕上進行 - 見立英里
- キャラクターデザイン - 田嶋秀樹（石森プロ）、PLEX
- クリーチャーデザイン - 酉澤安施、久正人（増刊号）
- イラスト - 伊津野妙子
- ジオラマ監修･仕上げ  - 情景師アラーキー
- ジオラマ制作 - 内田太郎（やざぶ総建）
- AP - 磯田ゆう
- プロデューサー補 - 土井健生、湊陽祐（東映）
- プロデュース協力（増刊号） - 望月卓、百瀬龍介（東映）
- 音楽協力（増刊号） - 中川幸太郎
- 制作 - テレビ朝日[228]、東映[228]、ADK[228]

### 特別章スタッフ
『セイバー+ゼンカイジャー スーパーヒーロー戦記』の公開を記念して、2021年7月18日に放送された『機界戦隊ゼンカイジャー』との合体スペシャルのスタッフは以下の通りである。
- 原作 - 石ノ森章太郎、八手三郎
- 脚本 - 毛利亘宏
- 監修 - 香村純子
- 音楽 - 山下康介、渡辺宙明、大石憲一郎
- スーパーバイザー - 小野寺章
- プロデューサー - 井上千尋・水谷圭（テレビ朝日）、白倉伸一郎・武部直美・高橋一浩（東映）
- アクション監督 - 福沢博文
- 特撮監督 - 佛田洋
- 監督 - 諸田敏
- 撮影 - 上赤寿一
- 照明 - 柴田守
- 美術 - 岡村匡一、大嶋修一
- 録音 - 中山寿範
- 編集 - 佐藤連
- スクリプター - 森みどり
- 助監督 - 茶谷和行
- 制作担当 - 田中耕作
- ラインプロデューサー - 佐々木幸司
- 計測 - さとう真之
- 撮影助手 - 山田一都、長谷川統万
- モニター担当 - 川端健太
- 照明助手 - 泉谷しげる、速川英明
- 録音助手 - 増島勇良
- 美術助手 - 安田菜々美、小林桜
- 装置 - 紀和美建
- 装飾 - 塩満義幸、山口康孝、淀名和祐介、大前瑠美（東京美工）
- セット付 - 山田真冬
- 助監督 - 塩川純平、上窪貴一、奥野竜也、斎藤凛太朗
- 原稿担当 - 佐々木智章
- 衣装 - 栗田侑子（東京衣装）
- 衣装スタイリスト - 村瀬昌広
- メイク - 室井彩世、清水亜莉沙
- 進行主任 - 伊藤渉
- 制作進行 - 餅田愛里咲、木村寧音
- 制作デスク - 高野葉月、中村光希、坪井美早紀
- キャラクター管理 - 佐藤藍（レインボー造型企画）、田山健
- 絵コンテ - 伊藤康洋
- 操演 - 橋本一輝（ライズ）
- MA - 薄井洋明
- 選曲 - 宮葉勝行
- 音響効果 - 桑原秀綱（SoundRound）
- MAオペレーター - 錦織真里
- 技術運営 - 林和哉、川崎秀彦
- 仕上進行 - 行成杏奈
- キャラクターデザイン - 田嶋秀樹（石森プロ）、PLEX
- クリーチャーデザイン - K-SuKe[注釈 35]
- イラスト - 伊津野妙子
- ジオラマ監修･仕上げ  - 情景師アラーキー
- ジオラマ制作 - 内田太郎（やざぶ総建）
- AP - 磯田ゆう
- プロデューサー補 - 土井健生、湊陽祐、瀧島南美、松浦大悟（東映）
- 制作 - テレビ朝日、東映、ADK

## 音楽
本作品では、『仮面ライダー響鬼』以来となるエンディングテーマが製作されると共に、エンディング映像はシリーズとしては初めてダンスを中心に構成されたものとなる。
オープニング・エンディングともに東洋文庫ミュージアムのモリソン書庫展示室で撮影された。
主題歌「ALMIGHTY〜仮面の約束 feat.川上洋平」
作詞 - 谷中敦 / 英語詞翻訳・歌 - 川上洋平 / 作曲 - 川上つよし / 編曲・演奏 - 東京スカパラダイスオーケストラ
通常のオープニング映像は第2章より使用された。第1・10・15・27章では挿入歌として使用され、キャスト・主要スタッフクレジットはアバンタイトル中に表示された。
エンディングテーマ「仮面ライダーセイバー」
作詞 - 谷中敦 / 作曲 - 加藤隆志 / 編曲 - 東京スカパラダイスオーケストラ / 歌 - 茂木欣一 / ダンス振付・指導 - TAKAHIRO
- 当初はオープニング曲候補の別バージョンとして来たもので、上述のオープニング曲が選ばれたものの、コロナの影響で、エンディングをつけることで尺を短くすることを想定していたため、こちらがエンディング曲に選ばれた。

劇中歌
「Rewrite the story」（38 - 40）
作詞 - 藤林聖子 / 作曲 - tatsuo / 歌 - 内藤秀一郎・山口貴也・青木瞭
「Will save us」（43）
作詞 - 渡部紫緒、上堀内佳寿也 / 作曲 - 鳴瀬シュウヘイ / 歌 - 川津明日香
「The story never ends」（44）
作詞 - 藤林聖子 / 作曲 - 山下康介 / 歌 - 知念里奈
「Timeless Story」（45）
作詞 - 瀧尾渉 / 作曲 - 山下康介 / 歌 - 歌人三昧サマディ
劇中曲「BOOK OF POWER（Instrumental）」（45）
作曲 - tatsuo

## 制作
年間を通して最終的に善悪を含めて12人の仮面ライダーが登場した。従来のように多人数ライダーの作品では葛藤や対立が生まれているが、現実世界では新型コロナウイルスが流行していることから、角を突き合わせている主人公たちという展開はなるべく避け、前作『ゼロワン』がハードSFであったことから、本作品では全く異なる方向性のものとしてファンタジーのような世界がモチーフとなり、近年の作品がシリアスな設定のため、「少し怖い」という意見があったことから低年齢層を意識した明るい作風を目指しており、純粋に子供たちが仮面ライダーを応援できるよう、本作品の序盤は殺伐としたライダー同士の戦いはカリバーのみに絞り、「みんなで力を合わせて危機を脱する」というスーパー戦隊らしい展開となり、年末年始からは改めて主義主張の違いから互いの背負っているものを理解するための剣士同士の戦いという仮面ライダーらしさに徐々に立ち返った展開となっている。また、眉間にしわを寄せて戦うキャラクターを減らしたり、他流試合であっても従来のシリーズのライダー同士の激突とは異なる意味合いのものとなっている。また、10剣士が出ることは当初から決まっており、基本はイケメンの若者の剣士ではあるが、それらを取り巻く剣士の振り幅は広くしており、子連れライダーや剣そのものなどにも様々な個性を持たせるようにしており、各キャラの立ち位置を決めてからシリーズに入っていった。
下述のように当初は渋谷スクランブル交差点、ビルや河原など様々な場所で戦うというロードムービーのような要素もあったが、コロナでロケに行けなくなり、そのような舞台を転々とする設定が実現できなくなった。新型コロナウイルスの影響が全国的にあることから、街中でのバトルもエキストラが使えないことから難しく、近場のロケ自体も難しい状態となったため、コロナの状況下でも撮影できるような設定として、外出自粛などによってロケができなくなることを想定して、セットと東映の撮影所内のみをメインに撮影し、飛羽真の本屋やノーザンベースの設定が生まれ、その設定を活かしつつ完結させるため、『漂流教室』のように「異世界に街の一部が飛ばされ、そこから元の世界に戻る」イメージであれば、ロケも撮影所周辺の限られたロケで済み、画変わりはしないが、設定的にはおかしくないものとなった。だが、「元の世界に戻る」という目的にすると、毎回ライダーを活躍することが難しくなるため、「異世界に行った街の一角を取り戻す」というものとなったことで、撮影所周辺に絞った撮影ができ、毎回ライダーが「街を取り戻す」ために活躍できるようになった。第1話のみ従来の仮面ライダーの作り方に近い方法で撮影し、第2話では中盤の1シーンのみロケで撮影し、それ以外はロケではなく合成で撮影している。また、コロナの影響で街にロケが出られないことから、年内まではロケに出なくても撮影が進行するような話に変更された。
撮影方法も、コロナの影響で新たな方法が採り入れられており、一般的な合成は人物をグリーンバックやブルーバックで撮影して、背景を後処理で差し替えるクロマキー撮影だったが、ロケに行かない分までクロマキーに依存すると、合成チームに負担をかけてしまうことから、バーチャル空間に負担をかけずに役者を立たせるために、県を跨いだ遠方のロケではなく背景用の映像をロケ先で少人数のスタッフが撮影し、撮影日にリアルタイムでスタジオで人物を映し出した実景映像に合成させる「ライブ合成」と呼ばれるグリーンバックを必要としない合成技術にすることで、移動時の予算の削減やロケ現場にキャストが行かないことで感染拡大を防止している。また、ワンダーワールドも、Unreal Engine4で作られた6キロ四方の映像の中でリアクションをしたり移動することが可能となっている。また、下述のようにアイキャッチやエンディングが導入されているが、これは2分弱本編尺を短くすることで、新規に撮影する分量を減らすものとなっている。
また、剣士の設定やタイトルから『Fate/stay night』や『鬼滅の刃』が連想されるが、それらは意識しておらず、メインライターの福田は偶然の一致だったといい、高橋が「剣豪小説」が好きだったため、様々な流派の剣士が登場してそれぞれの技で戦い、剣士ごとに様々な状況や事情があるといった人間模様や個性の幅を『仮面ライダー』に落とし込んだものとなった。
また本作品では、いわゆる「おやっさん」ポジションがいない。

## 放送日程
- 全編通して、話数のカウントは「第○章」、サブタイトルは「○○、○○。」[注釈 37]のフォーマットで統一されている。
- 本作品では近年のドラマ作品においては珍しくアイキャッチを使用しており、仮面ライダーシリーズとしては『仮面ライダーBLACK RX』から32年ぶりにアイキャッチが導入された[234]。アイキャッチ映像は本作品に登場するワンダーライドブックの朗読の続きを読むことができる。
- 各話終了時、その回で使用された関連のワンダーライドブックが表示される。第38章以降は刃王剣十聖刃、が表示された。

| 放送日         | 放送回                    | サブタイトル                     | 登場怪人 | 脚本       | アクション監督 | 監督         |
| -------------- | ------------------------- | -------------------------------- | --- | ---------- | -------------- | ------------ |
| 2020年09月06日 | 第1章                     | はじめに、炎の剣士あり。         | - ゴーレムメギド（声 - 白熊寛嗣） | 福田卓郎   | 渡辺淳         | 柴﨑貴行     |
| 9月13日        | 第2章                     | 水の剣士、青いライオンとともに。 | - アリメギド（声 - 江越彬紀） - キリギリスメギド（声 - 江越彬紀） | 福田卓郎   | 渡辺淳         | 柴﨑貴行     |
| 9月20日        | 第3章                     | 父であり、剣士。                 | - ゴーレムメギド - サンショウウオメギド（ハンザキメギド）（声 - 間島淳司） | 毛利亘宏   | 渡辺淳         | 中澤祥次郎   |
| 9月27日        | 第4章                     | 本を開いた、それゆえに。         | - サンショウウオメギド強化態（ハンザキメギド強化態） | 毛利亘宏   | 渡辺淳         | 中澤祥次郎   |
| 10月04日       | 第5章                     | 我が友、雷の剣士につき。         | - ピラニアメギド（声 - 平川大輔） - ピラニアメギド♀（声 - 森島亜梨紗）（第6章） | 福田卓郎   | 渡辺淳         | 上堀内佳寿也 |
| 10月11日       | 第6章                     | 疾風の如く、見参。               | - ピラニアメギド（声 - 平川大輔） - ピラニアメギド♀（声 - 森島亜梨紗）（第6章） | 福田卓郎   | 渡辺淳         | 上堀内佳寿也 |
| 10月18日       | 第7章                     | 王の剣、アヴァロンにあり。       | - メデューサメギド（声 - 斉藤貴美子） | 長谷川圭一 | 渡辺淳         | 石田秀範     |
| 10月25日       | 第8章                     | 封印されしは、アーサー。         | - メデューサメギド（声 - 斉藤貴美子） | 長谷川圭一 | 渡辺淳         | 石田秀範     |
| 11月08日       | 第9章                     | 重なり合う、戦士の音色。         | - アヒルメギド（声 - 関智一） | 毛利亘宏   | 渡辺淳         | 坂本浩一     |
| 11月15日       | 第10章                    | 交わる剣と、交差する想い。       | - アヒルメギド / ハクチョウメギド（声 - 関智一） | 毛利亘宏   | 渡辺淳         | 坂本浩一     |
| 11月22日       | 第11章                    | 乱れる雷、広がる暗雲。           | - ゴブリンメギド | 長谷川圭一 | 渡辺淳         | 中澤祥次郎   |
| 11月29日       | 第12章                    | 約束の、あの場所で。             | - ゴブリンメギド | 長谷川圭一 | 渡辺淳         | 中澤祥次郎   |
| 12月06日       | 第13章                    | 俺は、俺の、思いを貫く。         | - ゴブリンメギド | 福田卓郎   | 渡辺淳         | 石田秀範     |
| 12月13日       | 第14章                    | この思い、剣に宿して。           | - | 福田卓郎   | 渡辺淳         | 石田秀範     |
| 12月20日       | 第15章                    | 覚悟を超えた、その先に。         | - | 長谷川圭一 | 渡辺淳         | 坂本浩一     |
| 12月27日       | 第16章                    | 世界を救う、一筋の光。           | - | 長谷川圭一 | 渡辺淳         | 坂本浩一     |
| 2021年01月10日 | 第17章                    | 古の使者は、光か影か。           | - イエティメギド（声 - 羽多野渉） - メデューサメギド（第17章） - ゴブリンメギド（第17章）                                                                                                   | 毛利亘宏   | 渡辺淳         | 諸田敏       |
| 1月17日        | 第18章                    | 炎の執念、メギドを討つ。         | - イエティメギド（声 - 羽多野渉） - メデューサメギド（第17章） - ゴブリンメギド（第17章）                                                                                                   | 毛利亘宏   | 渡辺淳         | 諸田敏       |
| 1月24日        | 第19章                    | 炎と光、剣と剣。                 | - 王様メギド （声 - 緒方賢一） | 福田卓郎   | 渡辺淳         | 石田秀範     |
| 1月31日        | 第20章                    | 牙城を崩す、剣の意志。           | - 王様メギド （声 - 緒方賢一） | 福田卓郎   | 渡辺淳         | 石田秀範     |
| 2月07日        | 第21章                    | 最高に輝け、全身全色。           | - カリュブディス - ゴーレムメギド（第21章） - サンショウウオメギド（第21章） - アヒルメギド（第21章）                                                                                       | 長谷川圭一 | 渡辺淳         | 杉原輝昭     |
| 2月14日        | 第22章                    | それでも、人を救いたい。         | - カリュブディス - ゴーレムメギド（第21章） - サンショウウオメギド（第21章） - アヒルメギド（第21章）                                                                                       | 長谷川圭一 | 渡辺淳         | 杉原輝昭     |
| 2月21日        | 第23章                    | 荒れ狂う、破壊の手。             | - | 毛利亘宏   | 渡辺淳         | 柴﨑貴行     |
| 2月28日        | 第24章                    | 父の背中、背負った未来。         | - | 毛利亘宏   | 渡辺淳         | 柴﨑貴行     |
| 3月07日        | 第25章                    | 煙をまといし、真紅の刺客。       | - | 福田卓郎   | 渡辺淳         | 上堀内佳寿也 |
| 3月14日        | 第26章                    | 深き闇、剣と共に。               | - | 福田卓郎   | 渡辺淳         | 上堀内佳寿也 |
| 3月21日        | 第27章                    | 哀しみを、笑顔に変えて。         | - | 長谷川圭一 | 渡辺淳         | 坂本浩一     |
| 3月28日        | 第28章                    | 記す過去、描く未来。             | - カリュブディス | 長谷川圭一 | 渡辺淳         | 坂本浩一     |
| 4月04日        | 第29章                    | その時、剣士が動いた。           | - | 長谷川圭一 | 渡辺淳         | 坂本浩一     |
| 4月11日        | 第30章                    | 絆、切り裂かれても。             | - ネコメギド（声 - 朴璐美） | 福田卓郎   | 渡辺淳         | 石田秀範     |
| 4月18日        | 第31章                    | 信じる強さ、信じられる強さ。     | - ネコメギド（声 - 朴璐美） | 福田卓郎   | 渡辺淳         | 石田秀範     |
| 4月25日        | 第32章                    | 僕の想い、結晶となりて。         | - | 内田裕基   | 渡辺淳         | 杉原輝昭     |
| 5月02日        | 第33章                    | それでも、未来は変えられる。     | - | 内田裕基   | 渡辺淳         | 杉原輝昭     |
| 5月09日        | 第34章                    | 目を覚ます、不死の剣士。         | - | 長谷川圭一 | 渡辺淳         | 諸田敏       |
| 5月16日        | 第35章                    | そして私は、神になる。           | - | 長谷川圭一 | 渡辺淳         | 諸田敏       |
| 5月23日        | 第36章                    | 開かれる、全知全能の書。         | - | 毛利亘宏   | 渡辺淳         | 柏木宏紀     |
| 5月30日        | 第37章                    | 未来を変えるのは、誰だ。         | - | 毛利亘宏   | 渡辺淳         | 柏木宏紀     |
| 6月06日        | 第38章                    | 聖剣を束ねる、銀河の剣。         | - | 内田裕基   | 渡辺淳         | 柴﨑貴行     |
| 6月13日        | 第39章                    | 剣士よ、信じる道を行け。         | - カリュブディス | 内田裕基   | 渡辺淳         | 柴﨑貴行     |
| 6月20日        | 第40章                    | 輝く友情、三剣士。               | - | 長谷川圭一 | 渡辺淳         | 石田秀範     |
| 6月27日        | 第41章                    | 二千年、綴られた願い。           | - カリュブディス・ハーキュリー | 長谷川圭一 | 渡辺淳         | 石田秀範     |
| 7月04日        | 第42章                    | はじまる、美しい終わり。         | - | 福田卓郎   | 渡辺淳         | 上堀内佳寿也 |
| 7月11日        | 第43章                    | 激突、存在する価値。             | - カリュブディス | 福田卓郎   | 渡辺淳         | 上堀内佳寿也 |
| 7月18日        | 映画公開記念合体SP 特別章 | 界賊来たりて、交わる世界。       | - オリヒメワルド（声 - 保志総一朗） | 毛利亘宏   | 福沢博文       | 諸田敏       |
| 8月01日        | 第44章                    | 開く、最後のページ。             | - ロード・オブ・ワイズ スパルタン（第44章・第45章） - ロード・オブ・ワイズ ハイランダー（第44章 - 第46章） - ロード・オブ・ワイズ ディアゴ（第44章 - 第46章） - ロード・オブ・ワイズ クオン | 長谷川圭一 | 渡辺淳         | 杉原輝昭     |
| 8月08日        | 第45章                    | 十剣士、世界を賭けて。           | - ロード・オブ・ワイズ スパルタン（第44章・第45章） - ロード・オブ・ワイズ ハイランダー（第44章 - 第46章） - ロード・オブ・ワイズ ディアゴ（第44章 - 第46章） - ロード・オブ・ワイズ クオン | 長谷川圭一 | 渡辺淳         | 杉原輝昭     |
| 8月15日        | 第46章                    | さようなら、私の英雄。           | - ロード・オブ・ワイズ スパルタン（第44章・第45章） - ロード・オブ・ワイズ ハイランダー（第44章 - 第46章） - ロード・オブ・ワイズ ディアゴ（第44章 - 第46章） - ロード・オブ・ワイズ クオン | 長谷川圭一 | 渡辺淳         | 石田秀範     |
| 8月22日        | 最終章                    | 終わる世界、生まれる物語。       | - ロード・オブ・ワイズ スパルタン（第44章・第45章） - ロード・オブ・ワイズ ハイランダー（第44章 - 第46章） - ロード・オブ・ワイズ ディアゴ（第44章 - 第46章） - ロード・オブ・ワイズ クオン | 長谷川圭一 | 渡辺淳         | 石田秀範     |
| 8月29日        | 増刊号                    | 新たなページが、開くとき、       | - バッタ・デッドマン | 内田裕基   | 渡辺淳         | 石田秀範     |

## ネット配信
YouTubeの以下のチャンネルにて1・2・28話の全編無料配信が行われた。
| 配信対象地域                                | 配信先                                                   | 更新期間                                                                   | 備考                     |
| ------------------------------------------- | -------------------------------------------------------- | -------------------------------------------------------------------------- | ------------------------ |
| 日本全域\|スーパーヒーロータイム テレビ朝日 | 2020年9月6日（1話） 9月13日（2話） 2021年3月28日（28話） | 2020年10月31日までの期間限定（1・2話） 2021年4月27日までの期間限定（28話） | 東映特撮YouTube Official |

## 他媒体展開

### 映画
『劇場短編 仮面ライダーセイバー 不死鳥の剣士と破滅の本』（2020年12月18日公開）
本作品の単独作品。
『セイバー+ゼンカイジャー スーパーヒーロー戦記』（2021年7月22日公開）
仮面ライダー50周年×スーパー戦隊45作品記念作品。
『仮面ライダー ビヨンド・ジェネレーションズ』（2021年12月17日公開）
仮面ライダー50周年作品。本作品と『仮面ライダーリバイス』をメインとしたクロスオーバー作品。

### Vシネクスト
『仮面ライダーセイバー 深罪の三重奏』
テレビシリーズの8年後を描いたVシネクスト作品。

### 他テレビシリーズ
『機界戦隊ゼンカイジャー』
同作品ならびに本作品の2021年7月18日放送分は、前述の『セイバー+ゼンカイジャー スーパーヒーロー戦記』の公開を記念したコラボ回として制作された。

### Webドラマ

#### 剣士列伝
『仮面ライダーセイバー スピンオフ 剣士列伝』
2020年11月8日より動画配信サイト『TELASA』で配信のスピンオフ作品。全4話。ブレイズ、エスパーダ、バスター、剣斬、スラッシュの5人のバックボーンが語られる。全話通して、脚本は金子香緒里、監督は坂本浩一が担当。
- エスパーダとブレイズ編は本編の基となる話よりも先に撮影された部分もあり、先に撮影した部分を編集し、後に撮影された本編の基となる話の編集が終わってから、その映像を差し込んで再度編集を調節するというプロセスとなっている。

| 配信日         | 配信回 | サブタイトル                                  | chapter                     |
| -------------- | ------ | --------------------------------------------- | --------------------------- |
| 2020年11月08日 | 第1話  | an episode of 仮面ライダースラッシュ&バスター | chapter 8.5                 |
| 11月22日       | 第2話  | an episode of 仮面ライダー剣斬                | the other side of chapter 9 |
| 12月06日       | 第3話  | an episode of 仮面ライダーエスパーダ          | behind the chapter 13       |
| 12月20日       | 第4話  | an episode of 仮面ライダーブレイズ            | chapter 15.5                |

#### TTFC産直シアター
『TTFC産直シアター 仮面ライダーセイバー』
2020年12月27日より東映特撮ファンクラブ会員限定で配信のオリジナル作品。東映特撮 YouTube Officialでも東映特撮ファンクラブとは異なるバージョンが無料配信されている。リモート・エキストラと題しTTFC会員から募集した自撮りの動画も使用される。
キャスト
- 仮面ライダーセイバー - 内藤秀一郎
- 中﨑貴璃子 / アリメギドの声 - 中﨑絵梨奈（1）
- 仮面ライダーブレイズ - 山口貴也（2）
- 有紗 - 真島なおみ（2）
- キリギリスメギド - 田中佳人（2,3）
- 仮面ライダー1号の声 - 稲田徹（3）
- シャドームーンの声 - てらそままさき（3）
- お姉さん - 霜月めあ（3）

スタッフ
- プロデューサー（1,2）、プロデュース・構成（3） - 小嶋雄嗣
- アクション監督 - 宮崎剛
- 構成演出（1,2）、演出（3） - 林和哉
- 制作プロダクション - 東映テレビ・プロダクション
- 製作 - 東映特撮ファンクラブ

エンディング曲
- 「Determination」歌 - 中﨑絵梨奈（1）
- 「すべてがうまくいかなくても」 作詞・作曲 - 加藤俊一 / 歌 - 真島なおみ（2）

| 配信日         | 配信回 | サブタイトル                             |
| -------------- | ------ | ---------------------------------------- |
| 2020年12月27日 | 第1幕  | 聖刃と砕け霧心、ありのままに。           |
| 2021年06月13日 | 第2幕  | みんなをすくえ、セイバーとブレイズ。     |
| 11月07日       | 第3幕  | セイバーVSシャドームーン、そして・・・。 |

#### 仮面ライダーセイバー×ゴースト
東映特撮ファンクラブにて2021年5月23日に配信されたオリジナル作品。
- カノンを中心とした物語であることから、『ゴースト RE:BIRTH 仮面ライダースペクター』からの流れのような感じとなっており、タケルは歳を重ねていることから以前より大人にしているが、マコトとカノンについてはそのままにしている。

あらすじ
かつて眼魔世界で究極生命体を作ろうとしていたダントン派の残党が地球で暗躍を始める。残党たちは究極生命体である深海マコトを誘き出すために彼の妹である深海カノンのコピーを町に放つ。大天空寺の天空寺タケルは眼魔世界から連絡を受けてコピーカノンを探すために町へ出動する。一方、飛羽真は町でマコトを探すコピーカノンに出会うが、デザストに彼女が絡まれたことでコピーカノンは錯乱して怪力で暴れ出してしまう。そこにタケルも合流し、コピーカノンを守るために彼女を狙うダントン派の残党と戦う。
登場人物
ロベス / 眼魔スペリオル
究極生命体に進化しようとする眼魔世界のダントン派の残党。コピーカノンを洗脳して操る。
キャスト
- 神山飛羽真 / 仮面ライダーセイバー - 内藤秀一郎
- 天空寺タケル / 仮面ライダーゴースト - 西銘駿

- 須藤芽依 - 川津明日香

- 深海カノン - 工藤美桜
- ジャベル - 聡太郎

- ロべス / ガンマスペリオル - 北代高士

- マラー - 桜田航成

- カミーユ - 輝海
- デザストの声 - 内山昂輝

- 謎の男 - 高橋ヒロム（新日本プロレス）

- タッセル - レ・ロマネスクTOBI

スーツアクター
- 仮面ライダーセイバー - 浅井宏輔
- デザスト - 伊藤茂騎

スタッフ
- 原作 - 石ノ森章太郎
- スーパーバイザー - 小野寺章
- プロデューサー - 渕勇二（テレビ朝日）、高橋一浩・小池健之（東映）、車古光一（バンダイナムコライツマーケティング）
- 脚本 - 福田卓郎
- 音楽 - 山下康介、坂部剛
- 撮影 - 倉田幸治
- 照明 - 西田文彦
- 美術 - 大嶋修一
- 録音 - 遠藤和生
- 編集 - 金田昌吉
- スクリプター - 栗原節子
- 助監督 - 作野良輔
- 制作担当 - 喜多智彦、東正信
- ラインプロデューサー - 道木広志
- アクション監督 - 渡辺淳（ジャパンアクションエンタープライズ）
- 監督 - 坂本浩一

#### 仮面ライダースペクター×ブレイズ
『仮面ライダースペクター×ブレイズ』
東映特撮ファンクラブにて2021年6月27日に配信されたオリジナル作品。『仮面ライダーセイバー×ゴースト』の続編となる。
あらすじ
深海マコトの妹である深海カノンはダントン派の残党に利用されるコピーカノンたちを案じて眼魔世界から地球へと向かう。倫太郎はカノンと出会うが、カノンとコピーカノンを狙うダントン派の残党が現れたことで彼らと戦うも、聖剣では眼魔世界のテクノロジーには通用しない。そこにマコトが現れ、倫太郎にタッセルから預かったワンダーライドブックを渡し、カノンとともに変身してダントン派の残党と戦う。
登場人物
カミーユ / 眼魔スペリオル・パーフェクト
究極生命体に進化しようとする眼魔世界のダントン派の残党。長剣を武器としてブレイズと戦った。
マラー / 眼魔ウルティマ・エボニー
究極生命体に進化しようとする眼魔世界のダントン派の残党。4体のコピーカノンを吸収することで強化状態である眼魔ウルティマ・エボニーエボリュードにパワーアップする。
謎の男
黒づくめの男でダントン派の残党に接触したが、その目的は不明。
キャスト
- 深海マコト / 仮面ライダースペクター - 山本涼介
- 深海カノン / 仮面ライダーカノンスペクター - 工藤美桜
- 新堂倫太郎 / 仮面ライダーブレイズ - 山口貴也
- 神山飛羽真 - 内藤秀一郎
- 天空寺タケル - 西銘駿
- 須藤芽依 - 川津明日香
- マラー / ガンマウルティマ - 桜田航成
- カミーユ / ガンマスペリオル - 輝海
- デザストの声 - 内山昂輝
- 謎の男 - 高橋ヒロム（新日本プロレス）
- タッセル - レ・ロマネスクTOBI

スーツアクター
- 仮面ライダースペクター - 渡辺淳
- 仮面ライダーカノンスペクター - 宮澤雪
- 仮面ライダーブレイズ - 永徳
- デザスト - 伊藤茂騎

スタッフ
- 原作 - 石ノ森章太郎
- スーパーバイザー - 小野寺章
- プロデューサー - 渕勇二（テレビ朝日）、高橋一浩・小池健之（東映）、車古光一（バンダイナムコライツマーケティング）
- 脚本 - 福田卓郎
- 音楽 - 山下康介、坂部剛
- 撮影 - 倉田幸治
- 照明 - 西田文彦
- 美術 - 大嶋修一
- 録音 - 遠藤和生
- 編集 - 金田昌吉
- スクリプター - 栗原節子
- 助監督 - 作野良輔
- 制作担当 - 喜多智彦、東正信
- ラインプロデューサー - 道木広志
- アクション監督 - 渡辺淳（ジャパンアクションエンタープライズ）

- 監督 - 坂本浩一

エンディング曲「我ら思う、故に我ら在り」
作詞・作曲 - 綾小路翔 / 編曲 - 木内健 / 歌 - 氣志團

#### 仮面ライダーサーベラ&仮面ライダーデュランダル
『仮面ライダーセイバースピンオフ 仮面ライダーサーベラ&仮面ライダーデュランダル』
東映特撮ファンクラブにて2022年11月20日に配信されたオリジナル作品。
キャスト
- 神代玲花 / 仮面ライダーサーベラ - アンジェラ芽衣
- 神代凌牙 / 仮面ライダーデュランダル - 庄野崎謙
- 御手洗るい / 天邪鬼メギド - 矢崎広
- 尾上亮 - 生島勇輝
- 尾上そら - 番家天嵩
- 尾上晴香 - 中島亜梨沙
- 配膳女性 - 宮本侑芽
- 幼い玲花 - アレン明亜莉クレア
- 緋道蓮 - 富樫慧士

スタッフ
- 原作 - 石ノ森章太郎
- 脚本 - 金子香織里
- スーパーバイザー - 小野寺章（石森プロ）
- アクション監督 - 藤田慧（ジャパンアクションエンタープライズ）
- プロデューサー - 土井健生・湊陽祐（東映）
- 撮影 - 植竹篤史
- 照明 - 西田文彦
- 録音 - 村上洋祐
- 編集 - 柳澤和子
- 美術 - 大嶋修一
- スクリプター - 柿﨑徳子
- 助監督 - 宮崎駿
- 制作担当 - 東正信
- 装飾 - 富田元（東京美工）
- 衣装 - 栗田侑子（東京衣裳）
- スタイリスト - 村瀬昌広
- ヘアメイク - 田中梨沙（ザフェイスメイクオフィス）
- 整音 - 曽我薫
- 音響効果 - 大野義彦
- 選曲 - 金成謙二（ドンカンパニー）
- ラインプロデューサー - 道木広志
- 製作プロダクション - 東映テレビ・プロダクション
- 監督 - 柏木宏紀
- 製作 - 東映特撮ファンクラブ

### スピンオフドラマ
『ソードオブロゴスサーガ』
Blu-ray COLLECTIONに映像特典として収録されるスピンオフドラマ。全2話。上條大地と富加宮隼人の2人を主軸に物語の裏側で起きていた真実と15年前の激闘を描く。
- 日曜の朝に過去の話をやっても視聴者がついてこれないと思ったため、スピンオフの方へ割り振られた。

登場人物
上條大地 / 仮面ライダーカリバー
先代・炎の剣士。苦悩する隼人を案ずるも彼が組織を裏切ったことで、儀式を行った彼を手にかけ、組織に裏切りの原因があると推測し、彼が残した闇黒剣月闇を受け継ぎ、闇の剣士となって組織を後にし、全知全能の書に至る力を得るためメギドと結託する。
富加宮隼人 / 仮面ライダーカリバー
先代・闇の剣士。闇黒剣月闇によって世界が破滅する未来を見るようになり苦悩し、いずれもその滅びの原因がマスターロゴスの野望にあると知り、彼に迫るが、全知全能の書があれば世界を救えると言われたことで、世界を救うために、組織に保管されていたアルターライドブックを奪って全知全能の書を得るための儀式を行うが、上條によって倒される。
新閃 恭一郎（） / 仮面ライダーエスパーダ
先代の雷の剣士。上條と隼人、ソフィアの記念写真を撮影した。デザストを天祢とともに倒すものの、即座に復活したデザストによって殺される。
『萬画 仮面ライダーバスター』第3話にも登場。
鏡 天祢（） / 仮面ライダー剣斬
先代の風の剣士。男顔負けの気丈な性格で、鍛錬を常に欠かさず、リベラシオンでの特訓を好んでいた。デザストを恭一郎とともに倒すものの、即座に復活したデザストによって殺される。
『萬画 仮面ライダーバスター』第3話にも登場。
キャスト
- 上條大地 - 平山浩行（前編）
- 富加宮隼人 - 唐橋充（前編）
- マスターロゴス - 相馬圭祐
- 長嶺謙信 - 三上真史（前編）
- 新閃恭一郎 / 仮面ライダーエスパーダ - 石井一彰（前編）
- 鏡天祢 / 仮面ライダー剣斬 - 水沢エレナ（前編）
- ソフィア - 知念里奈（前編）
- 尾上亮 - 生島勇輝（前編）
- 大秦寺哲雄 - 岡宏明（前編）
- 神代玲花 - アンジェラ芽衣
- 新堂倫太郎 - 山口貴也（前編）
- 富加宮賢人 - 青木瞭
- 緋道蓮 - 富樫慧士
- ルナ - 岡本望来（前編）
- 幼い飛羽真 - 前川伊織（前編）
- 幼い賢人 - 宮本琉成（前編）
- デザストの声 - 内山昂輝
- 神代凌牙 - 庄野崎謙（後編）
- ストリウス - 古屋呂敏（後編）
- レジエル - 高野海琉（後編）
- ズオス - 才川コージ（後編）

スタッフ
- 原作 - 石ノ森章太郎
- 脚本 - 内田裕基
- 監督 - 坂本浩一（前編）、柏木宏紀（後編）

### 超バトルDVD
『てれびくん超バトルDVD 仮面ライダーセイバー 集え！ヒーロー!!爆誕ドラゴンてれびくん』
てれびくん2021年5月号（2021年4月1日発売）の応募者全員サービスDVD。てれびくんヒーローの声は『てれびくん』編集部一同が担当している。
キャスト
- 神山飛羽真 / 仮面ライダーセイバー - 内藤秀一郎
- ユーリ / 仮面ライダー最光 - 市川知宏
- 新堂倫太郎 / 悪倫太郎 - 山口貴也
- 須藤芽依 - 川津明日香
- 尾上亮 / 悪尾上 - 生島勇輝
- 中尊寺金色郎 - 岡宏明
- 尾上そら / 悪そら - 番家天嵩
- ストリウス - 古屋呂敏
- カリュブディスメギドの声 - 岩崎諒太
- アヒルメギドの声 - 関智一
- てれびくんヒーロー - 中門努、益江宏典、沼尻祐介、間宮尚彦

スタッフ
- 原作 - 石ノ森章太郎
- 脚本 - 金子香緒里
- 制作プロダクション - 東映テレビ・プロダクション
- プロデュース - 高橋一浩、紀野良輔（東映）
- アクション監督 - 渡辺淳（ジャパンアクションエンタープライズ）
- 監督 - 石田秀範
- 製作・発行 - 小学館

### Webムービー
『仮面ライダーセイバー変身講座』
YouTubeバンダイ公式チャンネルで配信の変身解説動画。
| サブタイトル             | 紹介する戦士 | 配信日          |
| ------------------------ | --- | --------------- |
| 仮面ライダーセイバー編   | 仮面ライダーセイバー ブレイブドラゴン 仮面ライダーセイバー ドラゴンイーグル 仮面ライダーセイバー クリムゾンドラゴン | 2020年 11月11日 |
| 仮面ライダーブレイズ編   | 仮面ライダーブレイズ ライオン戦記 仮面ライダーブレイズ ファンタスティックライオン                                   | 2020年 11月11日 |
| 仮面ライダーエスパーダ編 | 仮面ライダーエスパーダ ランプドアランジーナ 仮面ライダーエスパーダ ゴールデンアランジーナ                           | 11月14日        |
『仮面ライダーセイバー 7大ライダー変身！必殺！特別増刊号！』
2020年11月21日より配信の剣士たちの紹介動画。スペシャルムービーはYouTubeバンダイ公式チャンネルで、各剣士は東映特撮YouTube Officialで配信。
| サブタイトル       | 配信日          |
| ------------------ | --------------- |
| スペシャルムービー | 2020年 11月21日 |
| エスパーダ編       | 12月04日        |
| 剣斬編             | 12月04日        |
| ブレイズ編         | 12月04日        |
| バスター編         | 12月04日        |
| セイバー編         | 12月04日        |
| スラッシュ編       | 12月04日        |
| カリバー編         | 12月04日        |
『1話2分でわかる『仮面ライダーセイバー』ダイジェスト』
2020年12月16日より東映特撮YouTube Officialで配信のダイジェスト動画。
| サブタイトル                                                         | 配信日          |
| -------------------------------------------------------------------- | --------------- |
| 1話2分でわかる『仮面ライダーセイバー』ダイジェスト（第1章～第5章）   | 2020年 12月16日 |
| 1話2分でわかる『仮面ライダーセイバー』ダイジェスト（第6章～第10章）  | 12月20日        |
| 1話2分でわかる『仮面ライダーセイバー』ダイジェスト（第11章～第15章） | 12月27日        |
『仮面ライダージャンヌ&仮面ライダーアギレラ withガールズリミックス』
『仮面ライダーリバイス』のスピンオフ作品。神代玲花 / 仮面ライダーサーベラが登場。
『仮面ライダーアウトサイダーズ』
『仮面ライダーエグゼイド』のスピンオフ作品。緋道蓮 / 仮面ライダー剣斬、デザストが登場。
『ギーツエクストラ 仮面ライダータイクーンmeets仮面ライダーシノビ』
『仮面ライダーギーツ』のスピンオフ作品。仮面ライダー剣斬が登場。
『仮面ライダーマジェード withガールズリミックス』
『仮面ライダーガッチャード』のスピンオフ作品。神代玲花 / 仮面ライダーサーベラ、ソフィア / 仮面ライダーカリバーが登場。

### ショートアニメ
『別冊 仮面ライダーセイバー 短編活動萬画集』
東映特撮ファンクラブで配信のショートアニメ。第1集は劇場版『不死鳥の剣士と破滅の本』前売券特典として公式動画配信サービス『MIRAIL（ミレール）』で先行配信。
きゃすと
- とうま - ないとう・しゅういちろう（1・6）
- めい - かわづ・あすか（1・6）
- りんたろう - やまぐち・たかや（1・6）
- すとりうす - ふるや・ろびん（2・6）
- れじえる - たかの・かいる（2・6）
- ずおす - さいかわ・コージ（2・6）
- そふぃあ - ちねん・りな（3・4・6）
- けんと - あおき・りょう（3・4・6）
- おがみ - いくしま・ゆうき（3・4・6）
- れん - とがし・えいじ（3・4・6）
- だいしんじ - おか・ひろあき（3・4・6）
- ユーリ - いちかわ・ともひろ（5・6）
- タッセル - れ・ろまねすくとびー（5・6）
- りょうが - しょうのざき・けん（6）
- れいか - あんじぇら・めい（6）

すたっふ
- げんさく - いしのもり・しょうたろう
- きゃくほん - いのうえ・テテ
- プロデュース - どい・たてお、みなと・ようすけ
- かんしゅう - やまのべ・こういち、かねこ・しんいち（いしもりプロ）
- しんこう - こいけ・たけし、そのだ・けいこ、はまだ・みつ（サイドランチ）
- キャライラスト - いぬがみ・りと
- 背景・カット - りんご
- アニメーション - いしかわ・かえ
- おんがく - でぐち・ひろゆき
- せいさくプロダクション - サイドランチ
- せいさく - とうえいとくさつファンクラブ

| 話数   | サブタイトル                                     | 配信日                                    |
| ------ | ------------------------------------------------ | ----------------------------------------- |
| 第1集  | ダンス本番、その前に。                           | 2020年11月08日（先行配信） 2021年02月01日 |
| 第2集  | ロック、シザーズ、ペイパー。                     | 3月07日                                   |
| 第3集  | ソフィアを救え、電流ビリビリ脱出ゲーム〜前編〜。 | 3月28日                                   |
| 第4集  | ソフィアを救え、電流ビリビリ脱出ゲーム〜後編〜。 | 5月02日                                   |
| 第5集  | ル・グラン、シューペルマルシェ。                 | 6月06日                                   |
| 最終集 | 2021年、全部見せます！NG大賞。                   | 8月29日                                   |

### Webコミック
『別冊 仮面ライダーセイバー 萬画 仮面ライダーバスター』
原作 - 石ノ森章太郎 / 脚本 - 金子香緒里 / 漫画 - 久間月慧太郎 / 編集 - サイドランチ
尾上亮 / 仮面ライダーバスターを主人公としたスピンオフコミック。東映特撮ファンクラブにて2021年2月28日から4月3日まで「最強の青春編」が全3話配信され、同年4月25日から5月30日まで「最強の子育て王編」が全3話配信された。
登場人物
尾上 亮
17歳。かがり高校3年、喧嘩番長。コーラが好物。
桐谷 晴香（）
17歳。尾上亮の幼馴染で、かがり高校の生徒会長。女子バレーボール主将。
尾上と結婚してそらを儲ける。テレビシリーズには尾上姓で登場する。
亀巳川 寿和（）
58歳。かがり高校の古典教師。「亀セン」という愛称で生徒たちから呼ばれている。仮面ライダーバスターで、先代のソードオブロゴスの土の剣士。音楽教師の妻がいたが、すでに亡くなっている。
土豪剣激土の重量に身体が耐え切れず、引退を考えていた矢先に、尾上をシミーから助けたことがきっかけで彼に正体を知られ、ゴブリンメギドを尾上が倒したことから彼を後継者として引退を決める。

### ゲーム
アーケードカードゲーム
- 『仮面ライダーバトル ガンバライジング』

ゲームアプリ
- 『仮面ライダー シティウォーズ』
- 『仮面ライダーあつめ』 - 2020年10月のアップデートよりセイバー登場[262]。
- 『ライダーパズル』
- 『倒せ！ライダーキック』
- 『右脳トレ×仮面ライダーセイバー』 - 2020年10月12日配信[263]。
- 『パズル&ドラゴンズ』

2020年12月7日の期間限定コラボ第3弾でセイバー、ブレイズが登場。